# المتحف العراقي
المتحف الوطني العراقي أو المتحف العراقي أو متحف بغداد أو المتحف العراقي في بغداد، هو متحف أثري وتاريخي قديم، يقع في منطقة العلاوي، ضمن مدينة بغداد، العراق. يعرض مجموعات وقطع أثرية لحضارات بلاد الرافدين، وكذلك الآثار الإسلامية في العراق، وآثار العصور الحَجرية. ويعد هو من أقدم وأهم وأكبر المتاحف في العراق، ويأتي في المَرتبة الثانية بعد المتحف المصري، من حيث التأسيس ولا يَقل عنهُ شأناً من حيث القيمة التاريخية للآثار التي تُمثل حضارة العراق وتاريخه. يعود تاريخ إنشائه إلى عام 1923-1924 حيث جمعت عالمة الآثار البريطانية غيرترود بيل آثار العراق ووضعتها في حيز صغير في مبنى السراي أو القشلة، وفي عام 1926 بسبب تجميع الكثير من الآثار وضيق المساحة افتتح مَبنى آخر في شارع المأمون ونَقلت إليه جميع الآثار، وعينت المس غيرترود بيل مُديرة للمَتحف ثم تلاها ر.س كوك، وفي عام 1966 ونتيجة لضيق المَساحة أيضا قررت الحكومة العراقية بناء مَتحف يُناسب مواصفات المتاحف العالمية ويكون في مكان مُناسب، فبني المبنى الجديد في منطقة العلاوي وبسبب هذه المُناسبة سمي بالمتحف الوطني العراقي بعدما كان يعرف بــمتحف بغداد للآثار.
يحتوي المُتحف على قطع أثرية ثمينة من حضارة بلاد ما بين النهرين، ولقد نُهبت أجزاء وقطع من مجموعات المتحف الأثرية أثناء وبعد الغزو الأمريكي للعراق عام 2003، وبعدها ساهمت الجهود الدولية في استعادة وإرجاع العديد من القطع الأثرية المسروقة، والمَتحف مفتوح للزوار والجمهور حالياً، ولقد افتتح المَتحف رسمياً في فبراير/شباط 2015 من قبل رئيس الوزراء العراقي حيدر العبادي.
وللمتحف العراقي مكتبة، تأسست عام 1933، احتوت على العديد من الكتب والمجلات والجرائد والصحف العربية والإنجليزية، وبكل اللغات الشرقية والغربية، وكانت مصادرها متنوعة فمنها إهداء ومنها مصادرة، ومنها شراء، وتضمنت أغلب مواضيعها عن الآثار والتراث وتاريخ الشرق الأدنى وخصوصاً القديم، كذلك احتوت على العديد من المخطوطات التاريخية القديمة والإسلامية، وكان لها ميزانية تُرصد من قبل الحكومة.
وللمتحف العراقي، متحف للطفل، والذي هو متحف مصغر ذو هدف تربوي وتعليمي، يوصل إلى الطفل فكرة كيف عاش الإنسان القديم وكيف تعلم واخترع الكتابة وبنى قرية، وتعود فكرة إنشائه بين عامي 1974 و 1975 عندما جرت مناقشات حادة في الصحف العراقية اليومية عن المتحف، وقد افتتح عام 1977.

## التاريخ

### النشأة والتأسيس

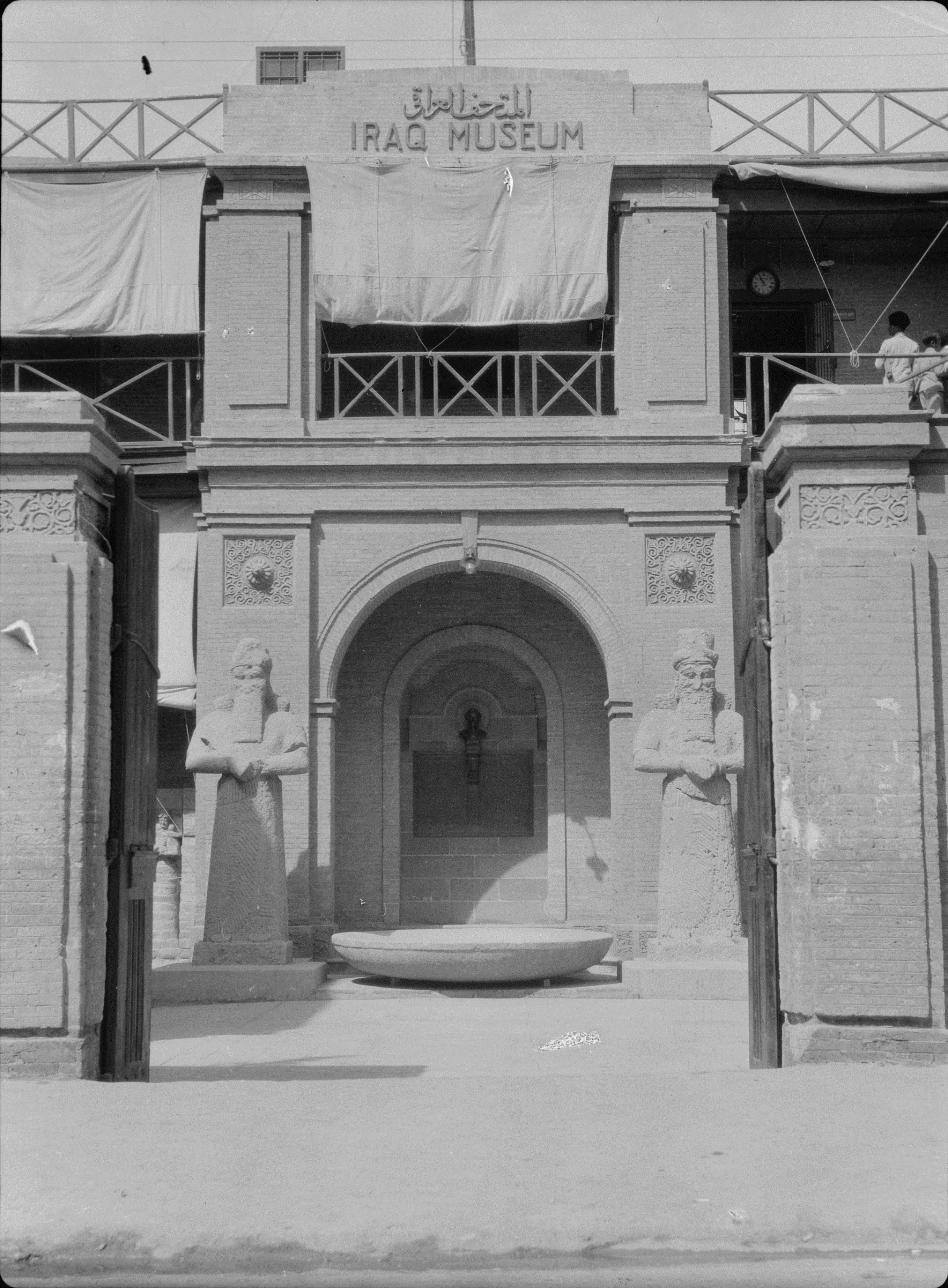
المتحف العراقي في بغداد عام 1932.

المَتحف العراقي سنة 1932، وهو من أكبر وأقدم المَتاحف العراقية

بعد الحرب العالمية الأولى، بدأ علماء الآثار من أوروبا والولايات المتحدة بعدة تنقيبات في جميع أنحاء العراق، وجمعوا العديد من المجموعات والقطع الأثرية في مكان آمن لضمان الحفاظ عليها من السرقة والتخريب، وقامت الباحثة البريطانية المس غيرترود بيل مع مجموعة من الرحالة البريطانيين وعلماء الآثار بالعديد من الحفريات والتنقيبات أسفرت عن ظهور الكثير من القطع الأثرية القيمة، والتي تم جمعها وحفظها في مبنى السراي ببغداد في حيز صغير من المبنى في عام 1922م.
ولقد قَامت باحثة الآثار البريطانية المس غيروترود بيل بجولات ميدانية لزيارة عدد من المواقع الأثرية التي أصبحت بحاجة ماسة إلى الصيانة وترميم الأضرار لغرض المباشرة بصيانتها، ونتيجة لاهتمامها بالآثار العراقية فقد أمر الأمير فيصل الأول بعد تتويجه ملكاً على العِراق بتعيينها مُديرة فخرية للآثار القديمة بصورة مؤقتة، ولقد اَستقبلت المس بيل بعد توليها المسؤولية الفَخرية لدائرة الآثار القديمة عدداً من البعثات الأثرية التي كانت تتطلع إلى الحصول على امتياز تنقيب في عدد من المواقع الأثرية، ومن أشهر هذه البعثات البعثة المشتركة للمتحف البريطاني وجامعة بنسلفانيا الأمريكية برئاسة ليونارد وولي، التي حصلت على امتياز التَنقيب في مدينة كيش، ونجحوا في العثور على قطع أثرية كثيرة، نال العراق منها نصف الكمية، ومن بينها خوذة ذهبية وقيثارة ودبوساً ذهبياً وتمثالاً لأحد ملوك مملكة كيش السومرية يبلغ طوله ثلاثة أقدام، وهو تمثال مقطوع الرأس، ولم يتمكن الأثريون من قراءة الكتابات الموجودة على كتفه، باستثناء تحديد اسم المَلك وقررت المس بيل إرساله إلى لندن لفك رموزه من قبل علماء الآثار البريطانيين ومن ثم إعادته إلى العراق، واستطاعت أيضًَا شراء عدد من الآثار من الأهالي فكانت حصيلة ما جمعته كمية لا يستهان بها من الآثار التي اُكتشفت حديثاً، مما شجعها على إقامة معرض لعرض اللقى الأثرية امام الجمهور للتعريف بها، وقد افتتح المعرض بتاريخ 11 مارس 1923، ووضعت فيه القطع الأثرية على مناضد وبالقرب من كل قطعة بطاقة تعريفية باللغتين العربية والإنجليزية، ونال المعرض استحسان الحاضرين والزائرين، وكان في مقدمتهم الملك فيصل الأول والوزراء والشخصيات العامة.
وبعد نجاح المعرض، أرادت أن تنشئ مَتحف عراقي للآثار، للحفاظ على جهودها من السرقة والضياع والاندثار، إلا أن عقبات عدة اعترضت سبل تنفيذه لأول مرة، ومنها عدم توفر مكان ملائم لإقامته، فاقترح وضعه في بناية القشلة، واُختيرت إحدى الغرف الصغيرة في الطابق الأسفل من مبنى القشلة، ولقد عرفت هذه الغرفة لاحقاً باسم غرفة الأحجار البابلية.

### تاريخ نقل المَتحف
وفي عام 1926م، نَقلت الحكومة العراقية هذه الآثار والمجموعات التي عثر عليها من قبل المنقبين إلى المبنى الجديد وأُنشئ مبنى متحف بغداد للآثار وشغلت غيرترود بيل منصب مديرة المَتحف، ثم توفيت غيرترود بيل في وَقت لاحق واستلم مهامها المدير الجديد ر.س كوك.

#### انتقال المتحف من السراي إلى شارع المأمون

مسؤولون عراقيون ولبنانيون في المتحف العراقي عام 1953

كان المتحف يشغل حيزاً صغيرًا. في مبنى القشلة أو السراي القديم في وسط بغداد. وبعد جَمع أعداد كبيرة من الآثار نتيجة لعمليات التنقيب التي أُجريت في جميع أنحاء العراق آنذاك، أصبحت الحاجة إلى نقل المَتحف مطلباً ملحاً ليسع الآثار الأخرى التي تَجمعت بمرور الوقت في صناديق خشبية لم يَتمكن من عرضها بسبب ضيق مساحة المَتحف، فكان لابد من توسيع المَتحف العراقي ليحفظ ما جمع من قطع أثرية، فُنقلت محتوياته في عام 1936 إلى مبنى آخر واسع وجديد في شارع المأمون بالقرب من ضفاف نهر دجلة والمدرسة المستنصرية في بغداد.
فعملت الحكومة العراقية على بيع مطبعة الحكومة وتسليم بنايتها إلى وزارة الأشغال والمواصلات، وإن اختيار بناية مطبعة الحكومة جاء لعدة أسباب، وهو سعة البناية مقارنة بمتحف القَشلة، وتألفها من طابقيين وحداثتها، إذ لم يمر على تشيدها سوى بضعة سنين، فضلاً عن ملاءمتها للعرض المَتحفي، وبعد أن بُيعت لوزارة الاشغال والمواصلات، خصصت البناية إلى دائرة الآثار القديمة لتتخذها مَتحفاً ومقراً لها، وقَد أشرفت المَس بيل بنفسها على أعمال تأهيل بناية المَتحف الجديدة وصيانتها بما يلائم العرض المَتحفي، وافتتح المَتحف في 14 حزيران، 1926 في تمام الساعة الثامنة صباحاً، وحضر حفل الافتتاح الملك فيصل الأول وعدد من شخصيات المجتمع البارزة والشخصيات البريطانية.
وقد اهتمت الحكومة العراقية منذ تأسيس المتحف العراقي بإنشاء بناية جديدة للمتحف، ولكن ظروفاً حالت دون ذلك، وبقى المتحف على حاله، إلى أن تزايدت أعداد القطع الأثرية نتيجة للتنقيبات الوطنية والأجنبية وتقدم أساليب العرض الفني في المتاحف، أصبح وجود بناية جديدة يمكنها عرض الآثار فيها حاجة ماسة وملحة، مما دعت مديرية الآثار القديمة العامة مساعيها في إنشاء بناية لائقة بالمتحف، واستغلوا الأراضي الأميرية الواسعة في الصالحية بجانب الكرخ، واستقدام المهندس الألماني هيير ويرنر مارخ لوضع التصاميم اللازمة لذلك وانتهى منها قبل اندلاع الحرب العالمية الثانية، فلم يتهيأ آنذاك غير إقامة المدخل الآشوري من تلك التصاميم كلها.

#### المتحف العراقي في العلاوي

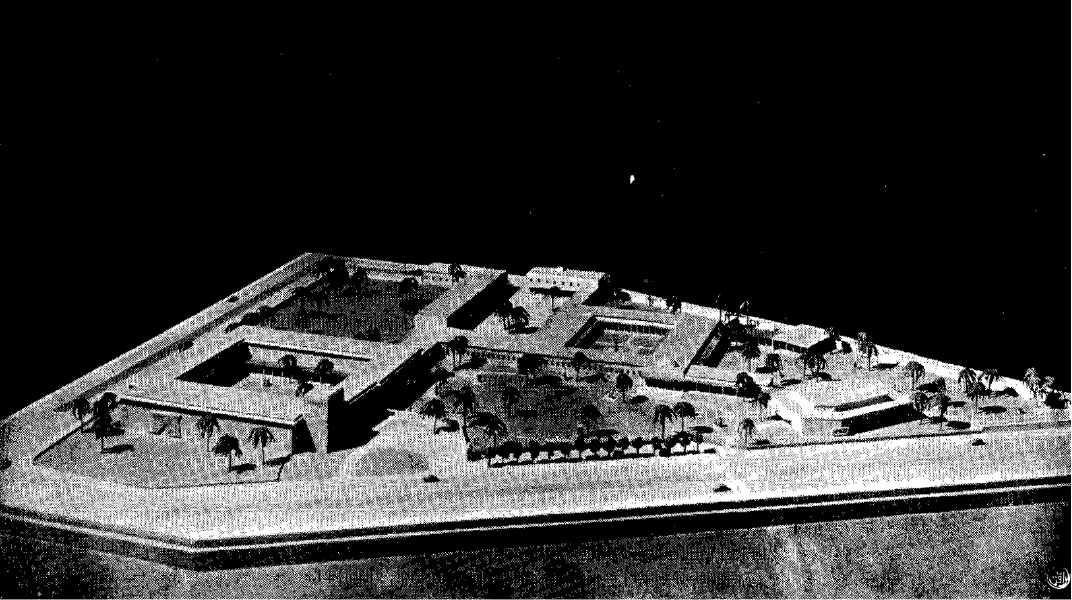
نسخة جبسية مصغرة لبنية المتحف العراقي والمديرية العامة للآثار.

في عام 1957، ضاق مبنى المُتحف في شارع المأمون بما اودع فيهِ من آثار، وأرادت الحكومة العراقية أن تخصص بناية جديدة تتصف بمواصفات متحفية عالمية تضم آثار العراق، ولهذا بني المبنى الجديد ونُقلت مجموعات القُطع الأثرية إليه، ووضع الملك فيصل الثاني الحجر الأساس لبناية المتحف العراقي في الساعة الخامسة من مساء 23 آذار لعام 1957، وهو اليوم الأول من أسبوع الأعمار الثاني، والذي صاحب الافتتاح حفل كبير، وكان معه الأمير عبد الإله، وباستقبال رئيس الوزراء والأعضاء الإداريون في مجلس الأعمار ومدير الآثار القديمة العام، وألقى ناجي الأصيل خطاب الافتتاح، وأعقبه مارخ المهندس الألماني الذي وضع تصاميم البناية. وقد حضر الاحتفال كذلك الوفد السوداني الرسمي متمثلاً برئيس وزراء السودان ووزير خارجيته ورجال الهيئات الدبلوماسية والوفود العربية والشرقية المختلفة وغيرهم من المدعوين من أعيان ونواب وكبار موظفي الدولة والضيوف الأجانب ورؤساء بعثات التنقيب الأثرية الأجنبية، ونقل الاحتفال بالإذاعة اللاسلكية وتلفزيون الحكومة العراقية.

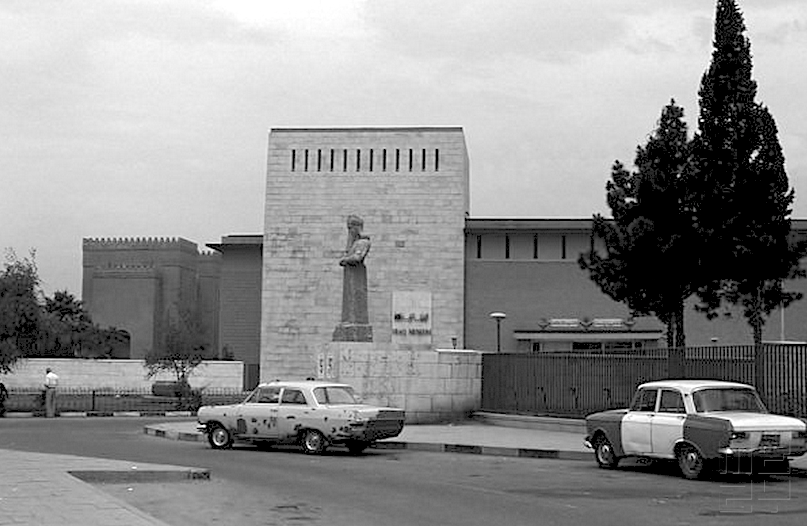
بوابة المتحف العراقي عام 1962.

وتبلغ مساحة الأرض المخصصة لمباني المتحف ومديرية الآثار القديمة العامة عند ملتقى شارع ناصر بشارع العلاوي في جانب الكرخ 45,000 ألف متر مربع تقريباً، ومجموع المساحات السطحية للمباني المختلفة 11500 ألف متر مربع تتخللها حدائق وساحات فسيحة وممرات مكشوفة ستقام فيها معارض أركيولوجية وتماثيل أثرية بحيث يتكون منها متحف مكشوف إلى جانب معارض وقاعات المتحف الأصلية. ويطل المتحف على شارع ناصر وشارع العلاوي وتبلغ مساحة الأرض المخصصة لها 4500 متر مربع وتتألف من طابقين يحفان بحديقة مربعة ويحتويان على قاعات واسعة لعرض الآثار وتقدر المساحة التي يمكن استعمالها لهذا الغرض ب3900 متر مربع تقريباً، فضلاً عن توفير جميع الوسائل الحديثة للعرض من أضاءه وتهوية وتكييف للهواء، وفي الركن الجنوبي الشرقي للمتحف برج مربع الشكل تقريباً علوه 17 متراً ومساحته السطحية 130 متراً مربعاً، سيزين من الداخل بزخارف على الطرازين العباسي والأندلسي ومن المؤمل أن يقام تمثال للملك فيصل الثاني مع لوحة تذكارية تخلد فضله على تأسيسه وتتوسط أجنحة العرض حديقة مربعة الشكل مساحتها 2640 مراً مربعاً وستقام فيها بعض الأنصاب الأثرية والتماثيل الكبيرة. وهنالك مساحة واسعة من الأرض في الجهة الشرقية احتفظ بها احتياطاً لما يتطلب من توسيعات في المستقبل. وتقع مخازن الآثار ومقر حرس المتاحف في الجانب الشمالي المطل على شارع العلاوي وبين هذه المخازن مخبأ خاص ضد الغارات الجوية لحفظ الآثار فيه في حالات الطوارئ وتبلغ مساحته السطحية 460 متراً مربعاً مزود بجميع الوسائل اللازمة لسلامة نقل الآثار إليه وخزنها فيه، وتبلغ مجموع المساحات السطحية للمخازن كلها في طابقي هذه البناية 1270 متراً مربعاً، وإلى الطرف الشرقي من المخازن مقر حرس شرطة المتاحف ثم الكراجات وقد عنى بإيصالها بممر خاص إلى قسم المختبرات.
وتطل البناية المخصصة لأقسام المديرية العامة على شارع ناصر، وتتألف من أربعة أجنحة تحف بحديقة مكشوفة مساحتها 1500 متر مربع، يصلها بالمباني المختلفة الأخرى كالمتحف والمطعم والمدرج والمكتبة صفوف من الغرف لبعض موظفي المديرية العامة. وتتوسط دائرة مدير الآثار القديمة العام جبهة هذه البناية ومنها تمتد الأجنحة الأربعة المذكورة أعلاه والمخصصة لديوان المديرية العامة ولأقسام التنقيبات والتفتيش والصيانة والمسكوكات والمختبرات الفنية وإدارة المتحف والتصوير وشعب الدائرة الأخرى. وتشغل جميع هذا المباني مساحة من الأرض تبلغ 3300 متر مربع تقريباً، ويطل المدرج والمكتبة ومعهد الآثار على شارع ناصر أيضاً وهو سداسي الأضلاع ويتوسطه مدرج وقاعة المحاضرات وتستوعب 200 مقعد ومجهزة بالوسائل اللازمة لعرض الأفلام العلمية وصور بالفانوس السحري وحولها ستقام ثلاثة طوابق تشتمل على عدد من القاعات والغرف تكفى لحاجات المكتبة من غرف لموظفيها ومخازن كافية لكتبها وسجلاتها وفهارسها والمطالعة فيها. وغرف أخرى للدراسة وإلقاء المحاضرات على طلبة معهد الآثار والحضارة. وتقدر مساحة الأرض المخصصة لهذه البناية ب1280 متراً مربعاً. وخصصت مساحة قدرها 500 متر مربع للمطعم، لتهيئة وسائل الراحة لزوار المتحف.
وأشرف على بناء المتحف مهندسون عراقيون، وأنجزته شركة لبنانية التي بدأت عام 1957 وانتهت منه عام 1963 وتسلمت المديرية بناياتها الجديدة في الموقع الجديد وكذلك المكتبة وفتحت كذلك، وبدأت عملية نقل الآثار من المتحف القديم والمتاحف الأخرى إلى المتحف الجديد وهي عملية معقدة. وافتتح في 9 نوفمبر، 1966 باحتفال كبير وكان ذلك بعد الانتهاء من عرض الآثار في قاعات المتحف العراقي وتكملة شروحها وتهيئة دليل خاص بالآثار المعروضة وفتح المتحف للجمهور، واتخذت الترتيبات اللازمة لجعل افتتاح المتحف طوال أيام الأسبوع صباحاً ومساءً من الساعة التاسعة صباحاً حتى الساعة الخامسة بعد الظهر.
وتخلل عن المشروع مساحات خضراء ومساحات مكشوفة وزين الركن الجنوبي منه ببرج مربع الشكل بارتفاع يبلغ 17 متر ومساحته السطحية 130 متراً مربعاً وزينت بناية المتحف من الداخل بزخارف عباسية وأندلسية، فيما بلغ مجموع قاعات المَتحف آنذاك (13 قاعة) متباينة المساحة احتضنت (158) خزانة عرض حديثة. وفي ما يأتي جدول يوضح قاعات المَتحف العراقي في الصالحية ومساحاتها وعدد خزاناتها موزعة على وفق العصور التاريخية:
| رقم القاعة | العصر التاريخي           | الطول/م | العرض/م | المساحة/م2 | عدد الخزانات |
| ---------- | ------------------------ | ------- | ------- | ---------- | ------------ |
| 1          | العصور الأولى            | 24      | 10      | 240        | 27           |
| 2          | العصور الأولى            | 14      | 12      | 168        | 27           |
| 3          | القاعة السومرية          | 52      | 12      | 624        | 38           |
| 5          | القاعة البابلية          | 44      | 12      | 528        | 19           |
| 10         | صالة المنحوتات الآشورية  | 64      | 10      | 640        | ____         |
| 12         | قاعة اللقى الآشورية      | 28      | 6       | 168        | 9            |
| 13         | قاعة العاجيات            | 13,3    | 6       | 79,8       | 8            |
| 14         | قاعة الآثار الكلدانية    | 15,5    | 6       | 93         | 8            |
| 16         | قاعة الحضر               | 44      | 12      | 528        | 22           |
| 17         | القاعة الساسانية         | 12      | 8       | 96         | 2            |
| 18         | القاعة الإسلامية الأولى  | 52      | 12      | 624        | 13           |
| 19         | القاعة الإسلامية الثانية | 14      | 12      | 168        | ____         |
| 20         | القاعة الإسلامية الثالثة | 24      | 10      | 240        | 12           |

#### مطالب
تأمل إدارة المتحف من الحكومة العراقية أن تُخصص جامع الرحمن وسط بغداد المتروك منذ 15 عاماً، بتحويله إلى متحف وطني شامل نظراً لحجم البناء الكبير، ولذلك لأن المتحف يحتوي على قطع أثرية كبيرة وكثيرة لا يستطيع البناء الحالي استيعابها فضلاً عن الآلاف المواقع الأثرية التي يحتويها العراق والتي ما زالت غير مُنقبة بشكل كامل.

### المتحف قبل وأثناء وبعد حرب 2003

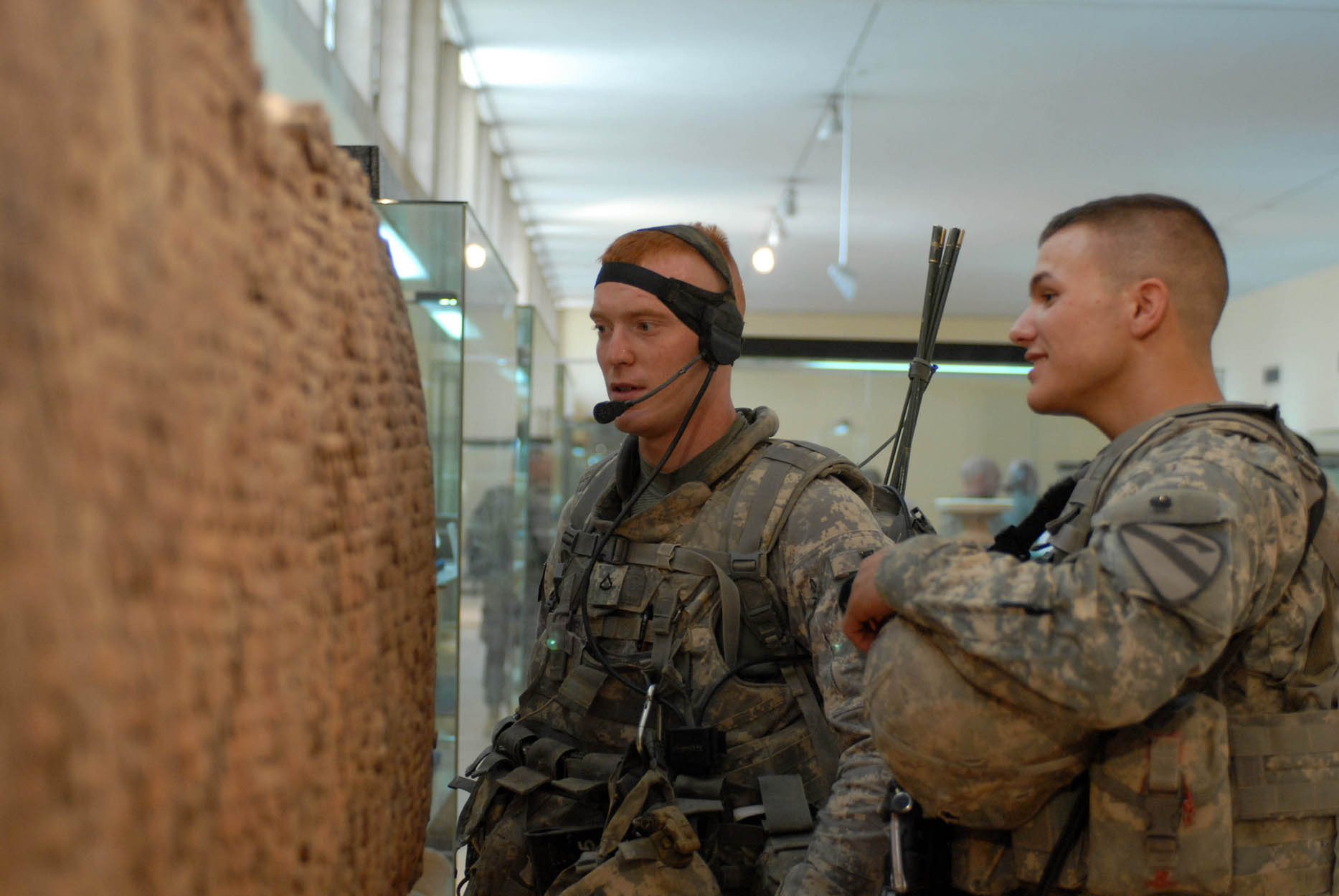
جنديان أمريكان في زيارة إلى المَتحف العراقي في عام 2009.

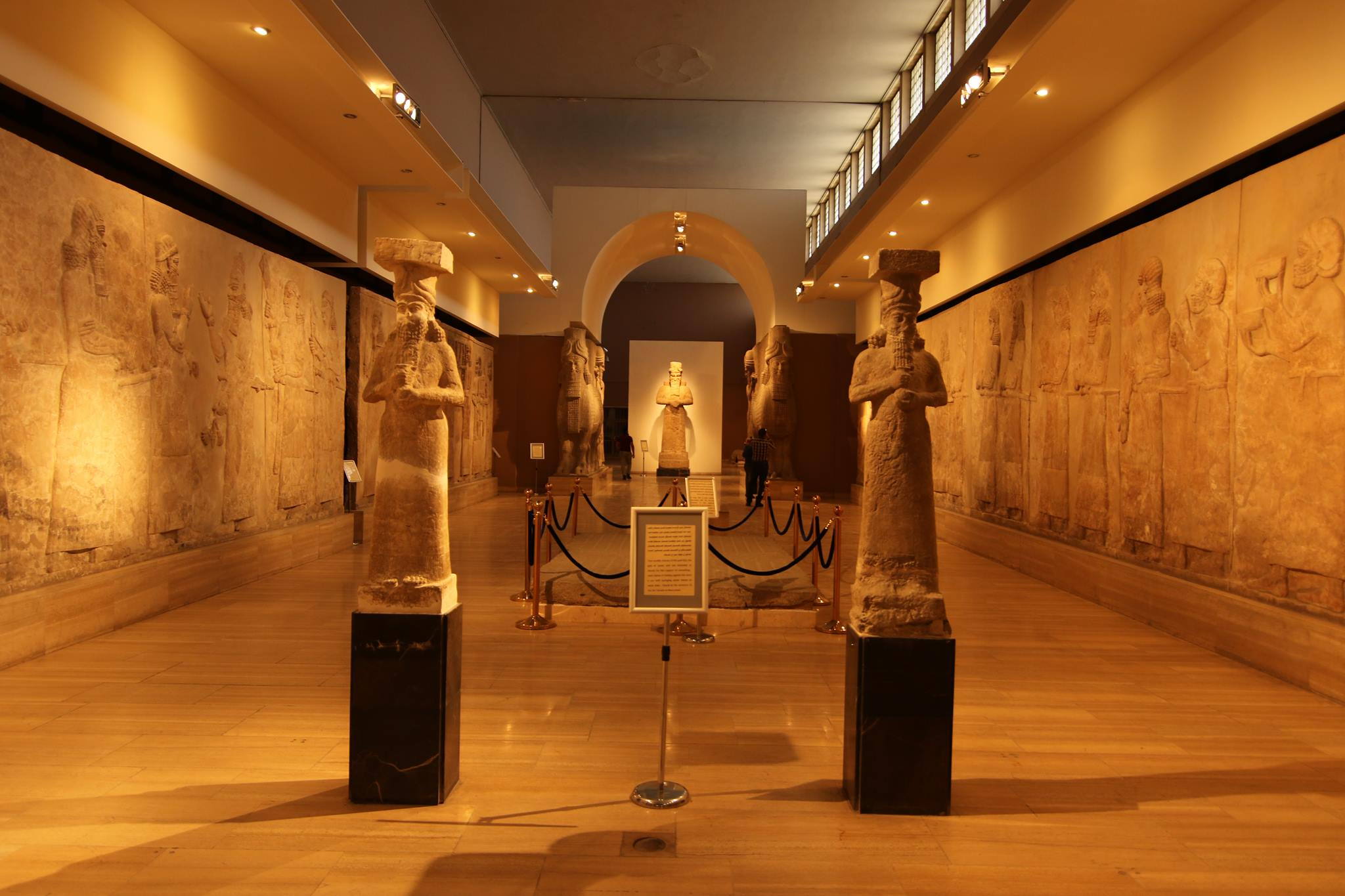
تماثيل المتحف العراقي

طلب مُختلف خبراء الآثار وممثلين عن المجلس الأمريكي للسياسة الثقافية في وزارة الدفاع الأمريكية والحكومة البريطانية مُقترحات وتنبيهات لضمان سلامة المُتحف من العمليات الحربية والقتال والنهب، في الأشهر التي سَبقت الغزو الأمريكي للعراق، ولكن لم يتم تنفيذ تلك الوعود والتنبيهات، ولم تتَجنب الولايات المتحدة الأمريكية قَصف المَتحف، حيث وقع صاروخ أمريكي على مَتحف الطفل وهو جزء من المَتحف العراقي.
وقال نيل ماغريغور مدير المتحف البريطاني، فقد سُئل حول مصير الرسائل التي وجهها المتحف إلى وزارة الدفاع البريطانية لحماية المواقع الأثرية في العراق أجاب «وجهنا أكثر من رسالة قبل الحرب وخلال الحرب. ومهمتكم كإعلاميين أن تكشفوا لماذا لم تأخذ القوات الأميركية في بغداد بهذه الرسائل..». ثم أضاف: «المهمة أمامنا كبيرة ونحتاج إلى ستة أشهر لتقدير حجم الكارثة».

#### إخلاء المتحف العراقي والمتاحف الأخرى
كانت هناك لجان عليا سرية لحماية المتحف العراقي والمواقع الأثرية تتألف من عضوية ممثل ديوان الرئاسة ومن جهاز المخابرات ومدير الأمن العام، ورئيس الهيئة العامة للآثار والتراث تشكلت نهاية عقد التسعينات من القرن العشرين. وقامت هذه اللجنة بدراسات عديدة وتوصيات بصدد توفير الحماية الكافية للمتحف العراقي، وقدمت عدة اقتراحات إلى ديوان الرئاسة آنذاك منها:
- تطوير الأسيجة المحيطة بالهيئة والمتحف.
- نصب منظومة حماية إلكترونية لقاعات المتحف.
- تسليح نوافذ قاعات العرض وتقوية أسس قاعات العرض.

إلا أنها لم تنجز إلا بدء وقيام الحرب، ما عدا السياج المحيط بالمتحف والذي كان مصمم من قبل شركة هندسية استشارية تابعة لكلية الهندسة ونفذته شركة تاج المعارك التابعة لوزارة الإسكان. ولجنة أخرى مؤلفة من قبل ديوان الرئاسة لحماية الآثار والمواقع الأثرية تتألف من الأمن العامة والمخابرات والشرطة والهيئة العامة للآثار والتراث، والغرض منها وضع الخطط لحماية المواقع الأثرية التي كانت تتعرض لأعمال النبش والتهريب. وكان من توصيات اللجنة الأولى تشييد أبواب حصينة للمداخل المهمة وشيدت 7 أبواب حصينة، ووافق ديوان الرئاسة عام 2003 آنذاك بتخصيص مبلغ قدره 82 مليون دينار لبناء السياج الواقي بالمتحف، وتسليح نوافذ قاعات العرض بالمتحف وتقوية أسس قاعات العرض. غير أن الهيئة العامة للآثار صرفت هذا المبلغ كله وأضافت إليه 23 مليون من تخصيصات مشاريع الهيئة لبناء الجدار. واتفق مع مكتب استشاري هندسي تابع إلى كلية الهندسة بجامعة بغداد متخصص في تصميم مثل تلك الأسيجة ونفذ من قبل شركة تاج المعارك التابعة لوزارة الإسكان غير أن الجدار لم يكتمل إنجازه حتى بدء الحرب.
ولم يتمكن القائمون على إدارة المتحف والهيئة العامة للآثار والتراث من اتخاذ أية خطوة لإخلاء المتحف والدائرة ومتاحف المحافظات ما لم يأت توجيه من رئاسة الجمهورية أو وزير الثقافة آنذاك، ولقد جاء أمر إخلاء المتحف العراقي من قبل وزير الثقافة للنظام السابق وقبل نشوب الحرب بحوالي ثلاثة أسابيع، تم تشكيل لجنة عليا لإخلاء المتحف العراقي، وعليم شُكلت لجان يترأس كل لجنة موظفة من الموظفات اللاتي يمتلكن الخبرة في عملية إخلاء وحفظ الآثار تساعدها مجموعة من الموظفات الأثاريات، كل لجنة حددت قاعة من قاعات العرض في المتحف العراقي مع التأكيد على الانتهاء من هذه المهمة خلال ثلاثة أيام. لقد حفظت الآثار بطريقة تضمن سلامتها بشكل جيد إذ غلفت بورق أو مناديل ورقية ذات نوعية جيدة ووضعت في صناديق أرضيتها مفروضة بطبق من الورق والأسفنج يليها طبقة من الورق ثم يوضع بين الأثار داخل الصندوق قطن أو قطع من الفلين لضمان عدم تحركها، وتدون محتويات كل صندوق في ثلاث قوائم، قائمة توضع داخل الصندوق والأخيريتين تحفظ لدى مديرة المتحف ثم يغلق الصندوق ويقفل بعد أن توقع القوائم من قبل مسؤولة القاعة وتستلم من قبل مدير علم المتاحف، وقد بدأ الإخلاء يوم 20 فبراير، 2003 وانتهى 23 فبراير، 2003، وتركت الصناديق في القاعات وأغلقت الأبواب وخرج جميع الموظفين من المتحف ما عدا اللجنة العليا المشرفة على إخلاء المتحف. وذكرت بعض الموظفات المسؤولات عن القاعات أن توجيهات جاءت بترك الأثار الكبيرة وأخرى مثل الإناء النذري وتمثال نصفي من البرونز المعروف باسم باستكي وهيكل عظمي مع موجوداته الدفينة من أختام وآنية معدنية وحلي، وتماثيل في القاعة السومرية والقاعة الحضرية والجرار الكبير ومسلة صيد الأسود والمنحوتات الجدارية والتماثيل الكبيرة في القاعة الأشورية والأبواب المزخرفة في القاعات الإسلامية أن تترك في أماكنها وهم سيقومون بحفظها، وقد نُقلت رأس فتاة الوركاء والقيثارة الذهبية وعدد من القطع العاجية والبرونزية إلى غرفة الخزن المؤقت. أيضاً أخليت جميع متاحف محافظات العراق ونُقلت إلى مخازن المتحف العراقي، وتركت القطع الكبيرة من الحجم من المنحوتات والثيران المجنحة والتماثيل والطابوق المختوم ورقم طينية في متحف الموصل، حيث تركت القطع الجبسية المقلدة في بقية متاحف المحافظات الأخرى. وبقيت مخازن الأثار في الموصل مليئة بالآثار خاصة الصغيرة الحجم منها. ونقل عدد من آثار المتحف العراقي وحفظها في غرفة الخزن المؤقتة المعروفة لدى موظفي المتحف بغرفة 104 مثل القيثارة الذهبية، رأس فتاة الوركاء، قطع العاجيات من القاعة الأشورية والعربة الأشورية كما حفظت في هذه الغرفة ثلاث كنوز ذهبية من مواقع حربى والأنبار وكوثى، أيضاً تحتوي الغرفة بنوادر الآثار المهمة والعشرات من التماثيل والدمى، والنحاسيات والأثار التراثية، زجاجيات، نحاسيات، مسكوكات، سيوف سوء جاءت عن طريق التنقيبات الأثرية أو من المواطنين، وأخليت كذلك الحاسبات من مكاتب جميع موظفي الهيئة، والكاميرات والأجهزة المهمة وأودعت في الغرفة 104 وأغلقت الباب بمفتاح، ولم تتُخذ أي إجراءات أو تحصينات لحمايتها، وقد طلبت نوالة المتولي من وزارة الثقافة مبلغ سبعة ملايين دينار لإقامة أبواب حصينة قبل بدء الحرب ومن بينها باب غرفة 104 إلا أن الوزارة رفضت بسبب ارتفاع الكلفة.
وأخلي متحف مايس وحفظت الوثائق والأسلحة في مخازن المتحف العراقي، وبالنسبة إلى مكتبة المتحف فقد أخليت بعض الكتب والمجلات النادرة ووضعها في صناديق معدنية نقلت إلى خارج الهيئة في مكان أمن وحصين وأوصدت الخزانات بطريقة تضمن سلامتها وبذلك حفظت المكتبة من أعمال السلب والنهب. أما المخطوطات فلدى دائرة المخطوطات العراقية 47 ألف مخطوطة ونقلت جميعها إلى أمانات تعود إلى مراكز ومدارس دينية متعددة، إلى مكان أمن وحصين وكان ذلك قبل نشوء الحرب بعشرة أيام ووضعت في صناديق معدنية فوق كل صندوق قائمة بمحتوياته، ولم تفقد أي مخطوطة وبقيت سالمة.

#### تحصينات
سعى المسؤولون والموظفون في الهيئة العامة للآثار والتراث إلى عمل بعض التحصينات منها:
- بناء وغلق المدخل الرئيسي للمتحف العراقي.
- بناء وغلق المدخل الذي يفضي من مخازن الآثار الجديدة إلى الخارج من الجهة الخلفية للمتحف وعمل جدار فاصل.
- بناء وغلق نوافذ مكتبة المتحف العراقي
- إخلاء وحماية الوثائق والبحوث والخرائط وسجلات المتحف العراقي.
- إخلاء الحاسبات وأجهزة التصوير والكاميرات التي تتعلق بأقسام الهيئة وحفظها في غرفة رقم 104.
- نقل وتفريغ المعلومات في أقراص CD والاحتفاظ بها، لجميع أعمال الهيئة.
- تسليم نسخة من مفاتيح كل غرفة من غرف المديريات إلى مديرها العام.
- تجميع السيارات التابعة إلى الهيئة العامة للآثار والتراث في مرآب ديوان الهيئة، وتوزيع عدد من السيارات الحديثة التي وصلت إلى الهيئة قبل بدء الحرب بأسبوع إلى الموظفين للاحتفاظ بها في بيوتهم وتسليمها بعد انتهاء الحرب.
- حفظ 15 سيارة في مفتشية آثار سامراء و15 سيارة أخرى في مبنى القشلة ببغداد.
- رسم علامة المتاحف على سطح المتحف وسطح مبنى الهيئة.
- إيقاف أعمال التنقيبات والصيانة الأثرية في كل المواقع الأثرية العراقية.

#### خطة الطوارئ
بدأ العمل بخطة الطوارئ بإشراف وزير الثقافة للنظام السابق قبل أكثر من شهرين من بداية الحرب، حيث شكل فريق متعدد من موظفي الهيئة لتأمين الحماية الكافية للمتحف العراقي من الداخل خشية تعريضه لأي اقتحام أو سرقة وقد تم تأمين ما يحتاجونه من ماء ووقود ووسائل نقل من دراجات هوائية ونارية وتخصيص مبالغ شهرية للمتطوعين، وأجريت عدة ممارسات لخطة حماية المتحف قبل الحرب، فقد نظم فيها الموظفين إلى ثلاثة مجاميع كل مجموعة تتألف من عشرة أشخاص تتناوب الخفارات في خلال اليوم الواحد أي أنه تم تأمين 30 رجلاً خلال يوم واحد، واجبهم هو حماية المتحف العراقي ومبنى الهيئة من الداخل والتصدي لأي اقتحام له من الخارج. ويتواجد إلى جانب هذه القوة التي يمثلها موظفو الهيئة العامة للآثار والتراث مفرزة رجال الأمن المنسبة من قبل مديرية الأمن العامة لحماية المتحف العراقي وتعدادُها 11 شخص، حيث اتخذت موقعها في الحديقة الخارجية للمتحف.
وفي يوم 20 مارس 2003، انقطع موظفو الهيئة والمتحف عن المجيء ما عدا المشمولين منهم بخطة الطوارئ وحماية المتحف، فقد كانوا حريصين على التواجد طيلة 24 ساعة، وفي هذه الأثناء كانت عملية إخلاء وحماية الآثار الكبيرة ونقل أكياس الرمال وتغليف الأثار الكبيرة بمادة الأسفنج وربطها بالحبال مستمرة داخل المتحف، فقد ساهم فيها عدد من موظفي خطة الطوارئ. وقد أدى انقطاع الطرق وصعوبة الوصول إلى المتحف العراقي خصوصاً لساكني الكرخ إلى عدم مجيء البعض منهم فلم يتمكنوا من الوصول سوى 17 رجلاً من موظفي الآثار، وثلاثة من رجال مفرزة الأمن في حين انسحب حزب البعث والشرطة قبل أكثر من خمسة أيام وتركت مواقعها حول مبنى المتحف والهيئة، قبل دخول قوات التحالف إلى جانب الكرخ.

#### وصول القوات الأمريكية
وفي صباح يوم 8 أبريل، 2003، وصلت الدبابات الأمريكية إلى مبنى وزارة الثقافة والإعلام والإذاعة والتلفزيون القريبة من المتحف، واقتربت الدبابات الأمريكية من المتحف من اليمين واليسار، وصاحب ذلك انفجارات عنيفة في قوس متحف الطفل وتسلل عدد من الفدائيين للسياج الخارجي للمتحف العراقي. ولذلك عقد اجتماع في الساعة الثامنة من صباح يوم 8 أبريل بحضور كل من رئيسة الهيئة دوني جورج ومدير عام الصيانة ومدير عام الدائرة الإدارية ورئيس فرقة الطوارئ ومدير الحسابات وأمر مفرزة الأمن العامة، والأخير قد اقترح الاستعانة بفصيل من مديرية الأمن العامة لحماية الدائرة والمتحف على أن يساعدوه في الوقوف إلى جانبه والقتال معهُ إلا أنهم رفضوا وقالوا له نحن مدنيون لا نقاتل. وقد اقترح أيضاً على المدراء العامين في ذلك الوقت أن يخلوا المتحف ويغلقوا الأبواب وأن يستعينوا بالخزانات الحديدية لغلق المنافذ والفتحات وتكون حمايتهم له من الخارج وذلك بالاستعانة بالبيوت والمحلات المحيطة بالمتحف، ولكن لم يهتم أحد برأيه، وقد سافرت مديرة المتحف هي وعائلتها إلى محافظة ديالى وسلمت المفاتيح إلى جابر خليل ودوني. ولقد قرر الجميع الانسحاب وترك المتحف العراقي لاعتقادهم أن منطقة العلاوي ستكون ساحة قتال. وقد دخل عدد من الفدائيين إلى داخل حديقة المتحف ويحملون قاذفات أر بي جي وقاموا بإطلاق النار باتجاه الدبابات الأمريكية القادمة من الجانب الأيسر. ولقد اشتبكت القوات العراقية ضد القوات الأمريكية داخل المتحف تحديداً في حديقته، فضلاً عن قتال دار في مجمع الحرس الجمهوري العراقي الخاص بالقرب من الموقع، وقال الجنرال الأمريكي إريك شوارتز من فرقة المشاة القتالية الثالثة الأمريكية أنه لم يتمكن من دخول المجمع وأنهم حاولوا تجنب رد إطلاق النار على المبنى، لكن تم اكتشاف مواقع للقناصة وتم التخلص منها، ووجدت 15 بدلة زي عسكري للجيش العراقي داخل المبنى، وقد بنت القوات العراقية جداراً محصناً على طول الجانب الغربي من المجمع.

#### اقتحام المتحف
تمركزت قطعات الجيش الأمريكي في ساحة المتحف المنطقة المقابلة للمتحف العراقي ولم يمنعوا اللصوص الذي نهبوا وسلبوا الدوائر والوزارات، وبينما كان اللصوص يسرقون وزارة الإسكان قام عدد كبير من هؤلاء بتسلق الجدار الحديدي الخارجي للمتحف من الجهة الأمامية الرئيسية. فشعر موظفو المتحف بأنهم ليسوا بإمكانهم حماية المتحف والدائرة فأغلقوا الباب الرئيسي الخارجي وقام أحد موظفي المتحف بحمل راية بيضاء والتوجه نحو الدبابات الأمريكية الثلاثة المتواجدة قرب المتحف. فخرج عليه رجل يتكلم العربية باللهجة الخليجية يرتدي ملابس مدنية وقال له ماذا تريد، فقال أن هذه الحشود الكبيرة سوف تكسر باب المتحف وتسرق محتوياته وهذا المتحف يضم آثار كثيرة وثمينة وطلب منهم المساعدة لحمايته. فتباحث المترجم مع الجنود والضباط الأمريكيين وقال المترجم له حسناً اذهب أنت وسوف نقوم بإجراء اللازم. فترجل بعض الجنود وأطلقوا النار في الهواء فتفرق من كان هناك من اللصوص متجهين إلى الأبواب الخلفية للمتحف من جهة العلاوي. واقتحم اللصوص مبنى الهيئة والمتحف العراقي عن طريق الباب الخلفية الصغيرة قرب الجامع والذي كان مفتوحاً ودخلوا أيضاً من الباب الخلفية الكبيرة القريبة من ثانوية الوثبة للبنات، وتوغلوا نحو الباب الكبيرة الرئيسية فكسروها بعد أن ضربوا الحارس فوصلوا إلى الساحة الخلفية ودخلوا مخازن الآثار القديمة ومخازن الأثاث. وفي نفس الوقت اقتحم لصوص أخرين الباب الرئيسي الأمامي للدائرة المطل على الشارع العام فدخلوا الحديقة ثم كسروا إحدى الأبواب، التي تفضي إلى غرفة رجال الأمن رقم 70 المطلة على الحديقة ومنها دخلوا إلى مكاتب الهيئة. وقاموا أيضاً بكسر الباب الزجاجي الرئيسي الأمامي. وقامت مجموعة أخرى بتحطيم الباب الزجاجية الرئيسية الذي تفضي إلى الاستعلام فتوغلوا نحو مكاتب الهيئة، ولصوص أخرين عملوا منفذ أخر وذلك بفتح النافذة المطلة على الحديقة الخارجية والمؤدية إلى القاعة الإسلامية في المتحف العراقي، والتي كانت قد أغلقت قبل بدء الحرب ببضعة أيام من الداخل والخارج بالطابوق. ومجموعة أخرى من اللصوص اقتحموا المتحف بتوسيع فتحة إحدى الشبابيك العلوية في الممر الذي يوصل قاعة العاجيات بالقاعة الأكدية. وبذلك فإن مئات الأشكال والجنسيات دخلوا مبنى المتحف العراقي ومكاتب الهيئة، منهم كما يصفهم شهود عيان من فقراء المنطقة المحيطة بالمتحف وهؤلاء سرقوا الأثاث والسيارات والأجهزة الكهربائية. ولصوص أخرين كانوا ملثمين يطلون وجوم بمادة سواء يقومون بكسر الأبواب الرئيسية الخارجية والداخلية ويدعون الناس إلى الدخول والسرقة. وكانت لهجتهم خليجية وفقاً لشهادة الموظفين، وقد شهد الموظفين أيضاً أن هنالك لصوص كانوا يسرقون الآثار يكلمون بلهجة مصرية، يرتدون غترة بيضاء ودشاديش وكذلك من الجنسية السودانية أيضاً، وشهد الموظفين مسلحين يقتحمون المتحف العراقي وأخرين في سيارة تحمل رقم الأنبار فيها عدد من الأجانب الغربيين ورجل عراقي يصحبهم، ولم يتمكن الموظفون من معرفة هوياتهم، كما شاهدوا أيضاً لصوص يقوم على حراستهم مسلحين عند سرقتهم المتحف.

#### أعمال النهب
بدأت أعمال النهب يوم 8 أبريل 2003 أولاً بسرقة السيارات ومخازن الأدوات الاحتياطية للسيارات ومخازن الأثاث وورش النجارة ومخزن المطبوعات، ثم توجهوا نحو الداخل إلى المتحف واقتحموا مخازن الآثار القديمة عن طريق الباب الحصين الذي يطل على الساحة الخلفية والباب الحصين الفولاذي الأخر الذي يطل على باحة مكاتب موظفي المتحف ويبدوا واضحاً أن كلاهما قد تركتا مفتوحتان، فدخل مئات من اللصوص وقاموا بسرقة آلاف من القطع الأثرية المختلفة، منها الصناديق التي تحتوي على آثار فضلاً عن الدمى والتماثيل والفخاريات والعاجيات والنحاسيات والزجاجيات والحلي وطوامير اليهود، وقد قلبت الصناديق رأساً على عقب بعد أن أفرغت محتوياتها وتهشمت مئات الأواني الفخارية والتي بعثرت على الأرض بعدما قاموا بسرقة أفضل القطع من المخزن، وقد كان اختراق المتحف سهلاً إذ كانت الباب الإلكترونية الكهربائية المؤدية إلى القاعة الإسلامية مفتوحة. والباب الإلكترونية الكهربائية عند بداية الممر كانت عاطلة والباب الزجاجي الذي يدي إلى باحة المتحف أيضاً مفتوحا. والباب الخشبي الذي يفضي إلى مكاتب المتحف كان مفتوحاً أيضاً، فاتجهت مجموعة من اللصوص إلى قاعات العرض بالمتحف وقامت بسرقة الآثار المتروكة في القاعات مثل الأناء النذري، والتماثيل، والأفاريز الجدارية المزخرفة، والأخشاب، والأبواب المزخرفة، وقطع من الآجر المختوم، وسرقة اللقى والحلي مع القبر الموجود في القاعة السومرية فضلاً عن كسر وتهشيم التماثيل الحضرية وسرقة أجزاء من التماثيل الأشورية. وقد شوهد آثار إطلاق رصاص على الزجاج ودماء على الأرض، ويعلل أن ذلك كان نتيجة لخلاف نشب بين اللصوص.
ويؤيد ذلك أن مفاتيح الخزانات المليئة بالمسكوكات والأختام والحلي التي كانت توضعها الموظفات عادة في مكان لا يخطر على بالِ أحداً من خارج المخزن قد انتشلت من مكانها ويبدوا أنها سقطت من أيديهم في الظلام بين أكوام القطن والأسفنج، وجرت عملية البحث عنها وأضرموا النار لكن بلا جدوى، وقد عثر فريق المباحث الفيدرالية الأمريكية على هذه المفاتيح في أكوام القطن. ومجموعة من اللصوص سرقت آثار غرقة 104 التي ضمت أنفس الآثار وأندرها في المتحف العراقي فسرق رأس الفتاة من الوركاء والقيثارة الذهبية وقطع العاجيات المذهبة. والكنوز الذهبية وصناديق آثار متاحف المحافظات، فضلاً عن الحاسبات وعدد من الأجهزة المهمة، ثم اقتحم وحطم السراق باب جانبي من هذه الغرفة التي يؤدي إلى منحدر يفضي إلى قاعات مخزن الآثار الحديث لكنهم لم يفلحوا في اقتحام مخزن الرقم الطينية. ومجموعة أخرى من اللصوص اقتحمت مخازن الآثار الجديدة عن طريق باب خشبية ذات مصراعين تركت مفتوحة تؤدي إلى منحدر يفضي إلى ممر يؤدي إلى قاعات المخزن وقاعة المكائن. حيث ترك في هذه الممرات عشرات الصناديق التي تحتوي على الآثار، ومنها الآثار التراثية التي اخليت من غرفة رقم 103 كما سرقت أجهزة التصوير ومخزن المحاليل والحاسبات التي حفظت في إحدى الغرف الصغيرة الموجودة في المخزن. وقد حطمت وهشمت عدد من الآثار التي تركت في غرفة التسجيل والآثار الكبيرة المتروكة، في الممر الذي يؤدي إلى قاعات المتحف ونهبت معظم الآثار التراثية المحفوظة في غرفة رقم 103.
وذكر شهود عيان أنهم رأوا عدداً من السراق يضرمون النار فقاموا بإطفائها والبعض الأخر من اللصوص كان يقوم فقط بتحطيم وكسر الأبواب وسرقة الأثاث والآثار وكل ما تقع عليه أيديهم من أجهزة كهربائية ومكيفات وحاسبات وأجهزة تصوير وغيرها، والبعض الأخر اقتصر على سرقة الآثار.
وقد استمرت أعمال السلب والنهب أربعة أيام من 9 أبريل إلى 12 أبريل، ويؤكد شهود أن هؤلاء اللصوص كانوا مسلحين يدخلون المتحف والدائرة مشياً أو بالسيارات.
واقتحمت مجموعة أخرى من اللصوص مخازن الآثار الجديدة من أحد الأبواب السرية في القاعة الحضرية في الطابق الأرضي. ويبدوا أنهم كانوا على دراية واسعة ولديهم معلومات دقيقة عن هذا المدخل وموجودات هذا المخزن الثمينة وبخاصة الأختام والحلي. فقد كسروا زجاج الباب في القاعة الحضرية الأولى والدخول من خلاله، ثم كسروا الباب الحديد المشبك الذي يقع خلفه والنزول من المنحدر ثم كسر الجدار والباب والذي لم يكن يعلم به إلا عدد قليل جداً من موظفي المتحف. فقد دخل اللصوص من الفتحة التي أحدثوها في الجدار واجتازوا القاعة الأولى في المخزن دون المساس بشيء من الآثار، ثم دخلوا القاعة الوسطى من المخزن الرئيسي واتجهوا نحو اليمين ثم جهة اليسار وسرقوا الصناديق التي تحتوي على الأختام والحلي الذهبية، والشيء الملفت للنظر أن اللصوص لم يمسوا علب الكارتون الخالية من الآثار والمشابهة تماماً للعلب التي تحتوي على الأختام والحلي. ويلاحظ أن ناراً قد أوقدت لأناره المخزن من قبل اللصوص بالورق الذي كان موجوداً، وهذا يعني أن المصابيح اليدوية التي كانوا يحملونها لم تسمح لهم بالرؤيا الكاملة.
لقد أستنجد الموظفين بالجنود الأمريكان أن يأتوا بدبابة امام المتحف لحمايته، فأجابوهم أنهم ليس بإمكانهم أن يتقدموا خطوة واحدة عن مواقعهم وأنهم ليسوا شرطة لحماية العراق، ولقد أوصل الموظفون الجنود الأمريكان الأربعة إلى مقر دبابتهم أمام المتحف وطلبوا منهم مرة ثانية لحماية المتحف، فقال له أحد المسؤولين العسكرين أنتظر سوف نتصل بالقيادة، وبقيا ينتظران أكثر من ساعة لم يجبهم أو يلتفت إليهم أحد، وقد عاد اللصوص واقتحموا المتحف والدائرة. ويذكر أحد الموظفين أنه ذهب إلى مقر القوات الأمريكية في فندق الشيراتون لطلب حماية للمتحف العراقي ووعدوهُ بأنهم سيرسلون قواتهم إلى المتحف العراقي ولم يأتوا، وفي صباح يوم 13 أبريل 2003 كان السراق مستمرون بأعمال النهب والسلب وكان بعض موظفين الآثار يدافعون بالعصي ويطردونهم. وفي الساعة الثانية بعد الظهر من نفس اليوم دخل كل من جابر خليل ودوني جورج بعد أن ذهبا إلى مقر قوات التحالف في فندق شيراتون لطلب الحماية للمتحف، وبعد انتظار دام أكثر من ساعة التقيا بضابط أمريكي برتبة عميد ابلغاه بسرقة المتحف وطلبا حماية الجيش الأمريكي للمتحف، فقال لهما هذا من واجبنا وأن المتحف العراقي هو تراث البشرية، وأنهم بالتأكيد سوف يضعون الحماية له، وطلب منهما تحديد موقع المتحف على الخارطة، فأعطوه الإحداثيات ووعدهم بأنه سيبلغ القوات الأمريكية بأرسال الحماية اللازمة، ولم يتم ذلك. ووفقاً لشهادة مسؤولي المتحف، فإن سرقات اللصوص تركزت على قلب المعرض: مثل قطعة «إناء الوركاء»، وقطعة المرمر السومرية التي يزيد عمرها عن خمسة آلاف سنة قبل الميلاد وتمثال أكدي مصنوع من البرونز، ويزيد عمره على خمسة آلاف سنة أيضًا، وتمثال بلا رأس، ولقد مُزقت أوتار القيثارة أور وأزيلت النقوش الثمينة والمرصعة بالذهب من على سطحها، ومن ضمن القطع الأثرية المسروقة هو تمثال باسيتكي وهو تمثال بالحجم الطبيعي وجد في باسيتكي في شمال العراق يعود إلى عهد الإمبراطورية الأكدية في عام 2300 قبل الميلاد وتمثال الحجر للملك من القرن الثامن قبل الميلاد.
وقال دوني جورج رداً على هويات اللصوص، انه يعتقد أن هنالك نوعان من اللصوص، النوع الأول جاء ليأخذ أي شيء ذي قيمة حتى الكومبيوترات والأثاث، وهؤلاء أعادوا المسروقات بعدما ناشدناهم من خلال المساجد والإذاعة، والنوع الثاني فهم عصابات دولية محترفة وخبيرة في الآثار بدليل أنهم لم يأخذوا النسخ الجبيسة.
أحد الأعمال الفنية الثمينة من القطع الأثرية التي نُهبت كان تمثال الملك السومري أنتمينا ملك لجش حيث تشير التقديرات إلى أن عمره 4400 سنة، ولقد أرجع هذا التمثال من قبل الولايات المتحدة ويُعتبر أول قطعة أثرية هامة تُرجع للعراق، ورفض المسؤولون الأميركيون مناقشة أو بيان كيفية الحصول على التمثال، ويَقع التمثال الآن في وسط الطابق الثاني في المعرض السومري، ووزنه ثقيل جدا يزن المئات من الكيلوغرامات مما يجعله أثقل قطعة أثرية سرقت من المُتحف.
وعندما سمع دوني جورج أن المتحف سرق لقد طلبنا من المارينز إرسال حراسة إلى المتحف فقال لنا أذهبوا وستلحق بكم الحماية، فعدنا لكنهم لم يأتون، كان هذا يوم 13 أبريل، الموافق يوم الأحد ولم تأتي الحماية إلا يوم الأربعاء. وذكر جورج بأن القوات الأمريكية كرست وزارة النفط منذ أول يوم دخلت فيه بغداد، وقال أن الإدارة الأمريكية كانت لديها خرائط ورسائل من اليونسكو وعلماء الآثار المختصين بوادي الرافدين في الجامعات الأمريكية، وأنتقد أن القوات الأمريكية لم تسيطر بشكل ممتاز على الحدود العراقية مما أدى إلى تهريب الآثار.
وقال دوني جورج أنه عندما تأخرت القوات الأمريكية في الوصول إلى المتحف اضطر إلى العودة إلى فندق فلسطين واستخدم هاتفاً فضائياً تابعاً للقناة التلفزيونية البريطانية الرابعة، واتصل بكيرتيس في المتحف البريطاني الذي تحدث إلى مدير المتحف البريطاني ماغريغور وقد أجرى اتصالات على مستوى عالِ، فجاءت الحماية الأمريكية للمتحف ولكن بعد مرور أربعة أيام، واختتم جورج كلامه «ان مسؤولاً ثقافياً اميركياً كان قد جاء مع الجنرال جاي غارنر إلى بغداد أصبح يزور المتحف يومياً ويبدي استعداده لتقديم ما نطلبه من مال لكي نسكت على الفضيحة». واردف «ان كل ما نطلبه من اميركا هو استخدام نفوذها الدولي لإعادة الآثار إلى المتحف، فالآثار المسروقة أكثر من المحطمة.. ولهذه الآثار قيمة إنسانية وتاريخية لأنها تؤرخ لنصف مليون سنة من حياة البشرية».
وقال دوني جورج «لدينا معلومات دقيقة من مواطنين عراقيين كانوا قد شاهدوا القوات الأميركية وهي تفتح أبواب اللجنة الأولمبية وبعض القصور وتسمح للصوص بدخولها. نحن لا نستبعد أبداً أن تكون هناك جماعات منظمة جاءت من الخارج بهدف النهب وقد تركت القوات الأميركية الحدود مفتوحة لتسهيل مهمة اللصوص في تهريب المسروقات. ونحن لا نستغرب تجاهل القوات الأميركية استغاثتنا بها لحماية المتحف قبل الحادث وبعده، ونتساءل هل كانت لديها أوامر بعدم حماية المتحف ولكن حتى لو لم نكن استغثنا بها فهذه القوات مسؤولة عن حماية المواقع الأثرية طبقا لمعاهدة جنيف الرابعة ومعاهدة لاهاي اللتين تنصان على واجب القوات المحتلة في حماية المواقع الأثرية، خصوصاً انه لم تكن هناك سلطة عراقية».
ولقد استعادت هيئة الهجرة والجمارك الأمريكية (ICE) تمثال الملك إنتيمينا ملك لكش يوم 25 يوليو 2006 وأعادت التمثال إلى الحكومة العراقية، وعُثر عليه في الولايات المتحدة بمساعدة هِشام أبو عتام وهو تاجر تحف فنية في نيويورك. ويرجع تاريخ التمثال إلى 2400 عام قبل الميلاد ويزن نحو 136 كيلو جراماً وهو مصنوع من الديوريت.

#### ردود الفعل الدولية على عمليات السلب والنهب
انتُقِدت الحكومة الأمريكية بسبب عدم قيامها بأي شيء أو أي إجراء لحماية المتحف بعد احتلال بغداد، وقال الدكتور إيرفينغ فينكل من المتحف البريطاني أن النهب كان يمكن التنبؤ به، ويمكن بسهولة إيقافه"، مارتن سوليفان رئيس اللجنة الاستشارية للممتلكات الثقافية، والمستشار الثقافي لوزارة الخارجية الأميركية جازي فيكان وريتشارد لانير، انتقدوا فشل القوات الأمريكية في منع أعمال النَهب.
وحمل وزير الثقافة الروسي ميخائيل شفيد كوي المسؤولية للقوات الأمريكية المتواجدة في بغداد، وعبرت فرنسا عن قلقها حول التراث العراقي وطالبت اليونسكو باتخاذ كل الإجراءات للحفاظ على التراث العراقي. ودعت الجامعة العربية العالم إلى الحفاظ على التراث العراقي،
ودعا رئيس اتحاد كتاب المغرب إلى إنقاذ التراث الثقافي العراقي، وانشأت الايسيسكو صندوقاً لحماية التراث العراقي.
ووصف الأمين العام للأمم المتحدة، كوفي عنان، بأنه جرح أصاب البشرية جمعاء داعياً تجار الآثار والشرطة الدولية إلى العمل على منع تداول الآثار المسروقة. وحث الجميع على إعادة ما نهب وسرق وإلى حماية المواقع الأثرية والدينية في العراق، وذكرت جمعيات مهتمة بالتراث والآثار ومنظمة اليونسكو قد ذكرت أنها زودت المسؤولين الأمريكيين بمعلومات عن التراث الثقافي والمواقع الأثرية في العراق قبل اندلاع الحرب، واعتبرت جهات ثقافية فرنسية يوم الخميس الذي وقع فيه أعمال نهب وسلب المتحف العراقي بعد سقوط بغداد على أيدي القوات الأمريكية بأنه يوم الخميس العصيب.
وحمل المرجع الديني الأعلى علي السيستاني، القوات الأمريكية مسؤولية سرقة 170 ألف قطعة أثرية من المتحف العراقي.
وانتقد وزير الثقافة والاتصال الفرنسي جان جاك اياغون القوات الأمريكية والبريطانية لعدم حمايتها المتحف الوطني العراقي ومكتبة بغداد من السرقة والنهب والحرق، واكتفائها بحماية آبار النفط.
ورفض دونالد رامسفيلد وزير الدفاع الأمريكي الاتهامات التي حملت للجيش الأمريكي مسؤولية نهب آثار عراقية لا تقدر بثمن من المتحف الوطني العراقي في بغداد، ونفى الانتقادات القائلة أن خطط الحرب الأمريكية في العراق لم تكن مهيأة أو معدة بشكل يدرأ هذا النوع من المخاطر، بقول أن محاولة القاء المسؤولية على خلل في خطة الحرب أمر مبالغ به، كما أشار إلى أن الولايات المتحدة عرضت مكافآت لإعادة الآثار ولمن يدلي بمعلومات عن مكانها ويعتقد أن المسؤولين في المتحف أخفوا بعضها قبيل الحرب خوفاً عليها.
وأعترف رئيس الأركان الأمريكي الجنرال ريتشارد مايرز بأن وزارة الدفاع تلقت تحذيرات مسبقة بشأن المواقع الأثرية حول بغداد، وأنها نقلتها إلى القيادة المركزية المسؤولية مباشرة عن الحرب. وقد أدت الانتقادات إلى مبادرة واشنطن بالتعهد باستعادة وترميم الآثار العراقية المنهوبة. وقال كولن باول وزير الخارجية الأمريكي أن متحف بغداد واحد من المتاحف العظيمة في العالم، وأن الولايات المتحدة ستتولى الدور القيادي في إعادة المتحف لما كان عليه، وأضاف أن الولايات المتحدة ستؤمن المتحف وستتعاون مع منظمات مثل الاتحاد الأوروبي واليونسكو، في ترميم آثار المتحف وستستعيد الولايات المتحدة ما سرق من المتحف وستشارك في ترميم ما تعرض للتلف منه. وأكدت أنها ستلاحق المسؤولين عن عميات نهب أو تخريب أو سرقة الأماكن التي كانت تحتوي على التراث التاريخي في العراق حتى خارج البلاد، حسب وزارة الخارجية الأمريكية. وصرح فيليب ريكر، مساعد المتحدث باسم وزارة الخارجية الأمريكية، أن المسؤولين عن أعمال النهب والسلب الذي يعتقلون في العراق سيلاحقون بموجب القوانين العراقية، وأضاف أن واشنطن ستتعاون أيضاً مع الشرطة الدولية لمنع أي عملية لبيع قطع تاريخية عراقية يتم تهريبها من البلاد، وسيحاكم أي مهرب يتم اعتقاله في الولايات المتحدة بموجب القوانين الأمريكية الخاصة بسرقة القطع الفنية أو التاريخية.
ولقد سُئل دوني جورج، عن الأرقام التي قِيلت عن المتحف العراقي، وأجاب بأنه هنالك التباس، وقد سُئل هو عن كمية الآثار الموجودة في المتحف العراقي، في الأيام الأولى، وقال أن للمتحف العراقي أكثر من 170 ألف رقم، وهناك أرقام ثانوية أخرى، فيجعل الرقم كبير جداً، وأشار أنه قد أُساء فهمة وأخذ الرقم كأنه أكثر من 170 ألف قطعة سرقت من المتحف العراقي، ويقول أن هذا كان في صالح المتحف الحقيقة، لكن حقيقة الأمر أنه من المخازن أخذت بعضة آلاف من الآثار، ومن المتحف سرقت 32 قطعة، لكن حتى لو قطعة واحد سرقت من المتحف هي تكفي لان تعمل مثل هذا الضجة، معللاً بأنه قطع فريدة في تاريخ البشرية، وفي تاريخ الفن البشري كله.
وقال عالم الآثار العراقي بهنام أبو الصوف أن «ما حصل في المتحف العراقي عند دخول القوات الأمريكية أنه انتقام رخيص من مجد بابل وآشور»، العملية لم تخلو من تواطؤ إقليمي سافر، على حد تعبيره. وذكر أن أحد الشباب المتطوعين لحراسة المتحف، أن القوات الأمريكية عندما وصلت إلى المتحف بسرية من الدبابات، ذهب إلى الضابط المسؤول عن السرية وطلب منه حماية المتحف من عميات النهب والسرقة، وقال له الضابط نحن لم نأتي لنكون شرطة لحماية العراق نحن جئنا محاربين، وقال بهنام أنه كان يكفي أن تقف دبابة واحدة على مدخل المتحف لتمنع كل هذا الذي جرى تحت سمع وبصر القوات الأمريكية. وقال بهنام أنه يعتقد بأن نهب المتحف كان مؤامرة كويتية، كرد فعل لما حصل للمتحف الكويتي آبان الغزو العراقي للكويت، حيث قام فريق من العراقيين آنذاك بالدخول إلى المتحف الكويتي وأخذ بعض الكسر الفخارية التي ليست لها قيمة ونقلها إلى العراق، وقد أعيدت هذه القطع جميعها إلى الكويت عن طريق اليونسكو، وهذا ما أكد له أحد الشيوخ من جنوب العراق الذي كان عضواً في المجلس الوطني، أن شاباً كويتياً والده أمير قتل في أحداث الكويت، أحضر معه 25 مليون دولار وقد استخدم هذا المبلغ في تخريب العراق وفي عمليات النهب والسلب والفوضى التي أعقبت دخول القوات الأمريكية، والذي لم يسلم منه المتحف العراقي.
بعد أسبوعين من سرقات المتحف، قال الدكتور دوني جورج المدير العام للدراسات والبحوث لمجلس الآثار في العراق عندما اختفت وكالات الأنباء الرئيسية التي لا زالت تُبلغ عن أكثر من القطع الأثرية في المتحف من عمليات السلب والنهب، قال أن هذا «يشكل جريمة القرن لان هذا أثر على تراث الإنسانية.. مشيرا إلى ان ذلك العمل يدل على ان الولايات المتحدة لديها اولويات أخرى غير متحف بغداد». وقال دوني جورج أن أشخاصاً من خارج العراق متورطون في عملية سرقة المتحف العراقي بعد اجتياح القوات الأمريكية لبغداد ورفض كيف أسماء المشتبه بهم، وأن هنالك تحقيقات تجري بخصوص هذا الموضوع، وقد أُعيدت 2000 قطعة أثرية مسروقة من المتحف، وكان للمساجد دور كبير في إعادة هذه المسروقات عن طريق بث التوعية بين المواطنين، وبدأت الشرطة الدولية ملة في كافة أنحاء العالم بحثاً عن الآثار المسروقة من المتحف العراقي.

#### إعادة إعمار المتحف
أكد مسؤولو المتحف العراقي حاجاتهم للهبات الدولية من أجل إعادة تأهيل المتحف الوطني بعد حملة التخريب التي تعرض لها، وتعتزم السلطات العراقية تخصيص قسم من الأموال التي تأمل الحصول عليها من المجتمع الدولي لإعادة تأهيل المتحف، وقال دوني جورج أن تجديد المتحف بدأ بالفعل بفضل مساعدة مالية وفنية من الخارجية الأمريكية واليونسكو، وحصلت السلطات العراقية على وعد بأن يتابع علماء آثار وموظفون في المتحف تدريباً في فرنسا وبريطانيا والولايات المتحدة، وعبر عن سعيه أنه يريد الحصول على متحف كبير بإضاءة وقاعات عرض وموظفين ممتازين.
في العديد من مؤتمرات إعادة أعمار العراق، قُدم مشروع متحف بغداد للعالم الذي يدعو على الحفاظ على التراث الثقافي العراقي في مشروعات إعادة الإعمار، في 27 أغسطس، 2006، مُدير المتحف العراقي الدكتور دوني جورج ترك العراق وذهب إلى سوريا بسبب تهديدات بالقتل لعائلته وتعرضه لضغوطات من أحزاب إسلامية، ولقد شغل دوني جورج بعدها أستاذ زائر في قسم الأنثروبولجيا ستوني بروك جامعة ولاية نيويورك حتى وفاته في مارس 2011.
في 26 أغسطس 2014 افتتح المَتحف العراقي قاعتين جديدتين.

##### المتحف الافتراضي
في 9 يونيو، 2009 عرضت كنوز المتحف الوطني عرضت على الإنترنت (أون لاين) لأول مرة كما افتتحت إيطاليا مشروع متحف العراق الافتراضي، في 24 نوفمبر، 2009 أعلنت شركة جوجل أنها سوف تنشئ نسخة افتراضية من مجموعات المتحف على نفقتها الخاصة، ووضعوا العديد من الصور للآلاف من الكنوز الأثرية على شبكة الإنترنت، مجاناً، في أوائل عام 2010، بدأت جهود غوغل تتداخل مع مبادرة إيطاليا السابقة، وقد استخدم ستريت فيو خدمة جوجل الصور في الكثير من المجالات العرض في المتحف، واعتباراً من 2011 فإن هذه الصور موجودة على الإنترنت.
في عام 2016، ابتدأ سعي المتحف العراقي بجهوده إلى استرجاع آلاف القطعة الأثرية التي تعرضت للنهب والسرقة، تمهيداً لضمها لكنوزه الأثرية وادراجها في مشروع المتحف العراقي الافتراضي، وقد شُرع بالعمل عليه منذ استلامه منحة يابانية تضمنت أجهزة ومعدات تساهم في تقنية حديثة للتصوير الرقمي وتحويل القطع الأثرية، وهيكل المتحف إلى مضمون افتراضي حديث وفاعل، وشملت المنحة اليابانية كاميرات وحواسيب وأجهزة نشر وتوثيق وتدوين رقمي للمعلومات، أفادت بتحويل المقتنيات الأثرية والتراثية والمواقع التاريخية إلى متحف افتراضي، والفائدة من هذا المشروع هي الحفاظ على الذاكرة التاريخية من الاندثار في منطقة مضطربة أمنياً وسياسياً.

###### نقد
في 5 أغسطس، 2009 شُكلت لجنة بموجب الأمر الإداري المرقم 7112 لإبداء وجهة نظرها العلمية بخصوص المتحف العراقي الافتراضي المُنفذ من قبل مركز CNR في وزارة الثقافة الإيطالية لمساندة الثقافة العراقية، وسجلوا عدة ملاحظات وهي كالآتي:
1. ورد في المتحف الافتراضي تسميات ل8 قاعات وهي لا تتطابق مع ما هو موجود فعلياً في المتحف العراقي، بالإضافة لعدم إتباعهم التسلسل التاريخي، فضلاً عن إغفاله لحقيقة أن ترتيب قاعات المتحف العراقية كانت على حسب التسلسل الزمني الطبقي الذي كُشف عنه في المواقع الأثرية كافة التي نثبت ولم تُرتب اعتباطاً، فعلى سبيل المثال: في قاعة عصور ما قبل التاريخ، أهمل المتحف الافتراضي عصر مهم جداً في تاريخ حضارة بلاد الرافدين وهو العصر الحجري الوسيط، وابتدأ مباشرةً بعصر القرى الزراعية، مما يوحي للمُطلع أن العراق لم يمر بالعصر الحجري الوسيط التي مَهدت لظهور أولى القرى الزراعية. بينما القاعة الأولى في المتحف العراقية مُخصصة لمخلفات وبقايا إنسان النياندرتال. كذلك انتقدوا الخطأ الفادح في إظهار القرى الزراعية ومخططات بيوتها بطابقين،[19] إذ أن المعروف أن البيوت ذات الطابقين لم تظهر في عصر القرى الزراعية وإنما خلال العصر البابلي القديم. ولم تكن بمثل تلك الحجم الذي ظهر في الفلم أيضاً، ولاحظوا مبالغة في ارتفاع هياكل بناء المعابد الجنوبية. وأيضاً عُرضت قطع أثرية في القاعة الأكدية والسومرية الحديثة، وهي لا تمت بصلة لهذان العصران، مثل الأناء الفضي العائد لأنتيمنا والمنحوتات الجدارية من سلالة كيش والتي من المفترض أن تكون في القاعة السومرية (القديمة) التي قبلها. أخطأ المتحف الافتراضي أيضاً في تقديم القاعة الآشورية على القاعة البابلية القديمة، إذ أن العصر البابلي بطوره الأول القديم أقدم زمنياً من العصر الآشوري القديم بحوالي 128 سنة، فضلاً عن إهمال المتحف للعصران الآشوري القديم والوسيط ولم يتطرق إليهما. كذلك لاحظوا تسمية القاعة البابلية القديمة، وهي تسمية خاطئة، ويفترض أن تُسمى قاعة العصر البابلي القديم والوسيط والحديث، طالما أنها احتوت على آثار تعود لهذه الأطوار الثلاث. فضلاً عن إعطاء معلومات خاطئة لموقع مسلة دادوشا، فالمعلومة الأولى الخاطئة كانت أن المسلة عثر عليها في أربيل والصحيح هو شمال شرق منطقة ديالى، والثانية أن الخارطة حددت أربيل بكونها تقع إلى الشمال الشرقي من بغداد! والصحيح إلى الشمال الغربي. فضلاً عن ورود القاعة الأخمينية والساسانية، وقاعة ما قبل الإسلام والساسانية في المتحف الافتراضي، واللتان لا توجد مثلهما في المتحف العراقي، فضلاً عن كونهما قاعتان فقيرتان جداً وكان المفروض دمجهما في قاعة واحدة تُسمى (قاعة عصور ما قبل الإسلام) مثلما هو الحال في المتحف العراقي. فضلاً عن تضخيم المتحف الافتراضي لدور تلك القاعات، إذ أن الحضارتين الأخمينية والساسانية اقتبستا مقومات الحضارة العراقية القديمة كافة.[20]
2. لم يبرز المتحف الافتراضي الدور الحضاري العربي إبرازاً واضحاً، إذ تطرق إليه بسرعة من خلال معلومات قليلة متناثرة. فضلاً عن إظهار المتحف الافتراضي لقطع أثرية غير موجودة في المتحف العراقي. بل في متاحف أخرى مثل متحف إسطنبول، ومتحف برلين، وغيرها، في الوقت الذي يوجد فيه ما يشابه تلك القطع في المتحف العراقي والتي كان يمكن الاستعانة بها.[21]
3. انتقدوا تركيز المتحف الافتراضي في بعض الأحيان على الجوانب السلبية لحضارة بلاد الرافدين.[21]
4. لاحظوا ضعف المعلومات التاريخية وأنها مشوشة وقديمة نوعاً، وبصياغة غير سليمة، وانتقدوا عدم وجود ترابط لغوي بين الكلمات والجمل، وأيضاً الإسهاب في الشرح الذي ليس له ما يبرره على الإطلاق ويؤدي بالنتيجة إلى إرباك لأفكار المتلقي.[21]
5. عدم استخدام المتحف الافتراضي في شروحات القطع الأثرية مصطلحات أثرية معينة أُتفق عليها ونشرت في الكتب المُتخصصة، بل قد استخدم مصطلحات مغايرة وغير مفهومة، على سبيل المثال: محراب النور، وبوابة الراية، ولوحة بالطوب المطلي من بابل، ورأس نينوى، ومسلة الناصرية. والصحيح: زخارف جامع النوري، تمثال باصطكي، ولوح بالآجر المزجج من بابل، ورأس سرجون، ومسلة النصر. ويُعلل ذلك إلى أن المعلومات قد كتبت باللغة الإيطالية وبطريقة صحيحة، إلا أن المترجم عن اللغة الإيطالية لا يفقه شيئاً بتلك المصطلحات أو إنه مترجم غير ضليع بتلك اللغة واللغة المنقول إليها.[22]

وعدوا أن المتحف الافتراضي بوضعه الحالي غير صالح للنشر على شبكة الإنترنت، بناءً على ما تقدم، لما فيه من أخطاء في العرض والتحليل. واقترحوا إعادة تصميم المتحف ليتطابق مع التصميم الأساس للمتحف العراقي ومراعاة التسلسل التاريخي وحذف المشاهد غير الصالحة. ويكون اختيار المادة العلمية في النصوص المقروءة والمسموعة على عاتق الجانب العراقي من ذوي الاختصاص، فضلاً عن تشكيل لجنة خاصة لغرض الترجمة.

#### إعادة الافتتاح
فَتح المَتحف أبوابه في سبتمبر 1980 خلال الحرب العراقية الإيرانية. منذ الغزو العراقي للكويت، لم يَفتح المَتحف أبوابه إلا نادراً، وافتتح المتحف العراقي في يوم 28 أبريل، 1999 الموافق لميلاد الرئيس صدام حسين وقد كان مُغلقاً منذ عام 1990، وافتتح بأمر منه، وتمت صيانة القاعات وترميمها وإعادة العرض المتحفي وأضافة قطع أثرية جديدة، ورافق ذلك الاحتفالات بعيد ميلاد الرئيس، وافتتح المتحف برعاية وزير الثقافة والإعلام وعدد من الوزراء وهيئات دبلوماسية عاملة في العراق وشخصيات هامة وجمهور من المواطنين، وأعيد تنظيف خزانات المتحف الوطني العراقي،  وقد افتتح في يوم 3 يوليو، 2003 لعدة ساعات لزيارة الصحفيين ورئيس سلطة الائتلاف المؤقتة أو الحاكم الأميركي في العراق بول بريمر، في ديسمبر 2008 افتتح المُتحف كفرصة لالتقاط الصور لأحمد الجلبي، الذي استعاد عدداً من القطع الأثرية إلى المتحف، افتتح في عام 23 فبراير، 2009 بناء على طلب من رئيس الوزراء العراقي نوري المالكي للبرهنة على أن الحياة في البلاد تعود إلى طبيعتها، واحتج العديد من المسؤولين السياسيين والحكوميين على هذا الافتتاح، من ضمنهم مسؤولون في وزارة الثقافة العراقية، بحجة الظروف والأمن. فضلاً عن خلاف نَشب بين وزارة الثقافة ووزارة السياحة حول موعد الافتتاح.
وأعلن مسؤول في عام 2008 أن قلة المعروضات تعرقل عملية افتتاح المتحف العراقي. قال قحطان عباس وزير السياحة والآثار في حكومة نوري المالكي خلال حفل الاحتفال بهذه المناسبة أن 6000 عنصراً أثرياً من أصل 15000 عنصر منهوب في عام 2003 قد تمت استعادتها، في كتاب صُدر عام 2009 أشارت التقديرات إلى أن 600,000 ألف قطعة أثرية نهبت من قبل الميليشيات الكردية والشيعية المتحالفة مع الولايات المتحدة منذ عام 2003، في سبتمبر 2011 أعلن مسؤولون عراقيون أن المتحف جُدد مرة أخرى وقد ساهمت الحكومة الأميركية والإيطالية في جهود التجديد. وفي عام 2011، أعلن رئيس الهيئة العامة للآثار والتراث أننا حققنا تقدماً في استعداداتنا لافتتاح المتحف في نوفمبر المقبل، وسيكون عدد القطع الأثرية التي ستعرض للجمهور ستتجاوز مائتي ألف قطعة، وقال أن أعمال الجرد ما تزال مستمرة في المخازن، حيث من المتوقع أن تصل موجودات المتحف إلى أكثر من مليون قطعة أثرية. وأشارت مديرة عام المتاحف العراقية أميرة عيدان أن عدد القاعات سيبلغ 23 قاعة، وستكون جميعها مؤهلة، كما أن الإنارة وكاميرات المراقبة وأجهزة الإنذار الخاصة بالمتحف متكاملة تقريباً، وأننا انتهينا من تهيئة عشرين قاعة، والتي هي كل من، قاعتا عصور ما قبل التاريخ، وقاعات العصور السومرية والأكدية والبابلية، وقاعة الألواح الأشورية الكبيرة، وقاعة حمورابي، وقاعة العاجيات والكتابات المسمارية، وقاعات إسلامية، وأن المعروضات هي آثار أصلية وذات أهمية كبرى، وتتجاوز المئتين ألف قطعة.
في 28 فبراير، 2015 أعيد افتتاح المَتحف رسمياً من قبل رئيس الوزراء العراقي حيدر العبادي، يُضم المُتحف أيضًَا عناصر أُخذت من متحف الموصل.
كشف وزير الثقافة العراقي عبد الأمير الحمداني، عن المواعيد الجديدة وساعات فتح المتحف العراقي للمواطنين، وأن المتحف ستظل أبوابه مفتوحة حتى في أيام العطل الرسمية، وأيام الجمعة والسبت، وبعد الدوام الرسمي، وسيكون دوام المتحف العراقي من التاسعة صباحاً إلى السادسة عصراً.

#### أبرز ما سرق في المَتحف خلال أحداث 2003
ومن أبرز ما سرق:

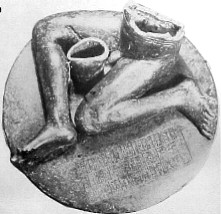
تمثال باسيتكي، وهو أحد التماثيل البارزة التي سُرقت من المَتحف

- تمثال الملك السومري (أنتمينا) المصنوع من الحجر الأسود.
- تمثال ضخم من البرونز وزنه 272 كيلوغراما ويعود إلى أكد، وقد نهب عن طريق فتحة في الجدار.
- رأس تمثال أسد نمرود المصنوع من الحجر الجيري ويرجع إلى العصر البابلي.
- تمثالان من البرونز لثورين يعودان إلى 2500 قبل الميلاد.
- تمثال باسيتكي.
- وجه من الرخام لامرأة سومرية.
- 11 تمثالا ورأس تمثال تعود إلى الفترة الرومانية من مدينة الحضر.
- تسعة أحجار مختومة بأسماء الملوك والمعابد السومرية.
- تمثال هرمس من نينوى.
- تمثال نحاسي لرجل جالس يعود إلى فترة الملك ناران-سن الأكدي من عام 2250 قبل الميلاد.
- كما نهب وسرق من المخازن 4795 ختما أسطوانيا و5542 عملة معدنية وقناني زجاجية وخرز وتعاويذ ومجوهرات. ولم تنج من عمليات النهب سوى قاعة واحدة هي القاعة الآشورية الكبرى بسبب ضخامة محتوياتها. وقد أخذت القطع المسروقة طريقها إلى العديد من بلدان العالم، منها الولايات المتحدة وتركيا وإيران كما عثر في فرنسا وسويسرا والأردن على بعض مقتنيات المتحف العراقي.

#### محاولات لاستعادة العناصر المفقودة والآثار والتحف
بعد بضعة أيام، تم إرسال وكلاء مكتب التحقيقات الفيدرالي إلى العراق للبحث عن ممتلكات المتحف المسروقة، ونظمت اليونسكو اجتماعا طارئا لخبراء الآثار في 17 أبريل، 2003 في باريس للتعامل مع تداعيات عمليات السلب والنهب وآثاره على الفن والآثار في السوق العالمية.
في 18 أبريل، 2003، تم تشكيل مشروع متحف بغداد مع اقتراحات لضمان عودة مجاميع القطع الأثرية بصيغة آمنة إلى المتحف الوطني العراقي في نهاية المطاف، حتى لو كان ذلك يأخذ مئات السنين، بدلاً من التركيز على إنفاذ القانون وسوق الآثار الحالي، ووضعت المجموعة مهمتها على النحو التالي:
- إنشاء كتلوج على الإنترنت شامل لجميع الأعمال الفنية الثقافية في مجموعة المتحف.
- إنشاء متحف افتراضي في بغداد والذي هي رديف للمتحف الأصلي وفي متناول الجمهور عبر الإنترنت.
- بناء مساحة العمل التعاوني (بالبعد الثلاثي) داخل متحف بغداد الظاهري لأغراض التصميم وجمع الأموال.
- إنشاء مركز الموارد داخل متحف بغداد الظاهري للتنمية الثقافية للمجتمع.

في 7 حزيران، 2003، أعلنت السلطات الأميركية أن الكنوز الشهيرة على مستوى العالم من منطقة نمرود تم انتشالها من قبو سري في البنك المركزي العراقي. وتشمل القطع الأثرية القلائد، واللوحات، والأقراط الذهبية، والأصبع وحلقات أصبع القدم، والطاسات والقوارير، وقال مسؤولون إن 170,000 عنصرا يعتقد في البداية أنهم سُرقوا، وبقي فقط 3000 عنصر مسروق، ومن هؤلاء 47 تحفة كانت في المعارض الرئيسية، في تشرين الثاني أفاد مسؤولون في قوات التحالف 2003 أن البقية هي بضع عشرات من أهم البنود في عداد المفقودين في المعارض العامة في المتحف، جنباً إلى جنب مع 10 آلاف عنصر آخر البعض منها صغير وأخرى تحولت إلى شظايا، ويقدر هذا الرقم في نهاية المطاف الآن بحوالي 15,000 وتشمل البنود الصغيرة بعض من القطع الأثرية الأكثر قيمة في الأسواق الأثرية.
وبعد أن نُهب المَتحف تمت حماية المتحف، ولكن تركت المواقع الأثرية في العراق غير مَحمية بالكامل من قبل قوات التحالف، وكان هنالك نهب واسع النطاق، وخاصة في الفترة التي سبقت الغزو (عندما سحب صدام حسين القوات من المواقع) وبين صيف 2003 ونهاية عام 2007، تشير التقديرات أن 400-600,000 من القطع الأثرية نُهبت، وقام النحات العراقي محمد غني حكمت ببذل جهود لاستعادة أعمال فنية سرقت من المتحف، تقريباً أعاد حكمت 150 من القطع، وأعاد 100 قطعة من أعمال المتحف، اعتباراً من سبتمبر 2011.
العقيد البحري التابع للولايات المتحدة الأمريكية، ومساعد النائب العام ماثيو بوغدانوس في مانهاتن بحثوا عن القطع الأثرية المسروقة لأكثر من خمس سنوات منذ العام 2003، حتى عام 2006، أعادوا حوالي 1,000 قطعة أثرية من خلال جهودهم، وتشمل الآثار المستردة إناء الوركاء وقناع الوركاء.
في عام 2015 أعلنت وزارة السياحة والآثار العراقية عن استردادها ل4300 قطعة أثرية هربت خارج البلاد وعرضت في مزادات البيع.
في عام 2013 توصل العراق والولايات المتحدة إلى اتفاق مبدئي يقضي بتسليم أكثر من عشرة آلاف قطعة أثرية إلى العراق في مدة عام، وسيجري إلى أرشفتها إلكترونياً وأغلب هذه القطع تعود إلى الحقبتين السومرية والبابلية.
وأعلنت الخارجية الأمريكية في عام 2015 بأنها ستسلم للعراق ستين قطعة أثرية مُهربة.
في عام 2012، طالب مسؤول عراقي، الحكومة العراقية، بالسعي لاسترجاع أكثر من 37 ألف قطعة أثرية من متحف بنسلفانيا في الولايات المتحدة الأمريكية، كانت قد أخذت من مدينة أور الأثرية في عشرينيات القرن الماضي بشكل غير قانوني، فضلاً عن قطع في متحف لندن ببريطانيا.
في عام 2011، وكمحاولة لاستعادة الآثار العراقية المسروقة منذ الغزو الأمريكي عام 2003، أطلقت السلطات العراقية حملة على الإنترنت، وأعرب مسؤول في هيئة الآثار العراقية عن أمله في نجاح هذه الحملة وعودة الآلاف من القطع الأثرية التي سرقت من المتحف العراقي ومواقع أثرية.
وفي عام 2016 وضعت خطة لتوثيق آثار المتحف العراقي، وتضمنت محوريين أساسيين وهما:
- توثيق آثار المتحف العراقي الخاصة بقاعات العرض.
- مسح المواقع الأثرية التي ستقوم بها دائرة التحريات والتنقيبات وبالتعاون مع المفتشيات.

## استرداد آثار المتحف

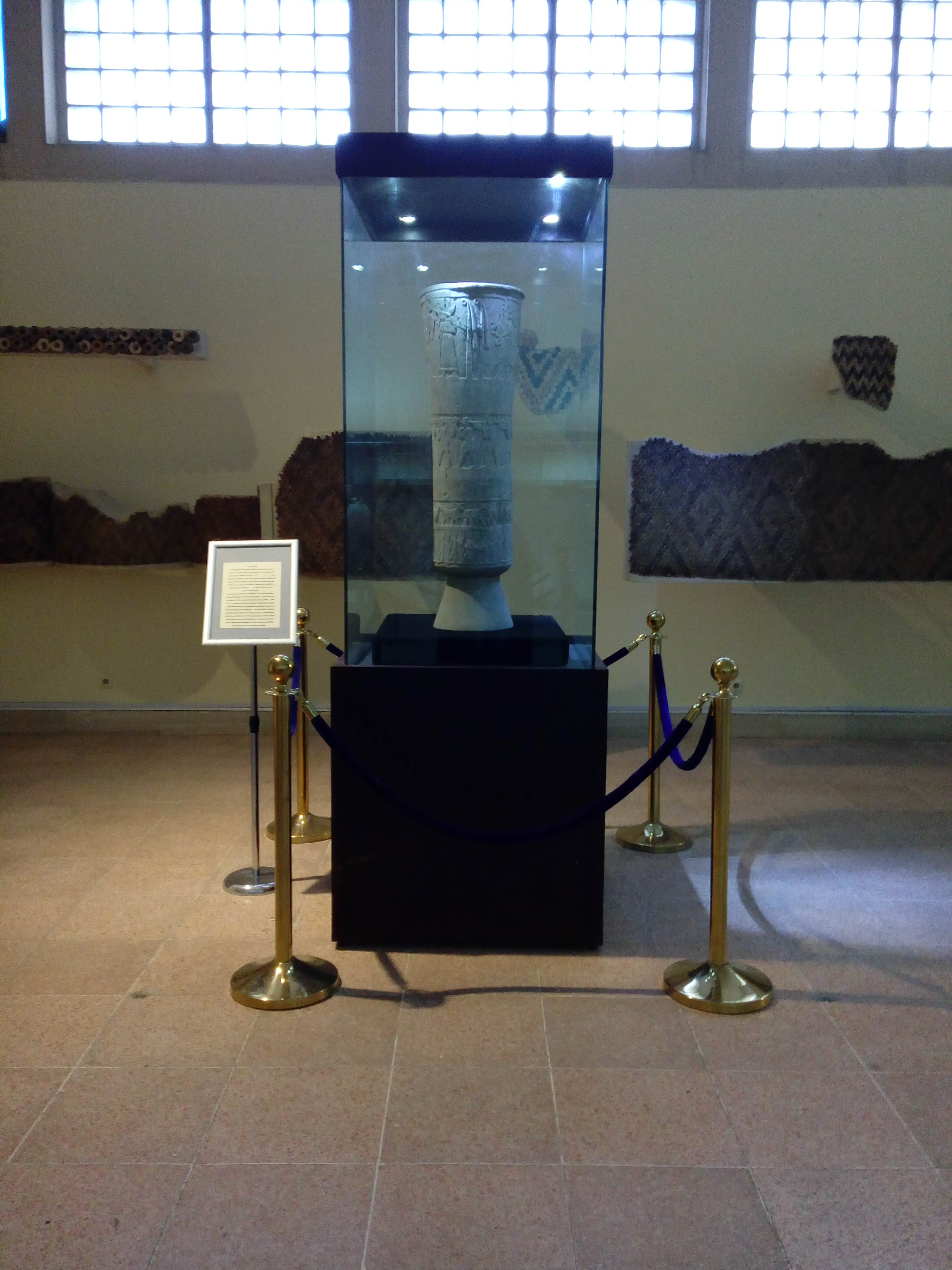
إناء الوركاء، أو الإناء النذري، من أبرز وأهم ما سُرق خلال أحداث عام 2003 من المَتحف وأعيد لاحقاً إلى المَتحف بجهود محلية.

- في 11 سبتمبر، 2003، قالت مديرة المتحف هدى صديق النعيمي أن المتحف تمكن من استرجاع 1130 عملا فنيا من أصل ثمانية آلاف قطعة فنية تعرضت للنهب عام 2003 وبدأ عرضها في إحدى قاعات دائرة الفنون التابعة لوزارة الثقافة وسط بغداد.[َ 70]
- في 17 سبتمبر، 2003، قال وزير الثقافة العراقي أن الجهات التحقيقية المختصة قد تمكنت من استرداد تمثال «سيدة من الوركاء» وهو من أثمن الآثار التي سرقت من المتحف العراقي أثناء الفوضى التي صاحبت سقوط نظام الرئيس العراقي صدام حسين.[َ 71]
- في 13 يونيو، 2003، أعيدت جرة تعتبر من أحد التحف الأثرية ومن أعظم كنوز التاريخ العراقي إلى مكانها بالمَتحف العراقي، ويرجع تاريخ تلك الجرة إلى 3200 قبل الميلاد وكانت تستخدم في الطقوس الدينية المَقدسة، وكان ثلاثة رجال قد أعادوا التحفة الأثرية إلى مجموعة من أفراد قوات التحالف المكلفة بحراسة المَتحف.[َ 72]
- في 15 يناير، 2004، ضبطت الشرطة العراقية قطعاً أثرية متنوعة معدة للتهريب إلى الخارج وهي عبارة عن نموذج لأسد رابض على قاعدة في خلفه كتابة مسمارية وقطعة من المرمر مربعة الشكل عليها كتابة باللغة العبرية ومجموعة من القطع المزخرفة يبلغ عددها 13 قطعة، أعيدت إلى المتحف العراقي.[َ 73]
- في 9 أبريل، 2005، تسلمت الهيئة العامة للآثار والتراث 260 قطعة أثرية فقدت أثناء الغزو الأمريكي للعراق.[َ 74]
- في 26 ديسمبر، 2005، أكد مسؤول آثار محافظة ذي قار أن دائرته استعادت 300 قطعة أثرية، وسُلمت إلى المتحف العراقي.[َ 9]
- في 17 أبريل، 2006، استردت هيئة الآثار والتراث العراقية 160 قطعة أثرية.[َ 75]
- في 26 مايو، 2006، أعلنت مديرة المتحف أميرة عيدان، استعادة 3706 قطعة أثرية من أصل 15,000 ألف قطعة أثرية نُهبت.[َ 76]
- في 27 يوليو، 2006، تسلم رئيس الوزراء العراقي السابق نوري المالكي تمثال قد سُرق منذ ثلاث سنوات ويعد من أثمن محتويات المتحف، لأحد ملوك لكش.[َ 77][َ 5]
- في 8 فبراير، 2009، سلمت بيرو ثلاث قطع طينية إلى العراق.[َ 5]
- في 18 ديسمبر، 2009، عادت قيثارة أور إلى المَتحف العراقي.[َ 78]
- في 24 أغسطس، 2010 أكدت وزارة السياحة والآثار العراقية استعادة العراق أقراطاً ذهبية تعود إلى العصر الآشوري (934 - 608 قبل الميلاد) بعد أن كانت على وشك البيع في مزاد كريستيز في نيويورك.[َ 79]
- في 7 سبتمبر، 2010 أفادت وكالة أسوشيتد برس أن 540 كنز منهوب أُعيد إلى العراق.[34][35]
- في 7 سبتمبر، 2010، استطاع العراق إعادة 542 قطعة أثرية من الولايات المتحدة ولبنان والسعودية وألمانيا، من ضمنها تمثال لملك سومري يعود إلى أكثر من 4400 سنة.[َ 11]
- في 20 سبتمبر، 2010، أعيدت 638 قطعة أثرية مسروقة إلى المتحف العراقي بعد أن كانت موجودة في مكتب رئيس الوزراء نوري المالكي.[36][َ 80] بعد أن كان هنالك تساؤلات حولها.[َ 81]
- في 15 ديسمبر، 2011، بلغ مجموع ما استرده العراق من قطع أثرية منذ العام 2003 حوالي 114 ألف قطعة أثرية، توزعت بواقع 45 قطعة أثرية من ألمانيا من ضمنها أختام تعود لعهد الدولة البابلية والدولة الأكدية وثلاثة أرقام طينية تعود لعهد الدولة السومرية والدولة البابلية، وإناء ذهبي ثمين يعود إلى مقبرة أور الملكية ودلاية البازوزو التي تعد إحدى الدلايات المعروفة عند البابليين لطرد الأرواح الشريرة، إذ نجحت الدائرة، بعد زيارة إلى ألمانيا بمساعدة عدة جهات في استعادة تلك القطع رغم أن مشكلة الآثار العراقية في ألمانيا معقدة جداً لأن القوانين الألمانية غير حاسمة في منع التجارة بقطع الآثار. وأوضحت مديرة المتحف عيدان أن الهيئة نجحت أيضاً في استعادة قطعتين ثمينتين جداً من سويسرا عبارة عن منحوتات آشورية مهمة ووصلت إلى المتحف العراقي، إضافة إلى استعادة 7 قطع من اليابان، مشيرة إلى أن الهيئة تنتظر تسلم القطع المستعادة من ألمانيا واليابان بعد إقامة احتفالية لتسلمها في وزارة الخارجية لأنها موجودة حالياً كبريد دبلوماسي في مقر الوزارة. وكشفت عن أن الهيئة ستنفذ خلال الشهر المقبل زيارة إلى لندن لاستعادة آثار عراقية، مؤكدة تعاون الكثير من البلدان لإعادة الآثار المسروقة، إذ أن هذا الملف يعد من أولويات الأعمال عند الدولة والوزراء المعنيين في السياحة والآثار والثقافة، لافتة إلى أن الهيئة كانت قد استعادت الآثار من الدول العربية حيث تم استرجاع أكثر من 2500 قطعة أثرية من الأردن وقرابة 1000 قطعة من سوريا.[َ 82]
- في 30 يناير، 2012، أعيدت جرة سومرية ذهبية تبلغ من العمر 6500 عام، ورأس فارس سومري وحجر من القصر الآشوري حوالي 45 قطعة من المتحف الوطني ما زالت مفقودة.[37] [َ 83]
- في 1 أبريل، 2012 وزارة الداخلية: المَتحف العراقي يتسلم 835 قطعة أثرية تعود إلى العصور البابلية والسومرية والإسلامية.[َ 84]
- في 12 نوفمبر، 2012، أقام وزير السياحة العراقية دعوى في بريطانيا لإعادة 600 قطعة أثرية.[َ 85]
- في 22 مايو، 2014، أعلنت وزارة الخارجية العراقية، عن “تسليمها 166 قطعة أثارة” لإدارة المتحف الوطني بعد استعادتها من عدد من الدول العربية والأوربية، وبينت أن المفاوضات مع أمريكا “مستمرة” لاسترداد الأرشيف اليهودي إلى العراق.[َ 86]
- في 23 أبريل، 2015، أعلنت وزارة السياحة والآثار، عن تسلم المتحف الوطني العراقي، قطعاً تراثية تعود إلى العصر العثماني، عثر عليها الحشد الشعبي في دور أحد «المخربين» بمحافظة صلاح الدين.[َ 87]
- في 8 يوليو، 2015، أعلنت وزارة السياحة والآثار عن تسلمها 700 قطعة أثارة من ثلاث دول، وهي كل من الولايات المتحدة وإيطاليا والأردن، فيما أكدت أن ذلك جاء بالتنسيق مع وزارة الخارجية.[َ 88]
- في 2 نوفمبر، 2015، استعاد العراق قطعة طينية منقوشة يرجع تاريخها إلى 2500 عام، بعدما سلم متحف برلين السفير العراقي في ألمانيا القطعة الأثرية التي حصل عليها كتبرع مجهول في سبعينيات القرن الماضي.[َ 89]
- في 2 يونيو، 2016 نجحت جهود السفارة العراقية في بيروت بإعادة رأس الملك سَنطروق من السلطات اللبنانية إلى المَتحف الوطني العراقي.[َ 90][َ 91]
- في 8 يناير، 2017، قامت مُنظمة عصائب أهل الحق بتسليم 32 قطعة أثرية إلى المتحف العراقي وُجدت أثناء عمليات تحرير الموصل.[َ 92]
- في 20 نوفمبر، 2017، سلمت وزارة الخارجية العراقية مجموعة من القطع الأثرية يبلغ عددها 97 قطة أثرية و44 قطعة من العملات المعدنية.[َ 93][َ 94]
- في 2 مايو، 2018، كشف تقرير لمنظمة الهجرة والجمارك الأمريكية، أن العراق سيستعيد 5,500 قطعة أثرية هربت بشكل غير قانوني وأشترتها شركة هوبي لوبي الأمريكية.[َ 95] وووافقت الشركة على دفع ثلاث ملايين دولار أمريكي كغرامة لمتاجرتها بالآثار العراقية، ووافقت على إعادتها إلى العراق.[َ 96] وضمت القطع الأثرية ألواحاً وأسطوانات طينية نقشت عليها كتابات مسمارية، واشترتها بمقابل مليون و600 ألف دولار أمريكي، وأرسلت الشحنات من العراق إلى الولايات المتحدة عبر الإمارات وإسرائيل.[َ 97][َ 98][َ 99]
- في 2 فبراير/شباط، 2019، سلمت المملكة الأردنية الهاشمية رئيس وزراء جمهورية العراق عادل عبد المهدي 1300 قطعة أثرية نادرة استعادتها السلطات الأردنية، وقد وُقع محضر تسليم القطع الأثرية بين الحدود الأردنية العراقية.[َ 100]
- في 3 فبراير/شباط، 2019، تسلم وزير الثقافة والسياحة والآثار عبد الأمير الحمداني، 1300 قطعة التي سلمتها الأردن إلى الحكومة العراقية، وتتكون القطع الأثرية من رسوم وألواح طينية وفخارية ترجع إلى حقب تاريخية مختلفة، وقد استقرت هذه القطع في المتحف الوطني.[َ 101][َ 102][َ 103][َ 104][َ 105][َ 106]
- أعلن وزير الثقافة والسياحة والآثار العراقي أن لدى السفارة العراقية في واشنطن عشرة ألاف قطعة أثرية مُهربة ستُسترد قريباً، وأن هذه القطع الأثرية مقدمة من جامعة كورنيل وجامعة بنسيلفانيا وقال أن القطع الأثرية عبارة عن رقم طينية تعود لحقب زمنية مختلفة.[َ 107]
- في 19 مارس، 2019 أعادت بريطانياً الأثر البابلي الكودورو، الذي ضبط بواسطة السلطات الجمركية في مطار هيثرو بلندن بعد وصوله من العراق، ويُعتقد أنه سرق بطريقة غير شَرعية من بقايا معبد تاريخي. ويُعتقد أنه يعود إلى حكم نبوخذ نصر الأول.[َ 108][َ 109][َ 110][َ 111][َ 112]
- في 11 يونيو 2019 كشف رئيس الوزراء العراقي عادل عبد المهدي، عن قرب استعادة 15 الف قطعة أثرية مسروقة من أمريكا.

- في 15 يوليو، 2019، تسلمت مفتشية آثار النجف 75 قطعة أثرية من مواطن، وخُصصت له مكافأة مالية ولكل شخص يسلم آثاراً إلى الجهات الحكومية. وهي عبارة عن جرار فخارية ومسكوكات وقناني زجاجية وأنواع أخرى، وسُترسل إلى المتحف العراقي في بغداد.[َ 114]
- في 30 يوليو، 2019، سلم متحف بريتش ميوزيوم البريطاني العراق مجموعة من 156 لوحاً بالكتابة المسمارية كانت قد نُهبت على الأرجح خلال الغزو الأمريكي للعراق، وتعد القطع بأكثريتها ذات طابع اقتصادي وتشمل رسائل ونصوصاً تشريعية ومدرسية فضلاً عن وثيقة رياضيات.[َ 115]
- في 9 ديسمبر، 2019 أعلنت وزارة الثقافة عن استعادة العراق 387 لوحاً وكسر من ألواح مدونة بالخط المسماري والتي نقلها متحف جامعة بنسلفانيا الأمريكية أثناء حفرياته في مدينة أور سنة 1922 لغرض صيانتها لكنها بقيت في المتحف المذكور.[َ 116]
- في 28 ديسمبر، 2019 أعلن السفير العراقي في تركيا، استرجاع نفائس وآثار مُهربة، ووصلت إلى المتحف العراقي.[َ 117]

## مجموعات المتحف

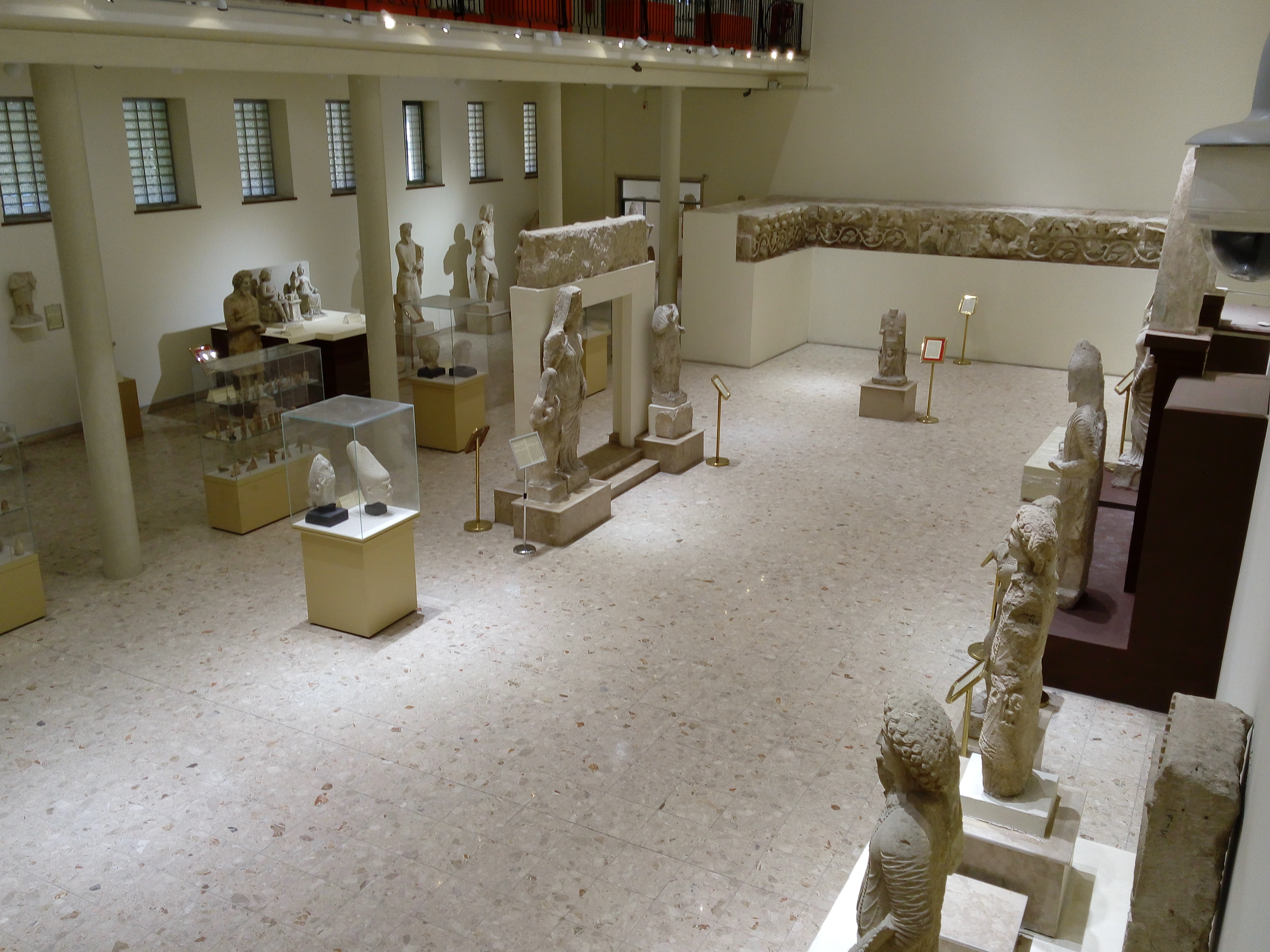
قاعة الحضر، في المتحف العراقي.

تعتبر مجموعات الآثار في بلاد وادي الرافدين، من بين أهم المجموعات في العالم، ولها سجل جيد من المنح الدراسية وعروض البحث الأكاديمي، ويكون العرض باللغتين الإنجليزية والعربية، والاتصال البريطاني مع المتحف - ومع العراق - يحتوي على قطع أثرية هامة من تاريخها الطويل الممتد إلى 5000 سنة قبل الميلاد ويوجد في المُتحف 28 صالة عرض ومخزن.
وتشمل مجموعات المتحف الوطني العراقي الفن والتحف من العصور السومرية والآشورية والبابلية والأكدية، ويضم المتحف أيضاً المعارض المتخصصة لمجموعات كل من العصر الجاهلي والإسلامي، والعديد من المجموعات التي تحتوي على كنوز نمرود وجواهر ذهبية وأحجار كريمة تعود إلى القرن التاسع قبل الميلاد، بالإضافة إلى المنحوتات الحجرية وألواح الكتابة المسمارية من أوروك، ويرجع تاريخ هذه الألواح إلى 3500-3000 قبل الميلاد.
قالت صحيفة نيويورك تايمز أن المتحف العراقي يضم مقتنيات أثرية لا يوجد لها نظير في العالم، وأن المؤرخين وعلماء الآثار يدركون القيمة الاستثنائية لتلك المقتنيات. وقال مدير معهد الدراسات الشرقية بجامعة شيكاغو الأمريكية كريستوفر وودز، أن المتحف العراقي «يضم أشياء لا يوجد لها مثيل في أي مكان آخر من العالم، لا سيما ما يتعلق منها بتاريخ بلاد الرافدين القديم». وأضاف ما رآه في المتحف بأنه «تشكيلة نموذجية» من الآثار التاريخية، وأفادت الصحفية التي كتبت التقرير إنها كانت شاهدة على نهب وسرقة مقتنيات المتحف عام 2003، وعندما عادت وزارت المتحف بعد نحو 16 عاماً فوجئت بغرفة تغص بمقتنيات استثنائية رغم اختفاء 15 ألف قطعة فنية منه.
ويضم المَتحف العراقي 23 قاعة سيجري شرحها كالآتي:

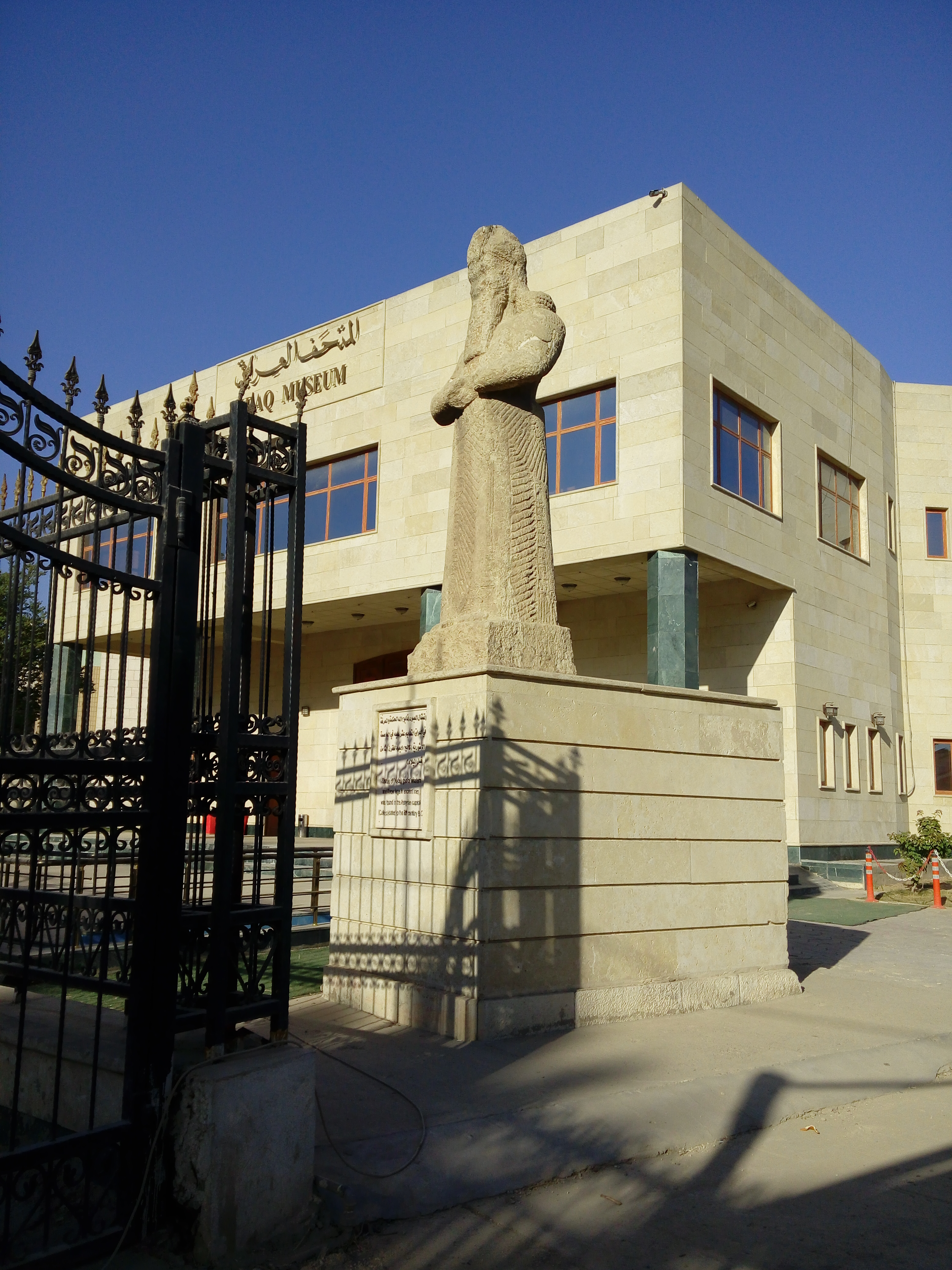
تمثال نابو إله الحكمة والمعرفة، موجود في بداية مدخل المَتحف وهو نسخة غير أصلية وتوجد النسخة الأصلية في المتحف البريطاني

- عصور ما قبل التاريخ: بحوالي 60 ألف سنة أو إلى 35 ألف سنة والمتمثلة بآثار من عصور الإنسان القديم (النياندرتال) إلى العصور الإسلامية المتأخرة، وترجع آثار عصور ما قبل التأريخ إلى (الإنسان القديم البائد) الذي اكتشفت آثاره في مناطق المحافظات الشمالية. وآثار عصر القرى الزراعية المبكرة التي يمتد عمرها إلى (8) آلاف سنة أو 7-6 آلاف سنة تقريباً أي إلى العصر الحجري.
- عصر الدولة الأكدية وفترة اختراع الكتابة: هو العصر الذي يتحدث عن الدولة الأكدية التي كانت في شمال العراق والفترة الذي اخُترعت فيها الكتابة حيث يعد العراق البلد الأول الذي أُخترع فيه الكتابة.
- العصر البابلي القديم: وهو العصر الذي أعقب نهاية سلالة أور الثالثة (2006 ق.م) وقيام عصر جديد في العراق عرف بالعصر البابلي القديم نسبة إلى مدينة بابل.
- الفترة الآشورية البسيطة والحديثة: وهي الإمبراطورية الآشورية الحديثة ونافست مملكة بابل وأورارتو وعيلام ومصر على زعامة العالم وكانت عاصمتها نينوى.
- الإمبراطورية البابلية الحديثة: الإمبراطورية الكلدانية والبابلية العراقية الحديثة هي إمبراطورية أسسها الملك نبوبولاسر سنة 627 ق م واستمر حكمها حتى سنة 539 ق م.
- فترات ما قبل الإسلام: وهو العصر الجاهلي أو عصر العرب ما قبل الإسلام.
- عصر الحضارة الإسلامية: وهو عصر الحضارة الإسلامية والحقبة الذهبية وتتكون من أربع قاعات الحضارة العربية الإسلامية الأولى والثانية والثالثة.
- العصور المظلمة: وهي العصور التي تلت سقوط بغداد على يد المغول والتتار.

ويكون ترتيب قاعات الحضارات حسب قدمها حيث تكون قاعات الحضارات الأقدم في بداية المتحف وكلما تعمق الزائر كلما تقدمت آثار الحضارات إلى الأحدث وصولا إلى الآثار الإسلامية في نهاية المتحف.
في 28 سبتمبر، 2017 افتتحت وزارة الثقافة العراقية «القاعة المرجانية» في المتحف العراقي بمساعدة إيطالية.

## متحف الطفل

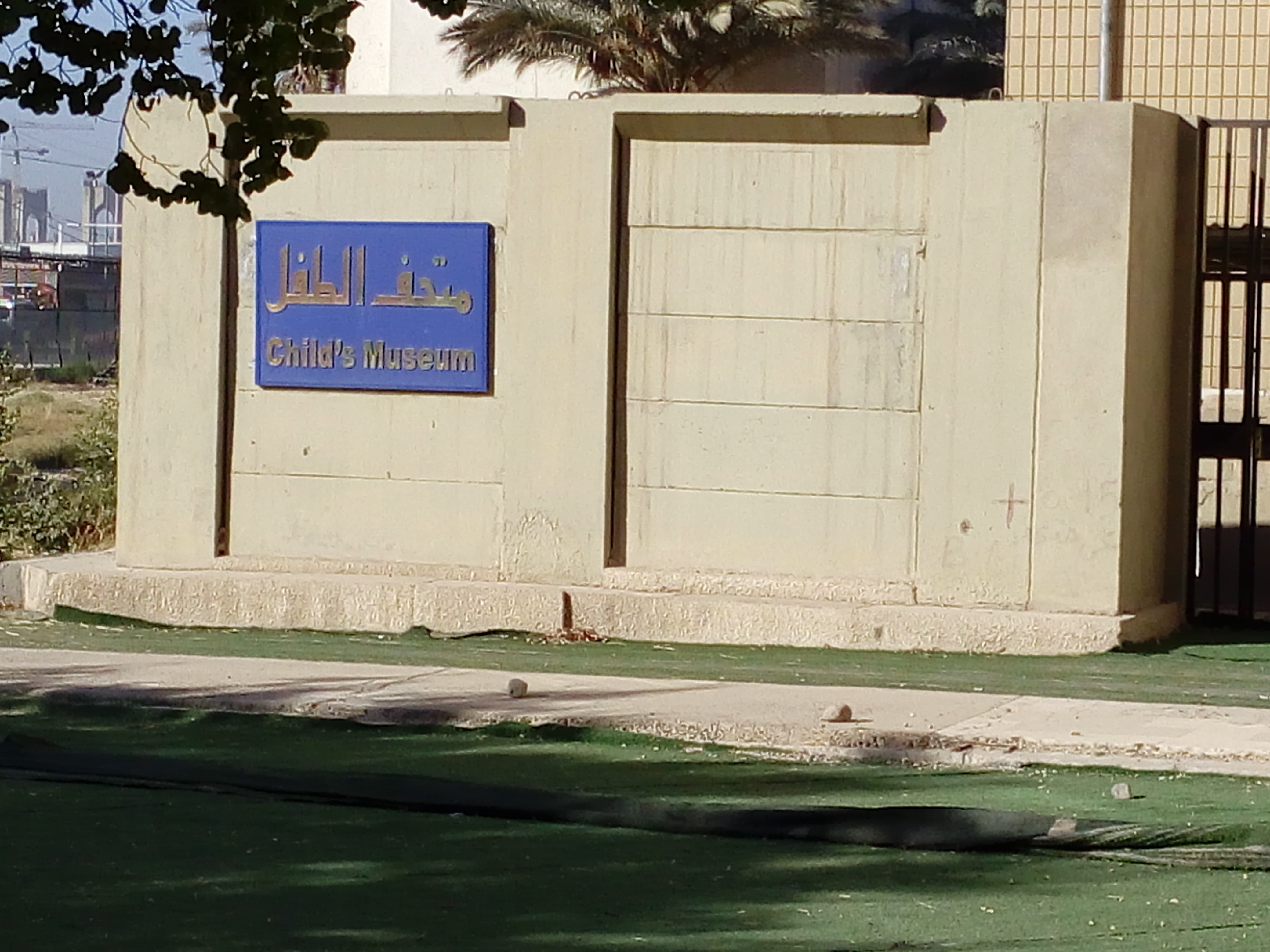
مَتحف الطفل

### الفكرة
بين عامي 1974 و1975 جرت مناقشة حادة في الصحف العراقية اليومية عن المتحف وإذ كان مخزن منظم للتحف الأثرية أو سجل للتاريخ، يقدم الدلائل الحيوية على صحة التاريخ المدون ويقوم على تصحيحه أيضاً؟، وهل أن المتحف هو وسيلة تربوية خاضعة لتعليمات رجال التربية وعلمائها؟، وبحسب دراسات مديرية الآثار العامة والمؤسسة العامة للآثار والتراث، وتوصلت إلى أن المتحف التربوي يوجه إلى كل الأعمار والمستويات الثقافية، ورأوا أنه يجب أن يتم استقطاب اهتمامات الأطفال، لاستيعاب كل المهتمين بالمتحف ومعروضاته وبتاريخ القطر العراقي وبلاد الرافدين، والتوجه إلى المتحف كمؤسسة ثقافية وفنية تقدم الخدمات للأطفال بلغة يفهمونها وترسخ صور القطع الفنية والأثرية في الذاكرة، وعمل تجربة في القاعة الخاصة في مبنى المتحف العراقي واعتمدت الفكرة على استخدام الصور والكاريكاتير الملون والمقارنة بين القطع الأثرية القديمة وبدائلها العصرية والربط بين المناظر الأثرية والآلات العصرية خاصة الآلات الموسيقية والزوارق ولعب الأطفال. واستخدمت موديلات المدن والمعابد القديمة للتأشير على صورة المدينة القديمة واستخدمت الطيور والحيوانات المحنطة حيث عرضت إلى جنب موديلات طينية عثر عليها في التنقيبات لحيوانات وطيور.

### وسائل العرض
اعتمدت وسائل العرض على خزانات بقياس (0ر1×50ر، م) والخزانات الأفقية على ارتفاع (1,03) بالإضافة إلى لوحات ذات طبيعة طفولية رسمها مجموعة من رسامي مجلات الأطفال في العراق، والتي اختصت بموضوعات أثرية بصورة ملذة وضاحكة واعتمدت إيصال العرض الأفقي للآثار والقطع البديلة من الحياة المعاصرة.

### نقد
لم يستطع المتحف تقديم نموذج تربوي مستقل لمستوى محدد من المعلومات التاريخية المعروضة وبأسلوب مقارب لذهنية الطفل ولعمر معين، وكان الأثاث المتحفي المستخدم من النوع ذي القياسات الملائمة للكبار واليافعين كما أن الشروح المقدمة لم تكن مفصلة بدقة تتناسب مع عمر الطفل ووعيه.

### فكرة تطوير المتحف
وضعت دراسة تفصيلية للمستقبل وكانت إدارة المتحف تريد أن تجعل متحف الطفل بالمعنى النموذجي الأمثل طموحاً أن يحقق وفق هذه المعايير:
- أن يحقق أعلى نسبة ممكن في الاستيعاب.
- أن يكون متنوع الخدمات.
- أن يراعي عمل الطفل وقدرته البدنية على الحركة لزمن معين ومسافة معينة.
- أن يتناسب في أثاثه مع حجم الطفل بين سن السابعة والحادية عشر من العمر.
- أن يتكلم بلغة يفهمها الأطفال.
- أن يترك لدى الطفل شعوراً بأنه أنسان مميز في مكان مميز أيضاً وبأن تجربة زيارة المتحف هي إحدى التجارب الرئيسية في حياته.
- أن تستخدم كل الأجهزة الصوتية والضوئية البسيطة والتي يمكن للطفل نفسه مباشرة اعمل فيها من دون تعقيد لربط الوسائل التكنولوجية الحديثة بحقائق التاريخ القديم.
- تقديم صورة أولية بسيطة للأسطورة القديمة كقصة تاريخية.
- تقديم نموذج منتقى لأشكال العلاقة بين الأنسان والآلة من خلال مفاهيم عصرية تجد تطورها عبر التاريخ.
- الربط بين الصوت والصورة للموقع الأثري والخارطة الأثرية التاريخية بواسطة نظام إلكتروني يستخدم شبكة معقدة تربط أهم مواقع العراق بخارطة ضوئية يرافقها شرح مسجل لكل موقع.
- تقريب صورة العمل الآثاري من ذهن الطفل بواسطة أفلام متحركة في أجهزة مختارة ولمدة لا تزيد عن 4 دقائق.
- استغلال تعب الطفل وغريزة الجوع لديه للاحتفال بهذه الزيارة في مطعم خاص للأطفال يقدم لهم الحليب والفاكهة والبسكويت.

### التنفيذ
تم اختيار نموذج البوابة الآشورية التي بنيت على أرض المتحف العراقي خلف القاعة الآشورية وهي بناية ذات برجين على ارتفاع 12 متر، يربط بينهما قوس قطره (58ر4م) على ارتفاع ستة أمتار، تبلغ المساحة الصالحة في قاعدة كل برج 9,80 ×5ر6م. وباستخدام نظام هندسي لتقطيع ارتفاع البرج إلى مساحات مقاربة لمساحة قاعدته للحصول على خمسة أرضيات جديدة كل منها تخصص لفعالية معينة وفق فكرة التطوير، وكانت الأرضية العليا في الطابق الثاني هي الكبرى لأنها امتدت فوق البرجين والقوس الذي يربط بينهما، ولم يطرأ أي تغيير في منظر البرج الخارجي نتيجة الأعمال الهندسية والإنشائية الداخلية وقسمت القاعات وواجباتها على النحو الآتي:
- القاعة الأرضية في البرج الأيسر الجنوبي: وهو القريب إلى شارع جمال عبد الناصر واستخدمت القاعة الأرضية فيه كغرفة استقبال واستعلامات ومساحتها 80ر9 × 15ر6م.
- الطابق الأول وترتقي إليه من سلم في نهاية القاعة الأرضية وفيه مسرح للدمى يقدم مسرحية أسطورية سومرية.
- الجزء الأول من قاعة الطابق الثاني بمساحة 15ر9 × 15ر6 م وهي القاعة المتحدة حتى البرج الثاني وتحتوي على خزانات عرض مع بانوراما لحياة الإنسان في الكهف. وخريطة أثرية للعراق ضوئية وصوتية وتشمل على خزانات ممتدة على جزئيين في هذه القاعة الطويلة ومساحة كل القاعة هي 10ر18×5ر9م وتنتهي بسلم يهبط إلى عمق البرج الثاني وهو البرج الشمالي الأيمن.
- القاعة في الطابق الأول من البرج الثاني وهي مقسمة إلى ثماني كابينات خشبية في كل منها جهاز لعرض أفلام الكاسيت الملونة وتتسع كل كابينة 4 أطفال وتبلغ مساحتها 10ر9م × 30،6م.
- قاعة أرضية في البرج الثاني وهي مخصصة لتناول المرطبات والفواكه وهذه القاعة مصممة مثل الكافتيريا ومجهزة بكل وسائل الرائحة وتبلغ مساحتها 70ر9م×20ر6م.[َ 125]

### نظام الزيارة
لقد وضع نظام للزيارة وذلك لضمان سيولة الحركة وقدرة الطفل لاستيعاب الكامل وبدون تدافع أو المرور السريع على الخزانات وكان نظام الزيارة مبني على الحجز المسبق للمتحف لمدة ساعة ونصف لكل صف وبإمكان المدرسة الواحدة حجز المتحف لثلاثة صفوف في كل مرة. وكانت الزيارة على الآتي:
- مشاهدة مسرح الدمى.
- الارتقاء إلى قاعة المعروضات والانقسام إلى مجاميع صغيرة لكل مجموعة منها دليل يقوم بالشرح المبسط وبأسلوب تشويقي لمعروضات كل خزانة.
- الهبوط إلى القاعة المظلمة والتي هي قاعة المرئيات والصوتيات، وبها ينقسم الأطفال إلى مجاميع، وكل مجموعة في كابينة خاصة لمشاهدة فيلم قصير يعرض مواضيع تخص الآثار لمدة اربع دقائق، وبعد ذلك ينزل الجميع إلى الكافتيريا حيث توزع عليهم الفواكه والمرطبات ثم تلتقط لهم الصور ويودعون.[َ 126]

### الحجز
واعتمد أسلوب الحجز على التعميم لكل مدارس البلد ومن خلال وزارة التربية ومديريات التربية العامة في المحافظات في بداية كل سنة دراسية ويرفق بالتعميم نموذج استمارة يكتب فيها اسم المدرسة والصف واسم المعلمة المرافقة ويعتمد على رسالة جوابية من المتحف لنفس المدرسة يحدد فيها الموعد بالساعة واليوم وعدد الصوف وقد يحجز المتحف لنفس المدرسة لعدة أيام متتالية إذا كانت الصفوف فيها كثيرة.

### المعروضات
هنالك 27 خزانة بثلاث أنواع وبأربع قياسات، وكذلك الخارطة الضوئية والصوتية وتحتوي على إشارات ضوئية لمواقع 17 مدينة وقرية أثرية ترتبط بهما تشكيلة من الصور الفوتوغرافية لأهم آثار هذه المواقع مع شرح بالكاسيت المسجل لكل موقع يرتبط كل منها بزر كهربائي يضغط عليه الطفل فتضاء الصورة والنقطة الجغرافية، كذلك احتوى المتحف على 110 قطعة أثرية حقيقية في الخزانات بالإضافة إلى وسائل وأجزاء من لعب ولعب عصرية مثل الدمى والميكانو والليغو والصور التخيلية والآلات الصغيرة مثل ماكنة الخياطة والكهربائيات واستخدمت البدائل الحديثة للقطع الأثرية قلم الكتابة المحبرة والطوابع والأدوات الكهربائية والإضاءة والأقداح والأواني المعدنية والزجاجية. وتشمل الخزانات جملة وتفصيلاً ما يلي:
- خزانة للآلات الحجرية الأولى مقاشط وفؤوس وآلات.
- خزانة للآلات القاطعة وبدائلها الحديثة.
- خزانة للأختام الأسطوانية ومقارنة والاقلام والكتابة الحديثة.
- خزانة للخياطة والملابس.
- خزانة لدمى الأطفال الحيوانية.
- خزانة لدمى الأطفال والتي تحتوي على لعب وأثاث مصغر.
- مجموعة خزانات للفخار.
- خزانة تعرض البطارية الأولى في التاريخ مع تشكيلة كهربائية.
- خزانة تعرض آثاراً إسلامية مختلفة.

وتعرض كاسيتات الأفلام التالية:
- اكتشاف النار.
- الكتابة على الطين.
- النقش على الحجر.
- المستنصرية.
- القصر العباسي.
- جامع الجمعة في سامراء.
- بابل.
- القصر الجنوبي.
- التنقيب في حمرين بموقعي أبو القاسم وتل كبة.

وتحتوي الكافيتريا على ثمانية مناضد دائرية وأثنان وثلاثون كرسي صغير بالإضافة إلى مطبخ صغير وأجهزة تبريد العصير وغلي الماء وغسل الأكواب.
وتحتوي على 14 لوحة تمثل المناظر التالية:
- البساط الطائر فوق بغداد.
- جني علاء الدين.
- احتفال في زقاق مع آلات موسيقية.
- ممرضة تداوي أسداً جريحاً.
- فارس عربي.
- إنسان من العصر الحجري يصنع تلفزيوناً من قطع حجرية.
- طفل ينجح في نحت لوحة حجرية بالخط المسماري.
- منظر لأطفال يستخرجون رأس سرجون الأكدي برافعة.
- غواص في البحر.
- حيوان الديناصور مع شرطي مرور.
- أبو القاسم الطنبوري وحذاؤه.
- طفلة تحمل دمية أثرية.
- طفلة في ملابس سومرية يسحب عربة أثرية.
- فريق كرة قدم أمام حارس مرمى سومري.

وبلغ عدد المدارس للسنة الأولى من افتتاح المتحف عام 1980، 23 مدرسة، و98 صفاً، و3210 طفلاً.

### آراء الأطفال
اتفق كل الأطفال أن مسرح الدمى جميل وأن قاعة المرئيات مثيرة لأنها غريبة. أما قاعة المعروضات فكان الاستيعاب مختلفاً باختلاف الأعمار وسنوات الدراسة وكانت الخارطة الضوئية مثيرة لديهم إلا أن الوقت المحدد لاستخدامها قصير لكل طفل. وكانت الكافيتريا استراحة جميلة لهم جميعاً.

### إغلاق متحف الطفل وإعادة افتتاحه
قررت وزارة السياحة والآثار في يوم 16 نوفمبر، 2009 افتتاح متحف الطفل تزامناً مع احتفالات يوم بغداد بعد إغلاقه لأكثر من سبع سنوات نتيجة تعرضه لأعمال سلب في عام 2003 فضلاً عن تضرره من أعمال العنف، وقد تمت إعادة تأهيل المتحف بدعم من اليابان عام 2005، إلا أن انفجار سيارة مفخخة بالقرب منه عام 2006 أدى إلى تعرضه إلى أضرار حالت دون افتتاحه أمام الجمهور، وقد افتتح المتحف أول مرة عام 1977 إلا أنه أغلق عام 2002 لترميمه واستمر إغلاقه بسبب أحداث عام 2003. قامت منظمة بصمة أمل، بعمليات تجميل متحف الطفل العراقي، حيث قامت برفع الأوساخ وتنظيف الحدائق المحيطة بالمتحف، والاستعانة بالصاروخيات الخاصة بخراطيم المياه لغسل الجدران الخارجية ومعالجتها ووضع الطلاء الأولي ومن ثم الطلاء الثانوي، وأنجز بوقت قياسي قدره 15 يوماً استمر من ساعات الصباح الباكر حتى ساعات متأخرة من الليل، لافتتاحه أمام الزائرين.

## مكتبة المَتحف العراقي
عندما أنشئ المتحف العراقي عام 1923 لم يكن له مكتبة، إلى أن تأسست مديرية للآثار القديمة عام 1924، فأخذت الكتب ترد على هذه المديرية بالشراء والإهداء، وعندما كثر أعداد الكتب، عملت المديرية على أن تأسس مكتبة، فجمعتها سنة 1933 في قاعة من قاعات المديرية، وصنعت لها خزانات قليلة، وأنيطت الاشراف عليها إلى موظف في المديرية، وعندما لم تعد القاعة تتسع للكتب، أقيم للمكتبة بناية جديدة بجانب مبنى المتحف العراقي المطل على شارع المأمون، ومدخلها من طريق صغير يجاور هذا المتحف. وتتألف البناية من جناحين فسيحين، طول ضلع كل منهما نحو من 15 متراً، ويلتحق بالمكتبة غرفتان، احداهما في الطابق العلوي من البناية نفسها، والأخرى في المدرسة المستنصرية. وسيضاف إلى المكتبة قاعة أخرى تقام في الساحة الخارجية وستكون للمطالعة. وقد أخذت المكتبة بالنمو وازداد كتبها سنة بعد سنة، والذي يتبين من الجدول أدناه، من سنة 1933 إلى 1955:
| السنة | مجموع المجلدات في نهاية هذه السنة | عدد المجلدات التي أضيفت هذه السنة |
| ----- | --------------------------------- | --------------------------------- |
| 1933  | 490                               | سنة التأسيس                       |
| 1934  | 583                               | 93                                |
| 1935  | 684                               | 101                               |
| 1936  | 835                               | 151                               |
| 1937  | 1914                              | 1079                              |
| 1938  | 2659                              | 745                               |
| 1939  | 3434                              | 775                               |
| 1940  | 7330                              | 3896                              |
| 1941  | 8241                              | 911                               |
| 1942  | 9300                              | 1059                              |
| 1943  | 9745                              | 454                               |
| 1944  | 10512                             | 758                               |
| 1945  | 12213                             | 1701                              |
| 1946  | 14095                             | 1882                              |
| 1947  | 15146                             | 1051                              |
| 1948  | 15866                             | 720                               |
| 1949  | 17265                             | 1399                              |
| 1950  | 17865                             | 600                               |
| 1951  | 19030                             | 1165                              |
| 1952  | 22224                             | 3194                              |
| 1953  | 23884                             | 1660                              |
| 1954  | 25549                             | 1665                              |
| 1955  | 26767                             | 1218                              |

## معرض الصور

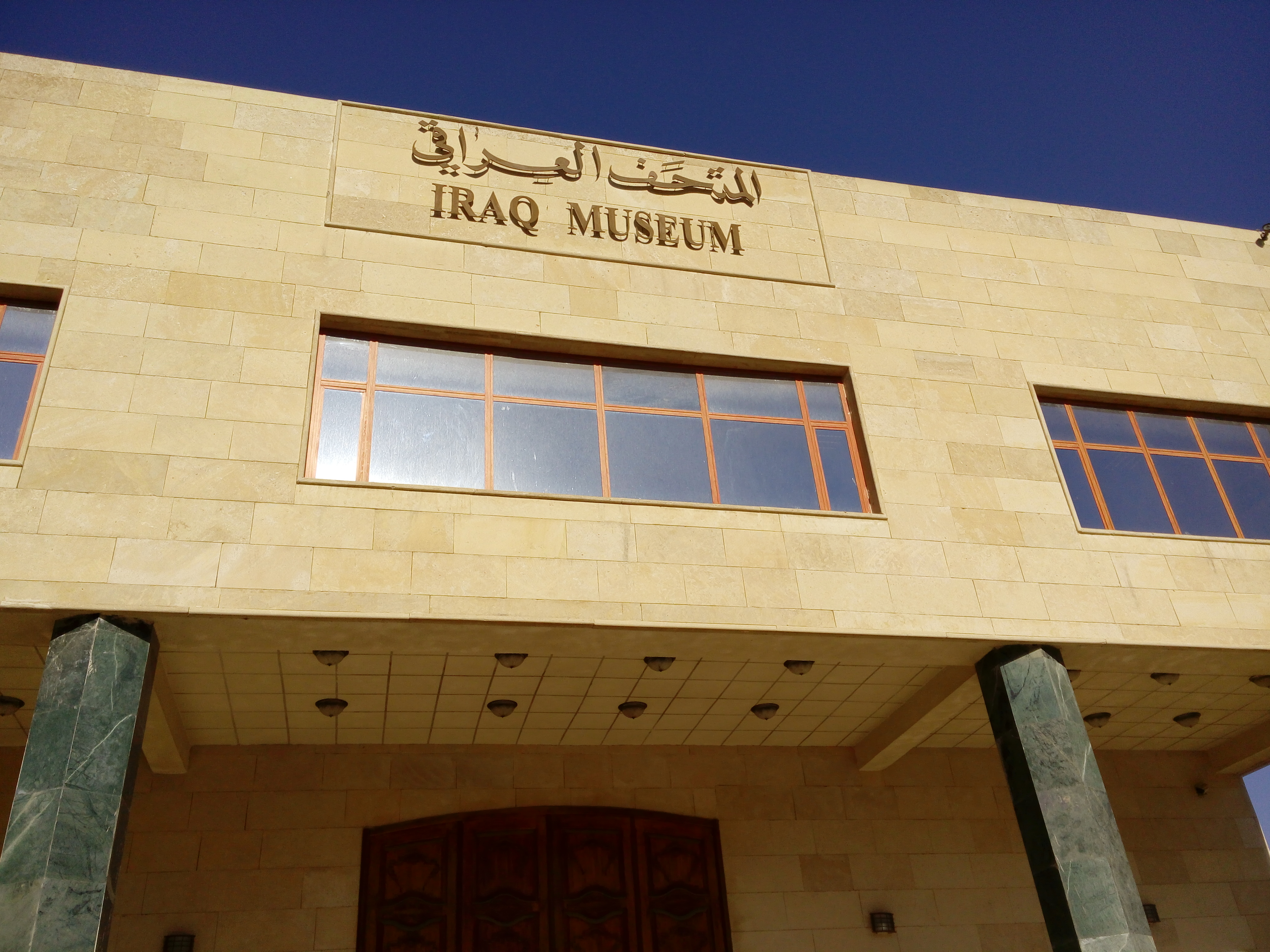
واجهة المَتحف العراقي عند الدخول
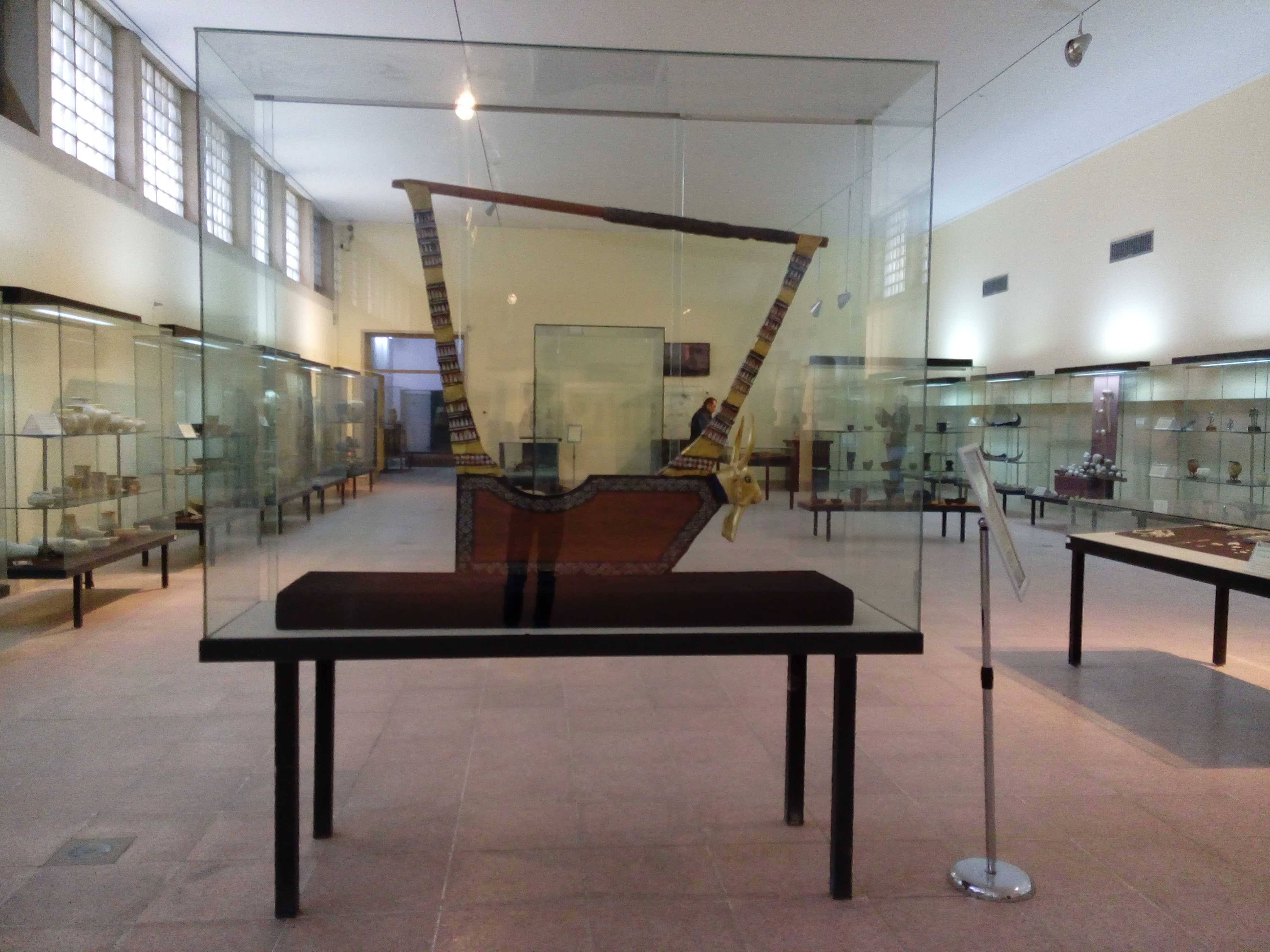
قيثارة أور وهي قيثارة أصلية، سُرقت من المَتحف عام 2003 وعادت فيما بعد مُقطعة الأوتار وقد أزال اللصوص الذَهب المرصعة به.
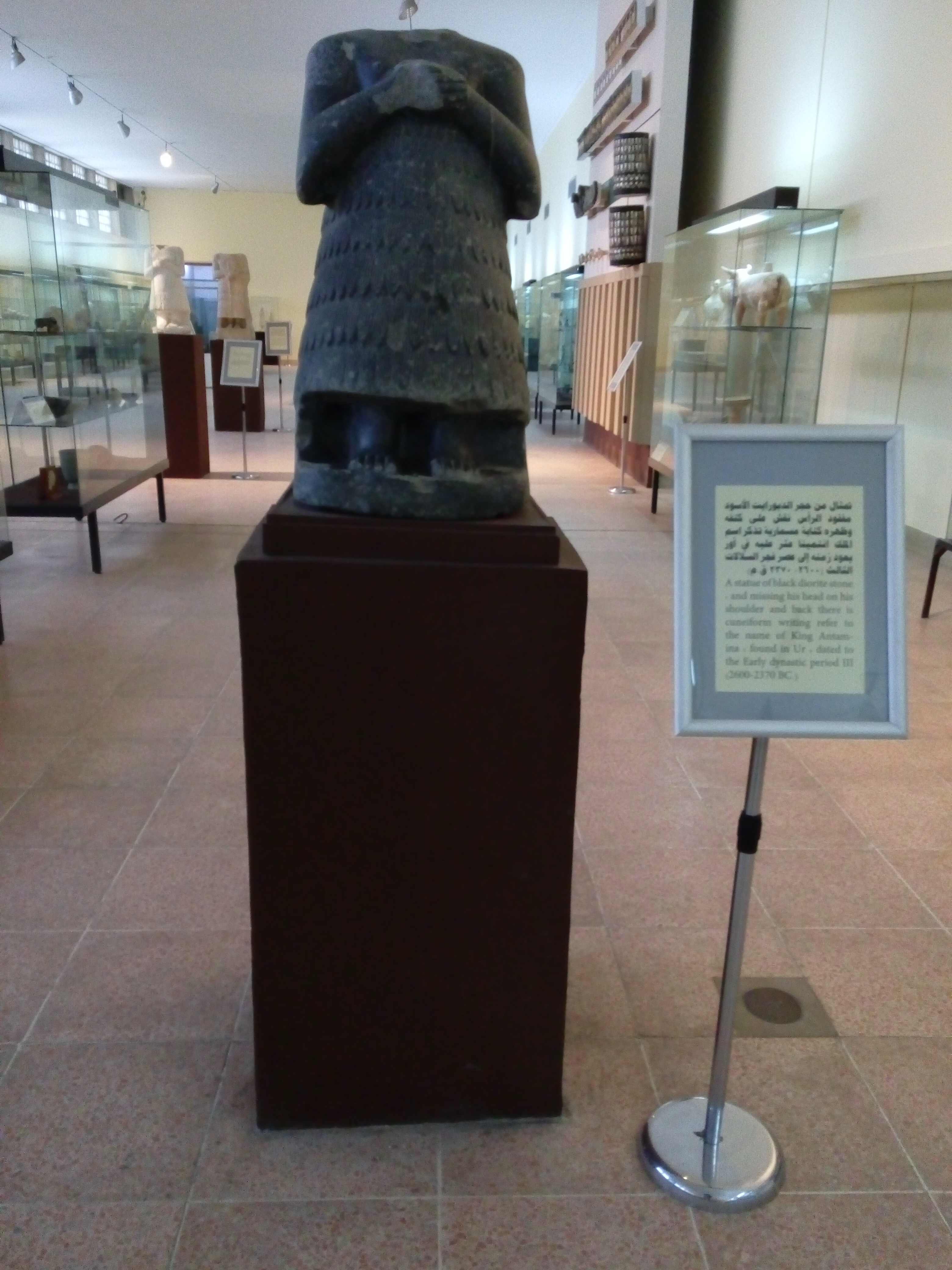
تمثال من حجر الديورايت الأشوري مفقود الرأس نقش على كتفه وظهره كتابة مسمارية تذكر اسم الملك انتمينا عثر عليه في أور يعود زمنه إلى عصر فجر السلالات الثالث (2600-2370 ق.م).
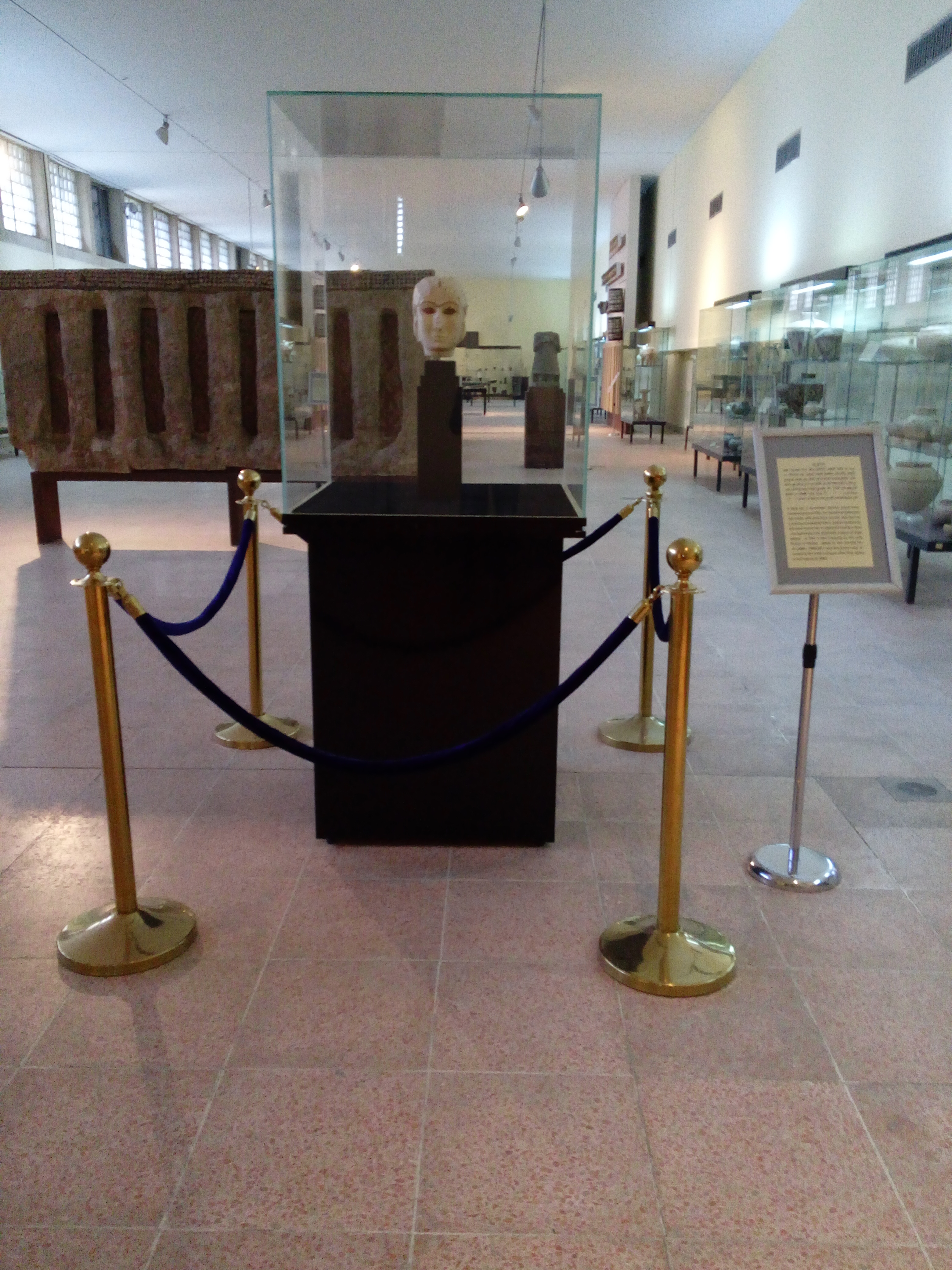
قناع الوركاء، أو وجه الوركاء، وهو وجه من الحجر الأبيض (الرخام) يمثل امرأة سومرية، كانت العينان والحاجبان مطعمة بأحجار كريمة، يعذ هذا الأثر من أنفس القطع وأحسن النماذج التي تُمثل رقي النحت السومري في أدواره الأولى ولعله كان في الأصل جزءاً من تمثال كبير أو أنه يعلق على الجدار، عثر عليه في الوركاء يعود زمنه إلى عصر جمدة نصر (3000-29000 ق.م) وهذه القطعة من القطع ألتي أعيدت للمتحف العراقي بعد سرقتها في أحداث 2003.
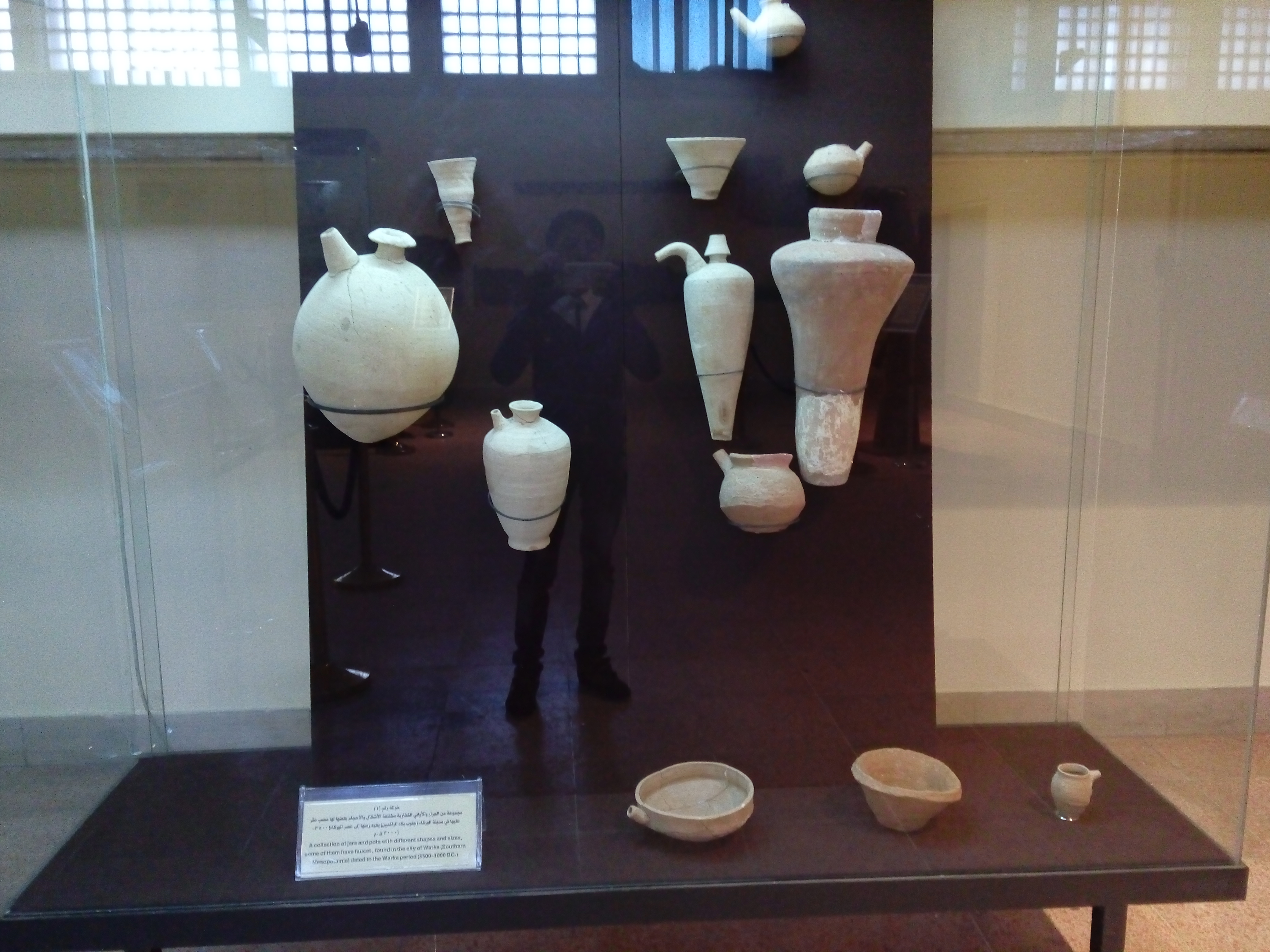
مجموعة من الجرار والأواني الفخارية مختلفة الأشكال والأحجام بعضها لها مصب عثر عليها في مدينة الوركاء (جنوب بلاد الرافدين) يعود زمنها إلى عصر الوركاء (3500-3000 ق.م).
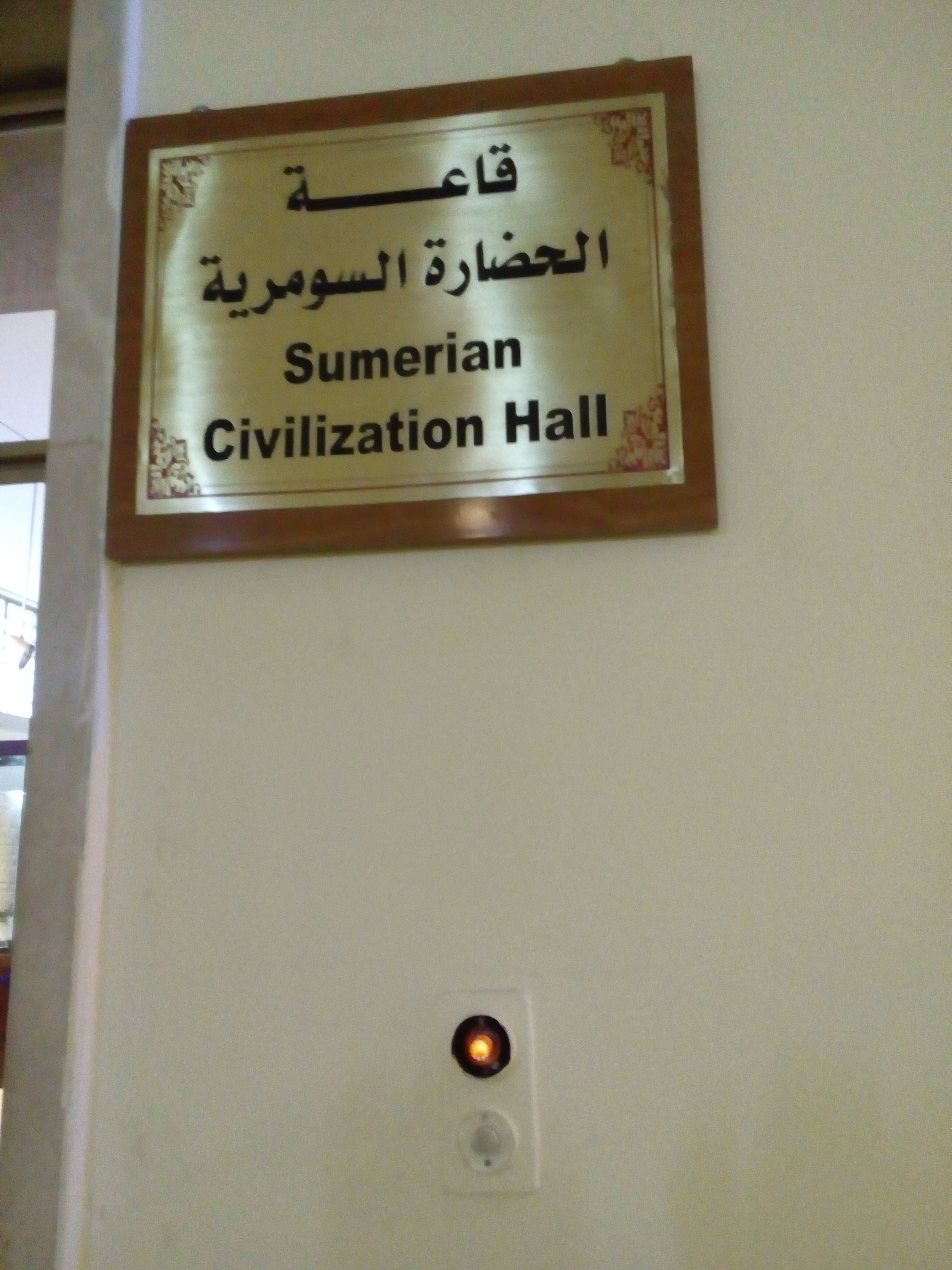
قاعة الحضارة السومرية
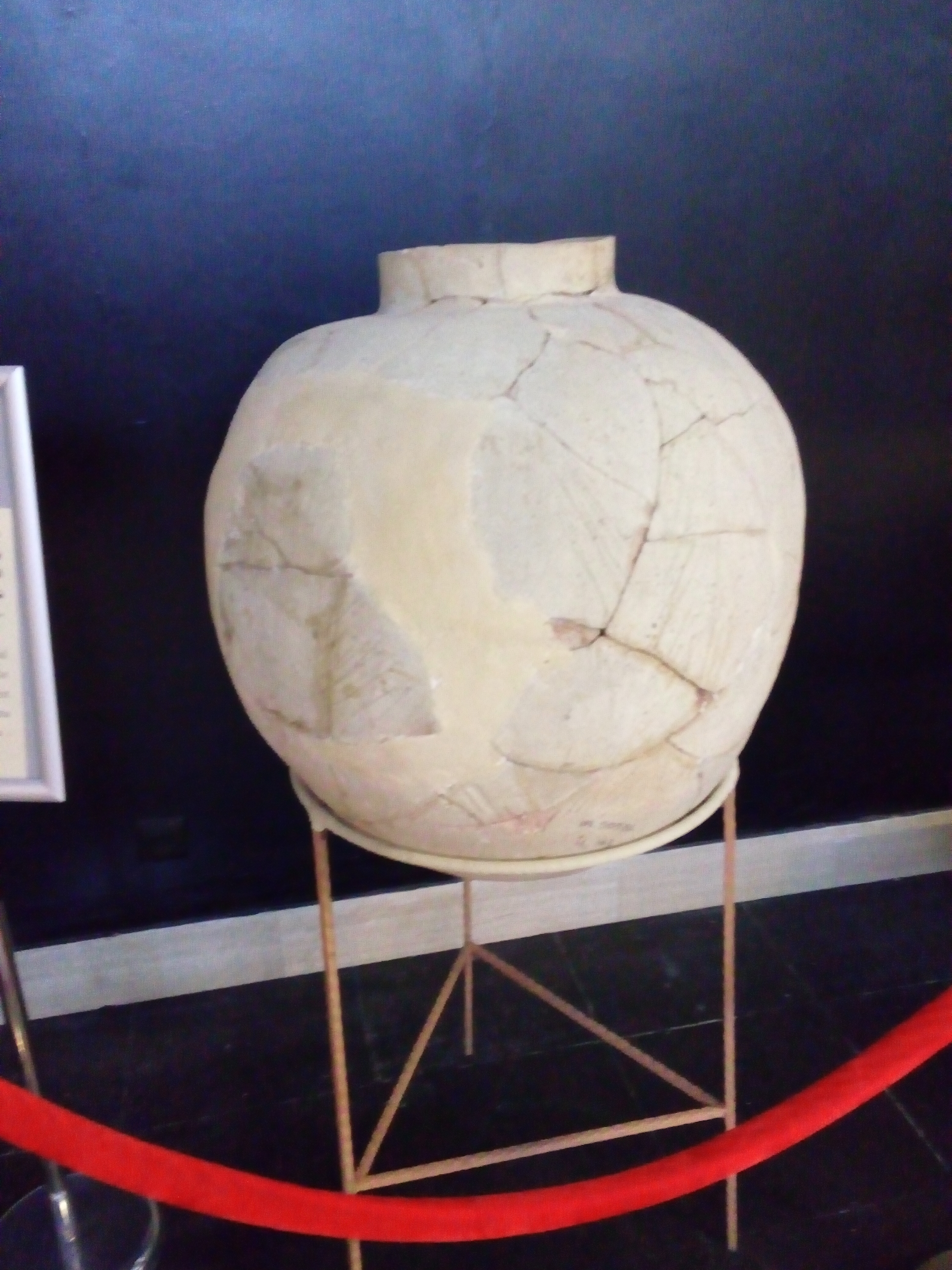
جزة فخارية كبيرة الحجم كروية البدن والفوهة واسعة، زين البدن بحزوز مختلفة الأتجاهات، عثر عليها في موقع حسونه شمال بلاد الرافدين تعود للفترة (5800-5100 ق.م).
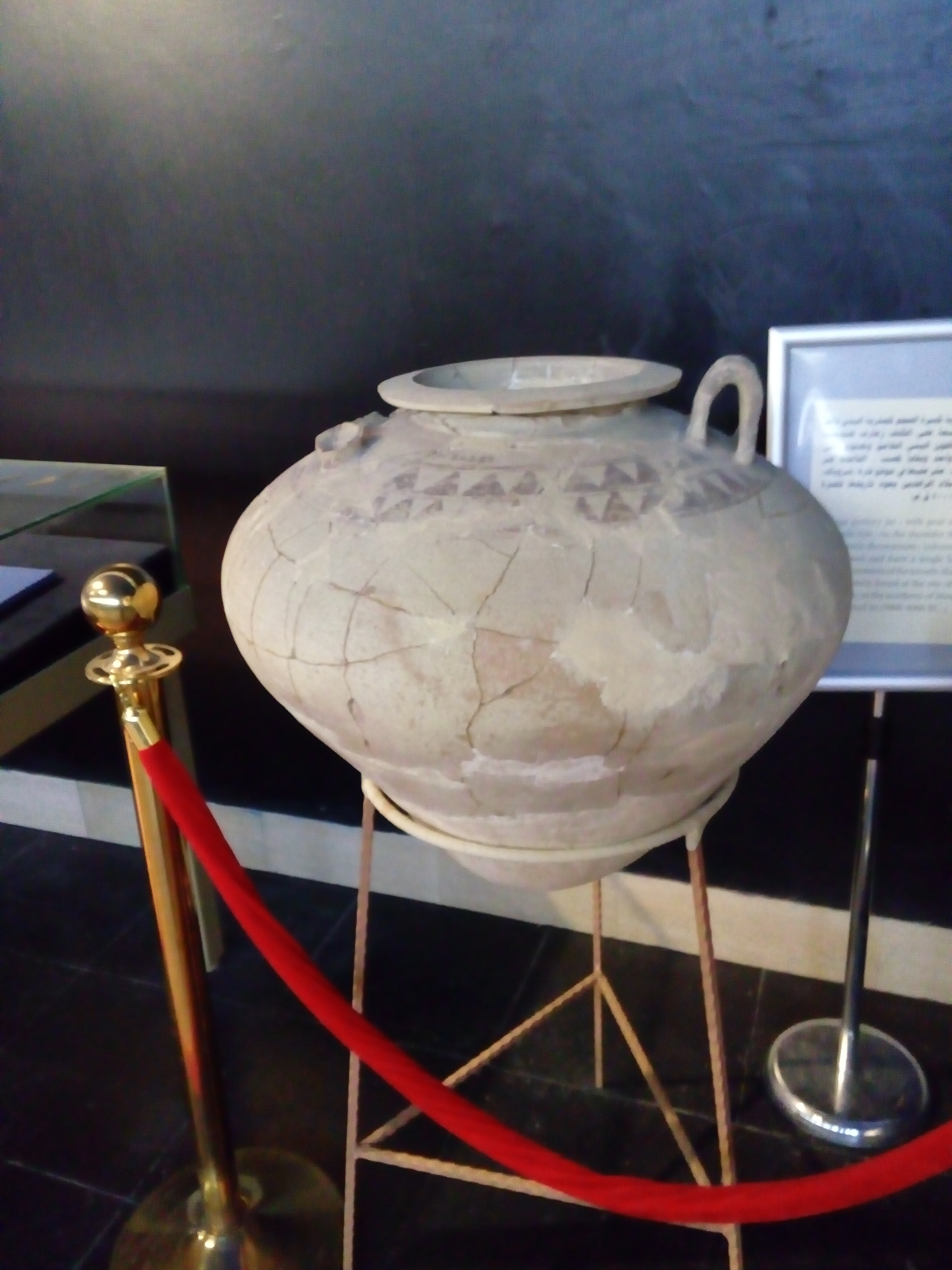
جزة فخارية كبيرة الحجم كروية البدن والفوهة واسعة، زين البدن بحزوز مختلفة الأتجاهات، عثر عليها في موقع حسونه شمال بلاد الرافدين تعود للفترة (5800-5100 ق.م).
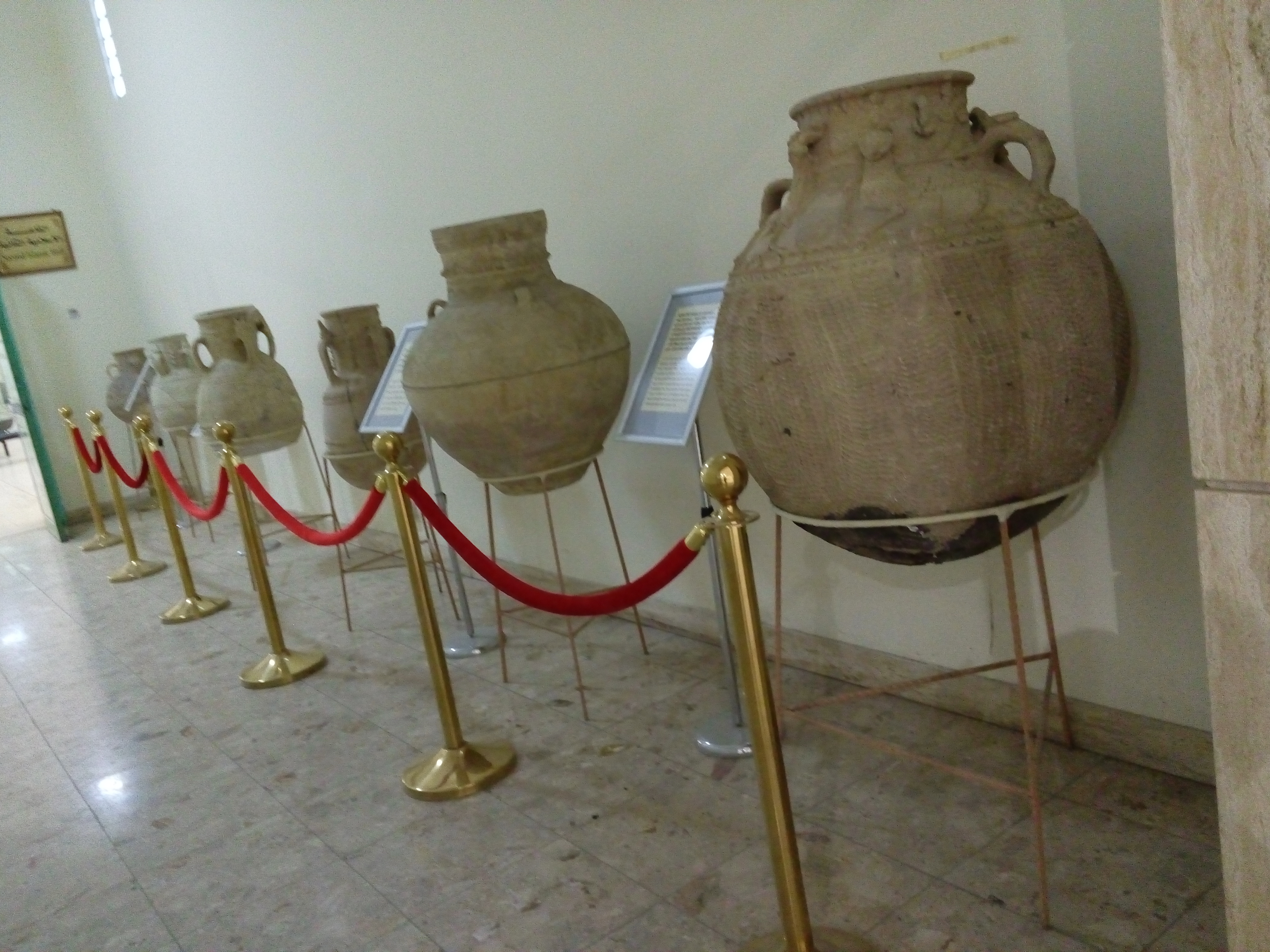
أواني فخارية سومرية
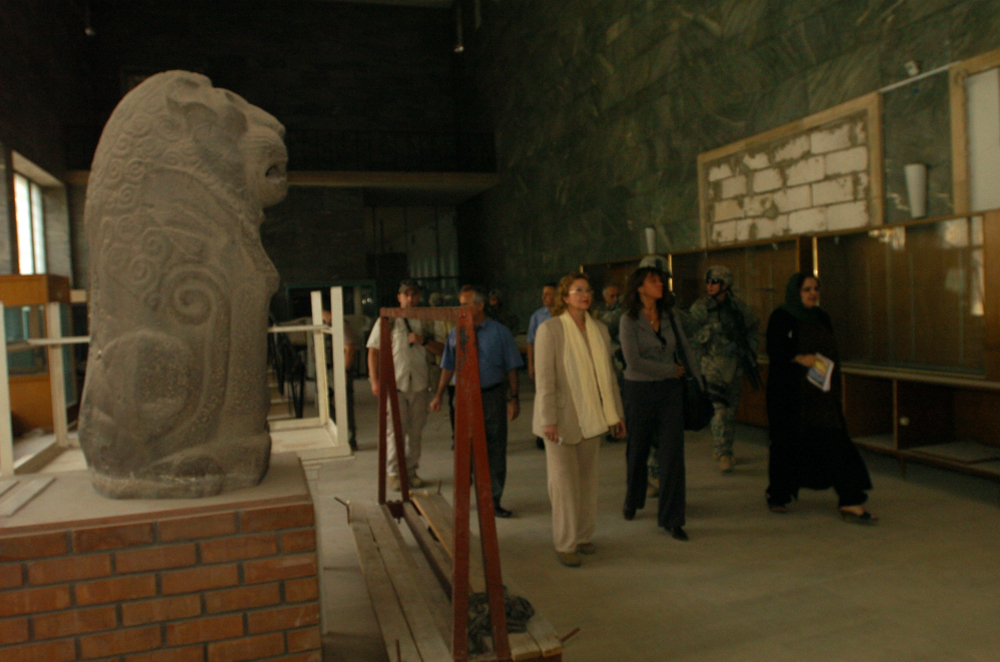
مسؤولون أجانب مع حماية أمريكية في زيارة للمَتحف العراقي عام 2007.
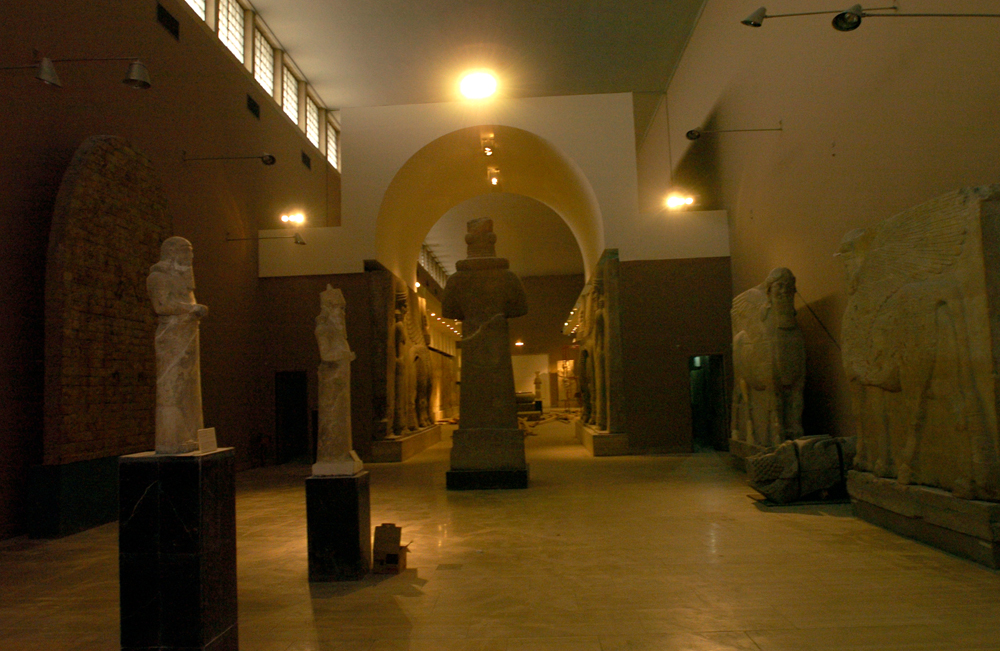
المعروضات في المَتحف العراقي.
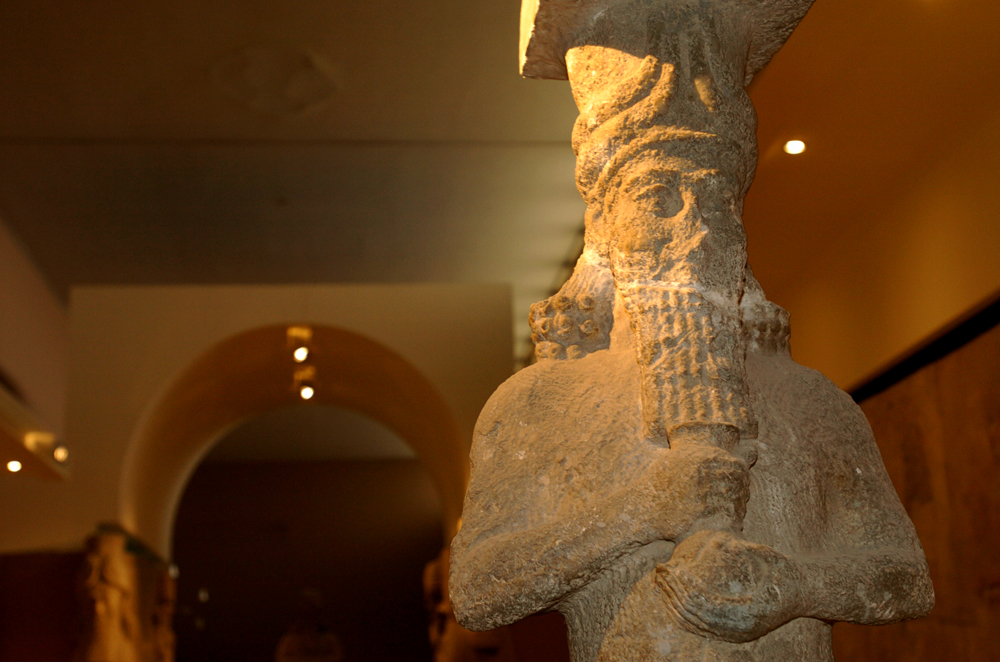
التماثيل في المتحف العراقي.
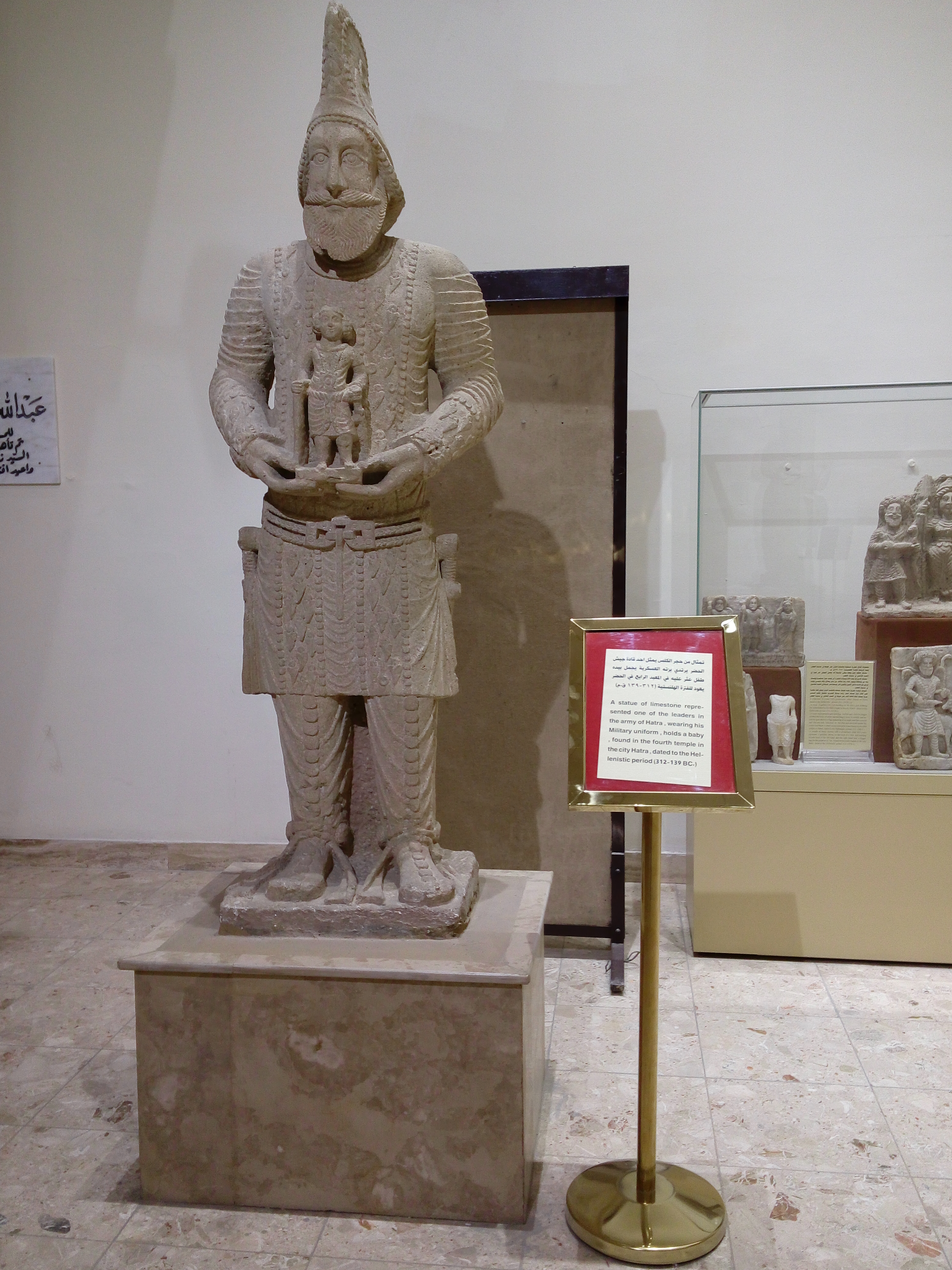
تمثال من حجر الكلس يمثل أحد قادرة الحضر يرتدي بزته العسكرية يحمل بيده طفل عثر عليه في المعبد الرافع في الحضر يعود للفترة الهلنستية (312-139 ق.م).
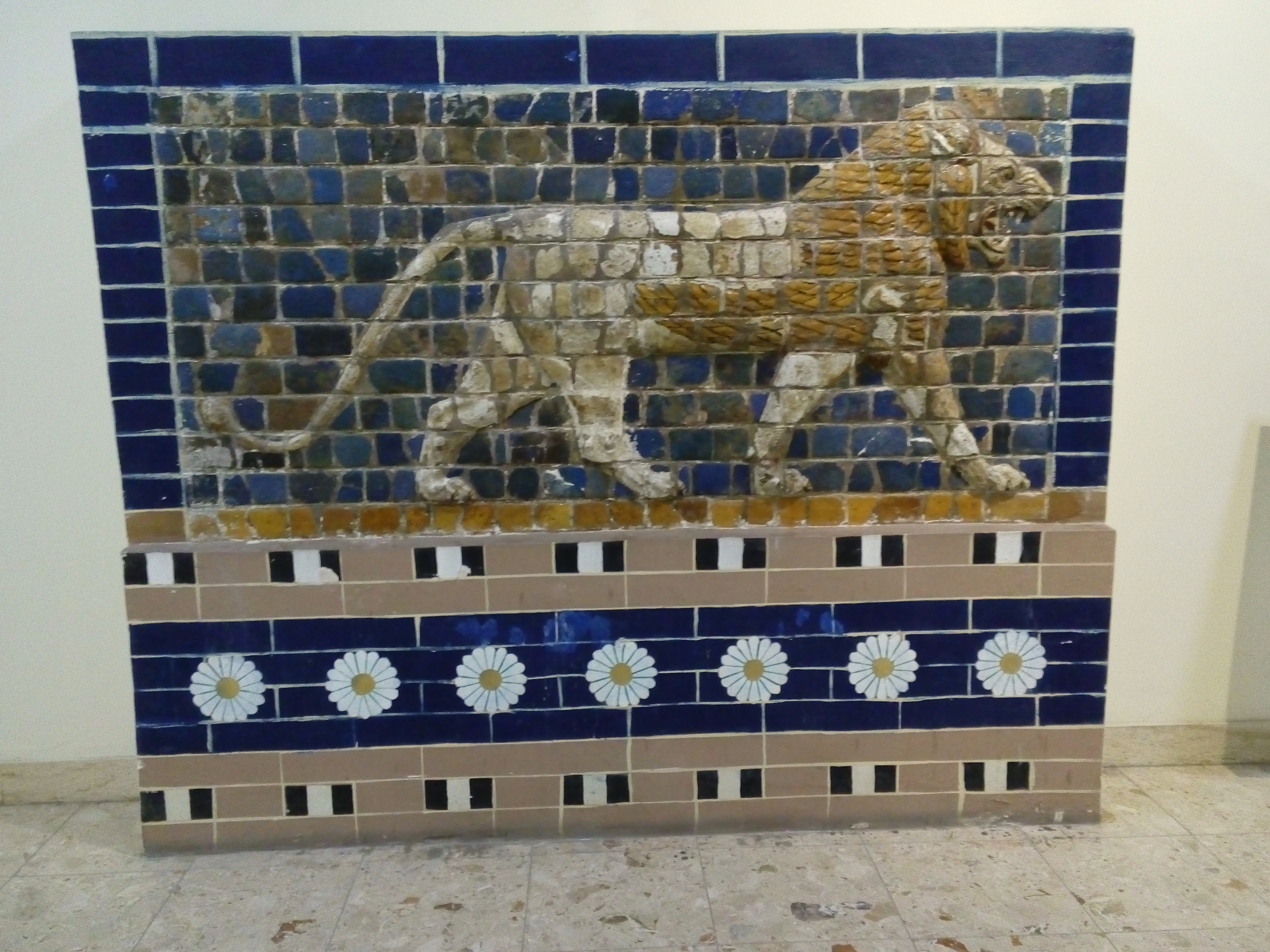
لوح يَمثل جزء من بوابة عشتار عليه نَحت بارز وناتئ لاسد في حالة سير، وهو يمثل الحيوان الخاص بالالهة عشتار، عمل من الطابوق المقولب المزجج وكل طابوقة تعتبر جزء لا يتجزأ من جدار البوابة، عثر عليها في مندقة بلاد الرافدين يعود تاريخها للعصر البابلي الحديث (612- 539 ق.م).
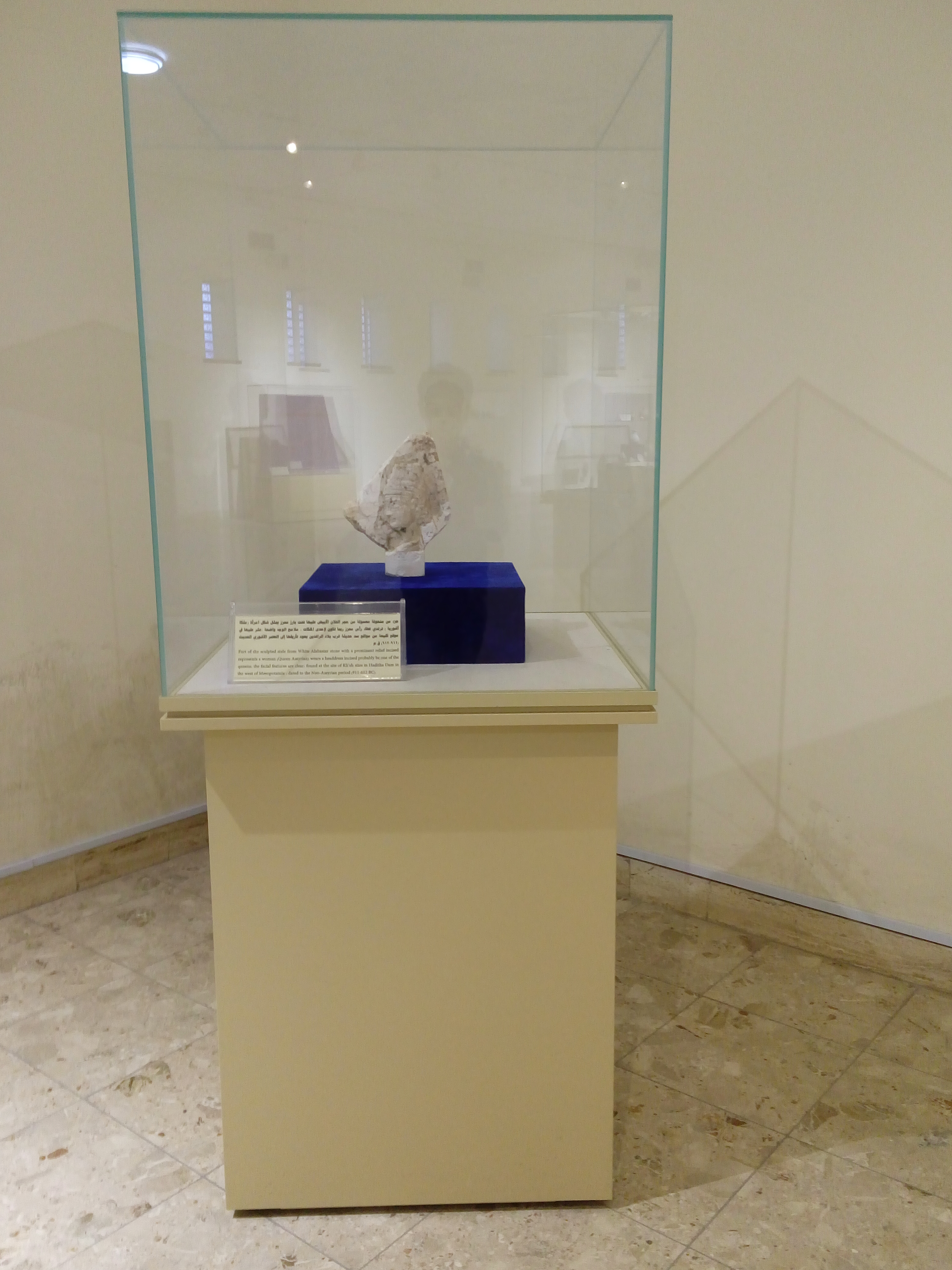
جزء من منحوتة معمولة من حجر الهلان الأبيض عليها نحت بارز محرز يمثل شكل امرأة (ملكة آشورية) ترتدي غطاء رأس محرز ربما تكون لإحدى الملكات، ملامح الوجه واضحة، عثر عليها في موقع كليعة من مواقع سد حديثة قرب بلاد الرافدين يعود تاريخها إلى العصور الآشوري الحديث (911-612) ق.م.
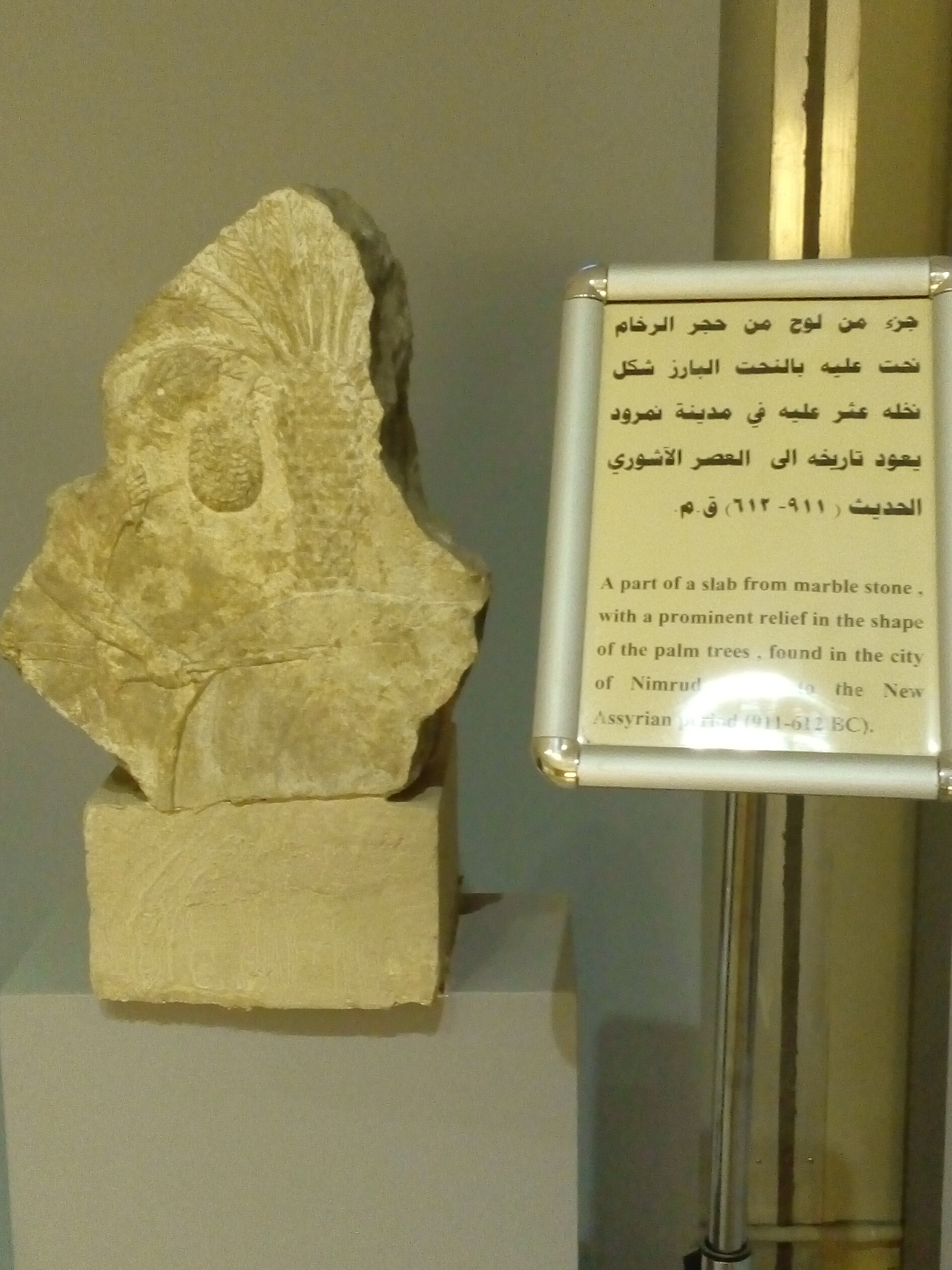
موجود في الصورة جزء من لوح من حجر الرخام نُحت عليه بالنحت البارز شكل نخلة عثر عليه في مدينة نمرود يعود تاريخه إلى العصر الأشوري الحديث (911-612) ق.م.
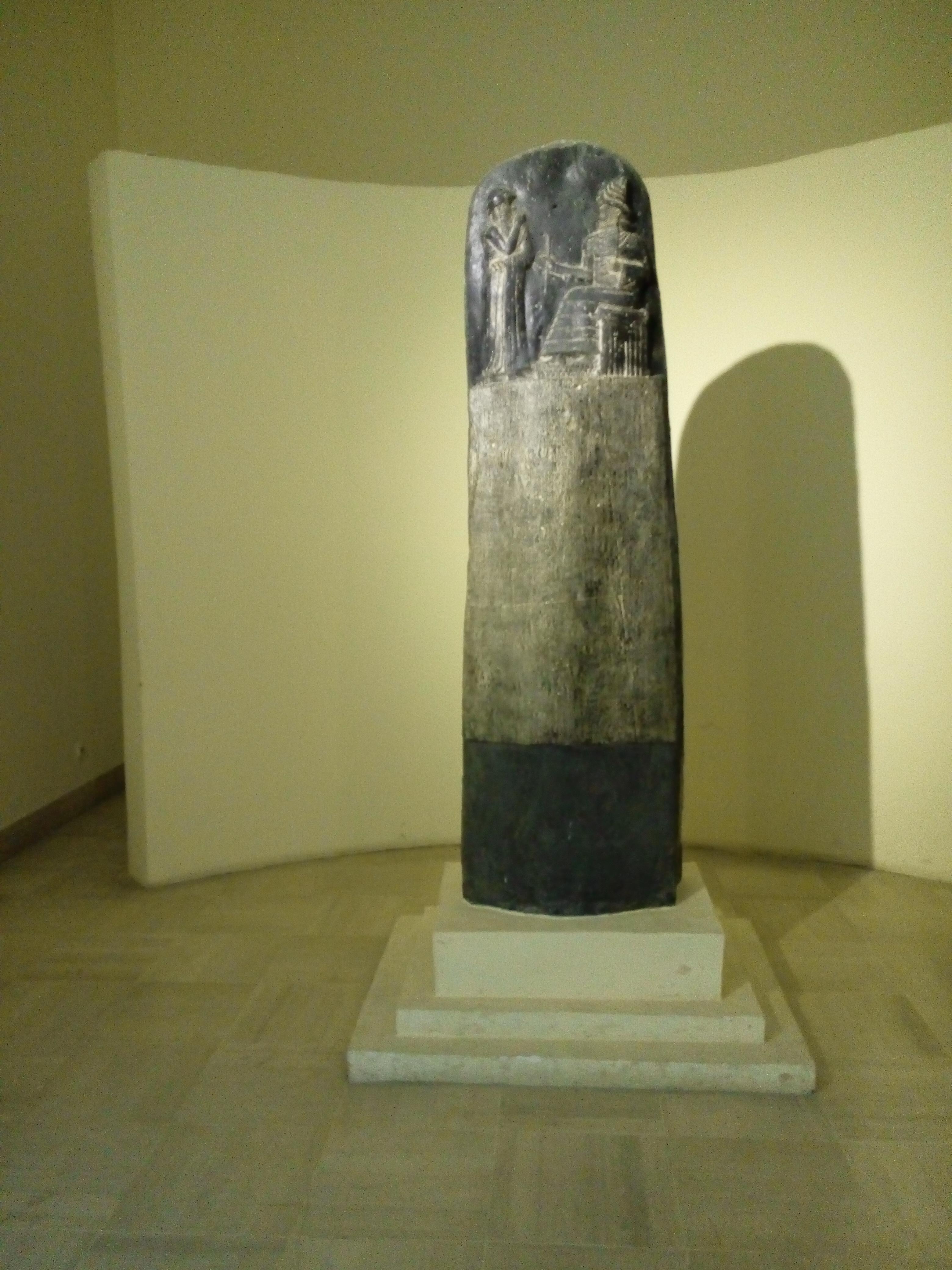
مسلة حمورابي في المَتحف العراقية، من أقدم الشرائع في الأرض، نسخة غير أصلية (منسوخة).
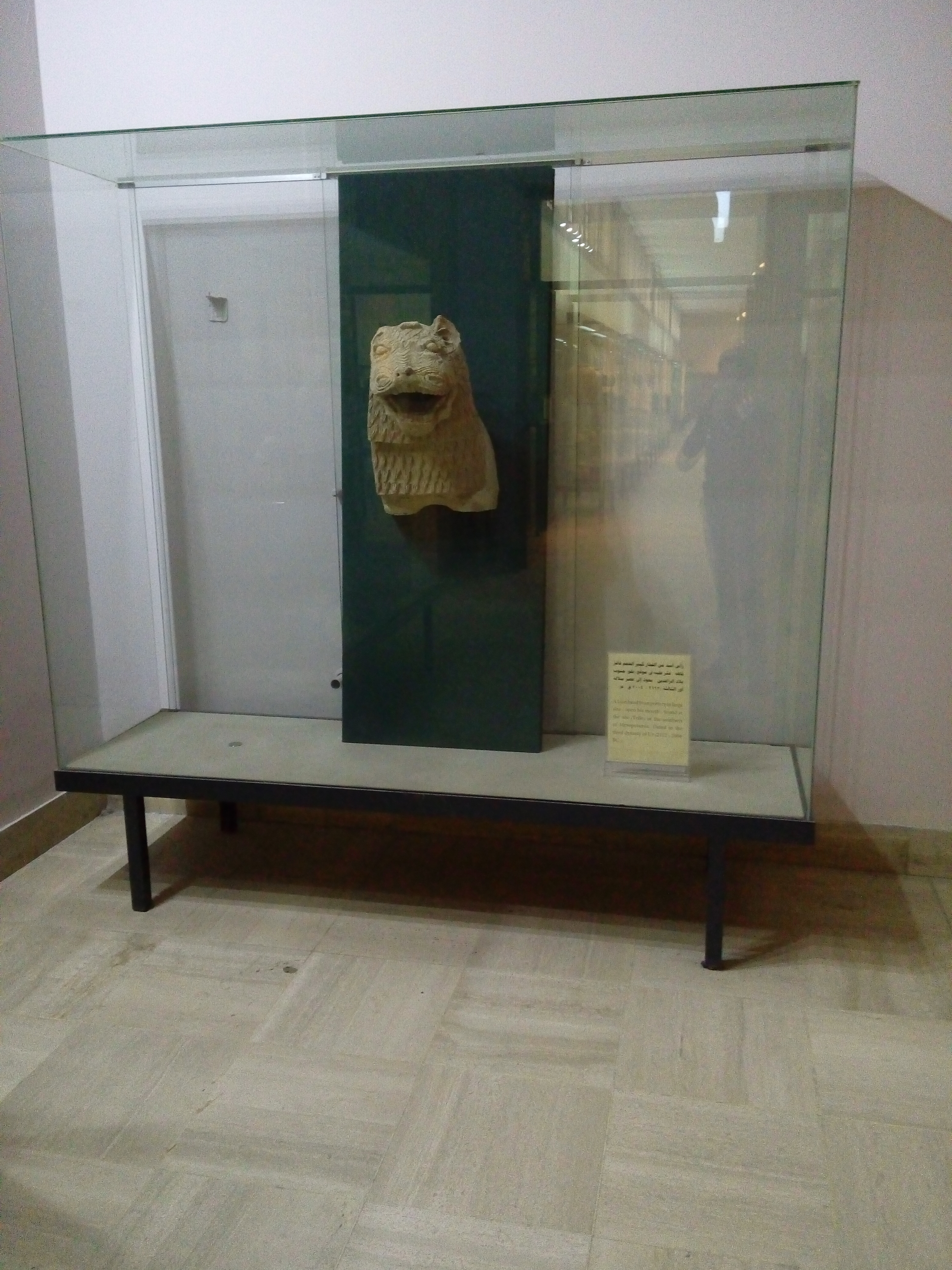
رأس أسد من الفخار كبير الحجم فاغر فاهه، عثر عليه في موقع تلو جنوب بلاد الرافدين، يعود إلى عصر سلالة أور الثالثة (2112-2004 ق.م.).
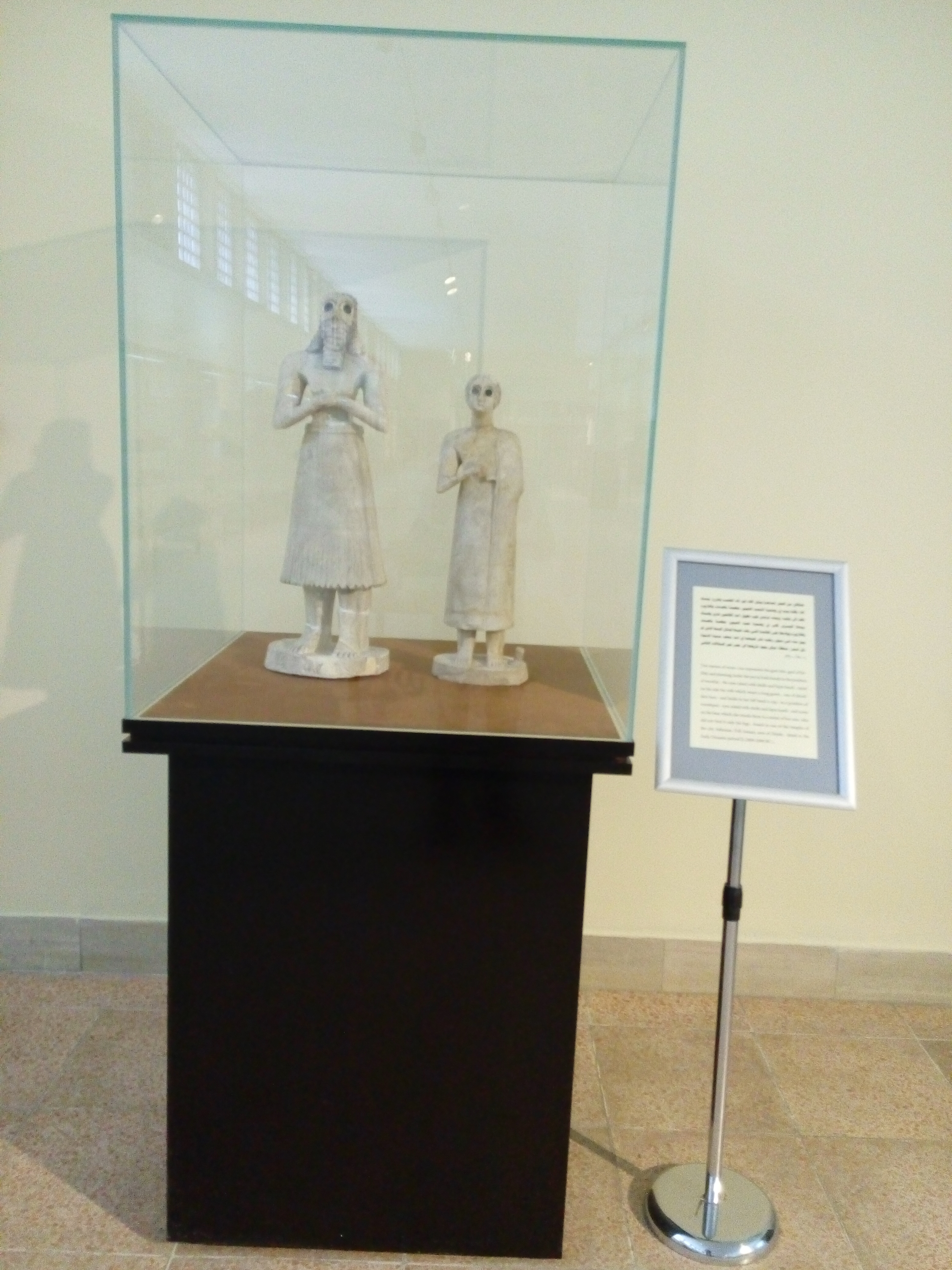
تمثالان من الحجر أحدهما يمثل الإلة أبو (إله الخصب والزرع) يمسك اناء بكلتا يديه في وضعية التعمد.
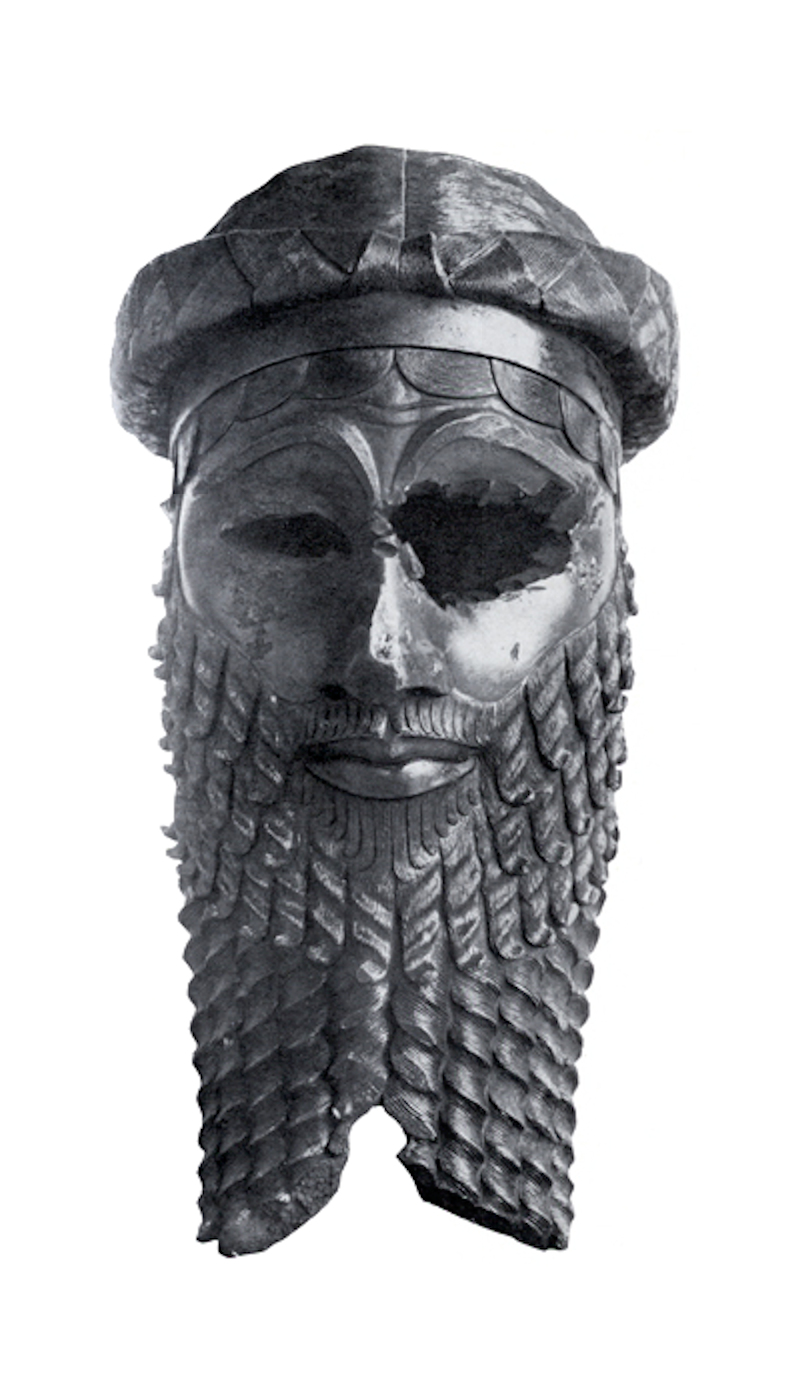
رأس سرجون الأكدي البرونزي.
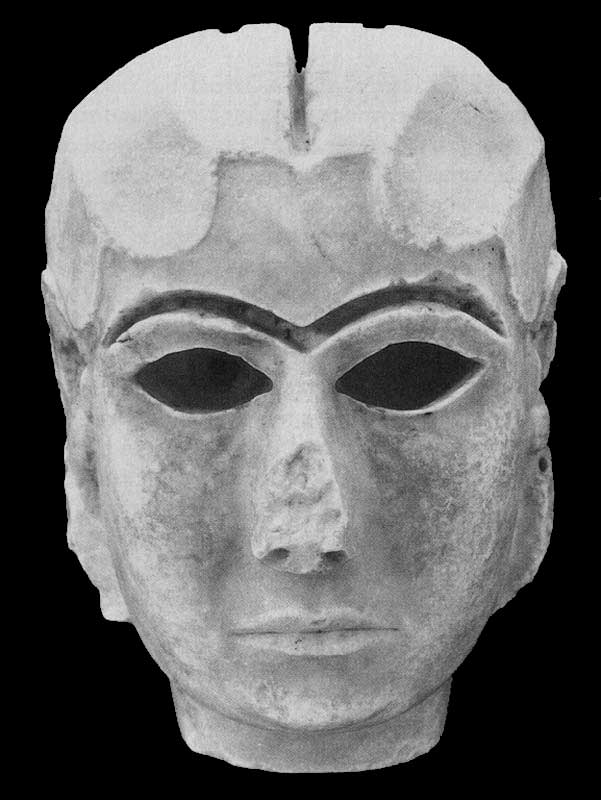
رأس أوروك
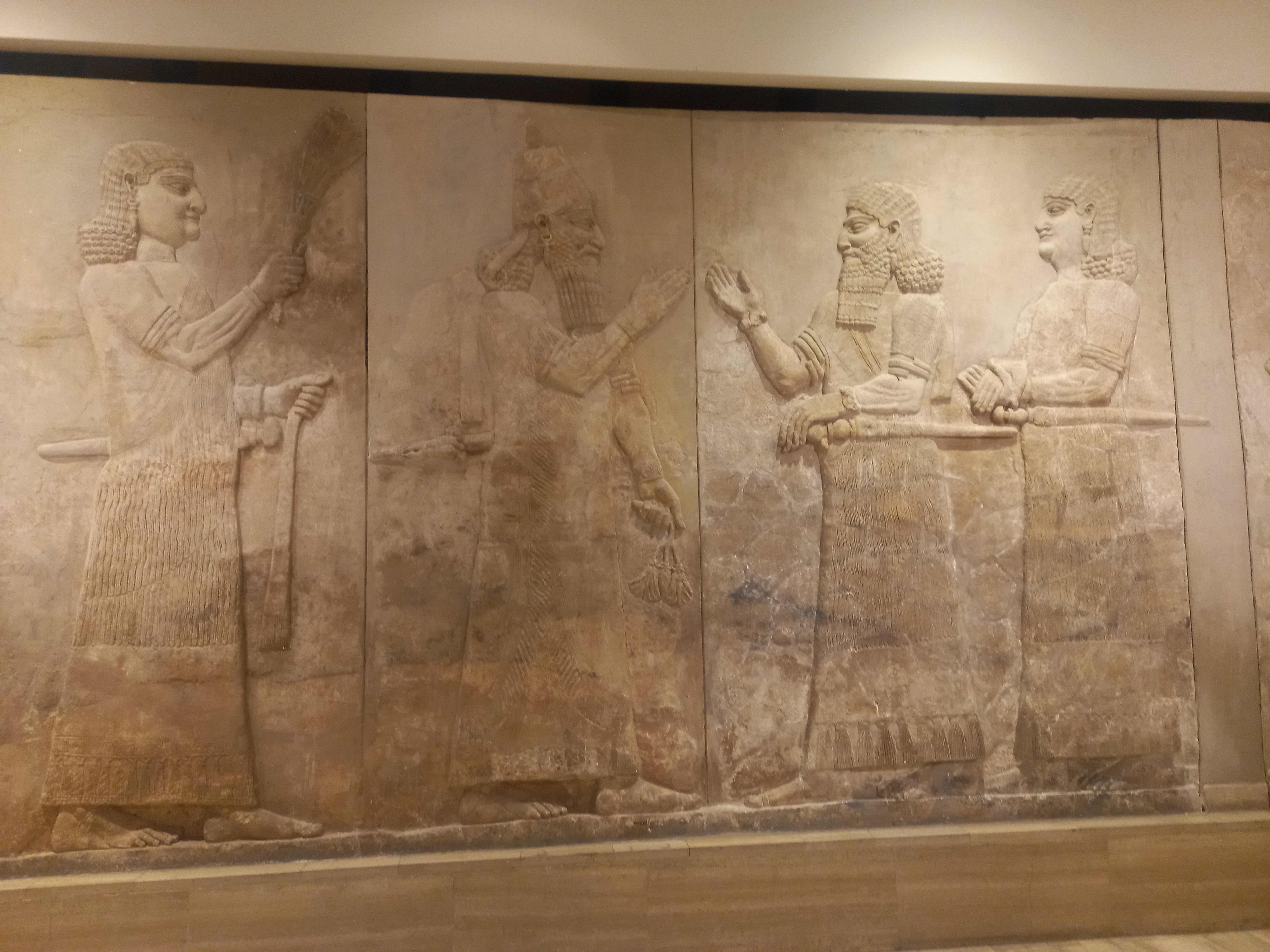
لوح جداري من العصر الآشوري يعود تاريخه إلى حدود 710 ق.م.